# Totalprothese

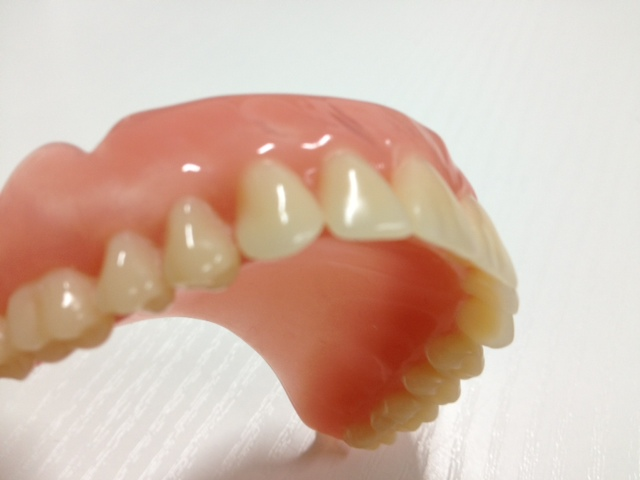
Totalprothese für den Oberkiefer

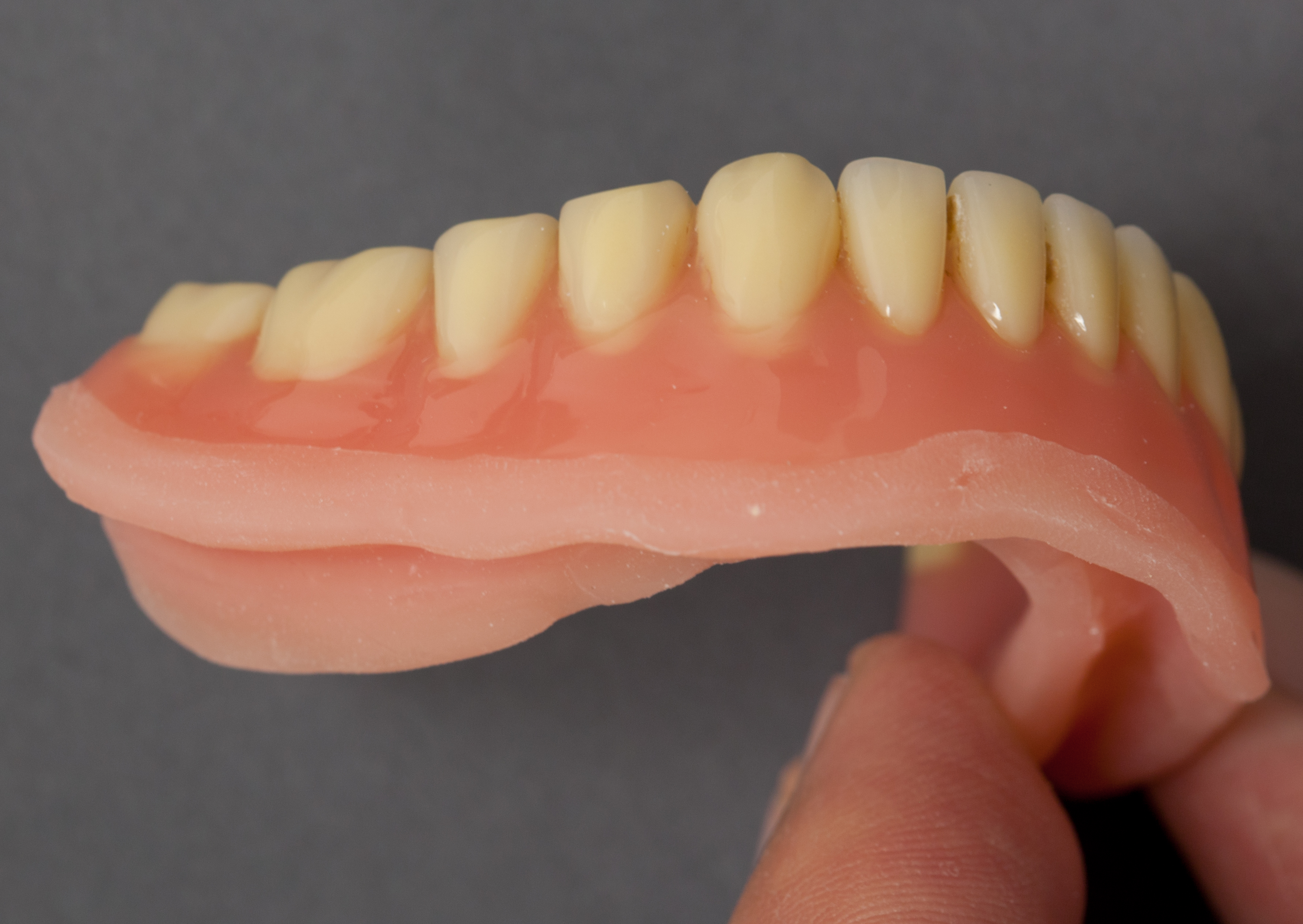
Totalprothese für den Unterkiefer mit weichbleibender Kunststoffbasis (matter Bereich)

Unter einer Totalprothese (auch Vollprothese, im Volksmund „Gebiss“, Zahnprothese oder „dritte Zähne“, im zahnärztlichen Jargon „14er“ oder „28er“ nach der Anzahl der ersetzten Zähne) versteht man in der Zahnmedizin den Ersatz aller Zähne und des Alveolarknochens eines oder beider Kiefer durch herausnehmbaren Zahnersatz, der aus einer Kunststoffbasis aus Polymethylmethacrylat (PMMA) und den darauf befestigten künstlichen Zähnen aus Kunststoff oder Porzellan besteht. Eine Totalprothese findet im Mund durch Saugwirkung, Adhäsions- und Kohäsionskräfte und das Zusammenspiel von Muskeln Halt am Kiefer. Hierzu wird der Prothesenrand mit Hilfe einer Funktionsabformung individuell angepasst. Eine Totalprothese ersetzt nicht nur die Zähne, sondern auch den abgebauten Kiefer. Der Knochenabbau des Kieferknochens (Kieferabbau) kann aus Zahnverlust, Parodontitis oder aus Knochenresorption, verursacht durch den Auflagedruck von Prothesen, resultieren. Die Herstellung einer Totalprothese erfolgt Hand in Hand zwischen Zahnarzt und Zahntechniker. Die zahntechnische Herstellung einer Totalprothese erfolgt auf Gipsmodellen in normierten Geräten. Das Einsetzen der Prothese in einen lebenden Organismus mit all seinen individuellen Besonderheiten stellt eine der größten Herausforderungen an den Zahnarzt dar. Der Erfolg der Behandlung setzt dabei große Erfahrung voraus. Die Herstellung einer Totalprothese dauert etwa sechs Behandlungssitzungen, die sich in der Regel über einen Zeitraum von vier bis sechs Wochen erstrecken. Es folgen mehrere Nachbehandlungssitzungen, die sich über weitere zwei bis acht Wochen hinziehen können.

## Halt einer Totalprothese
Der Halt einer Prothese hängt zunächst von der Kieferform ab. Je größer und ausgeprägter der Kieferkamm (Alveolarfortsatz) ist, desto besser ist der Halt. Der Prothesensattel sitzt wie ein Reitsattel auf dem Alveolarfortsatz auf. Der Halt einer Prothese kann sich im Laufe vieler Jahre verschlechtern, weil der Kieferknochen einem Knochenabbau unterworfen ist. Im unbezahnten Gebiss wirkt die Druckbelastung der Zahnprothesen auf die Gingiva propria (Schleimhaut) und damit auf den darunter liegenden Kieferknochen, der darauf mit vermehrter Resorption reagiert.
Der Halt der Prothese hängt ferner von der statischen Gestaltung ab. Das bedeutet, dass die Prothesenzähne in ihrer Okklusion (Zusammenbiss der Ober- und Unterkieferzähne) zu einer stabilen Lage beitragen müssen und nicht durch Kaubewegungen ein Heraushebeln der Prothese bewirken dürfen.
Der Halt unterscheidet sich zwischen der Oberkiefer- und der Unterkieferprothese. Bei Letzterer ist durch die kleinere Auflagefläche, die reduzierte Saugwirkung und die Bewegungen der Zunge der Halt erheblich geringer. Insbesondere der Halt der Unterkieferprothese hängt vom Zusammenspiel der Wangen- und Zungenmuskulatur ab, die die Prothese ausbalancieren. Im Unterkiefer wirken eine ganze Reihe von Muskeln stabilisierend, das sind neben dem Musculus buccinator (Backenmuskel) und der zirkulären Mundmuskulatur (Musculus orbicularis oris) der Musculus mylohyoideus (Kieferzungenbeinmuskel), der Musculus mentalis (Kinnmuskel) und die Zungenmuskulatur. Um die geringere Saugwirkung der Prothese zu kompensieren, muss der Prothesenträger eine gewisse Geschicklichkeit entwickeln, um die Unterkieferprothese durch die Zunge und die übrige Muskulatur in ihrer Lage zu halten. Im Laufe der Zeit prägt sich das Bewegungsmuster der Muskulatur ein und der Halt wird dadurch unbewusst hergestellt.
In der Schleimhaut (Mukosa) befinden sich schleimbildende Zellen. Die Schleimbildung ist für die Haftung der Prothese wichtig. Der Schleim hat eine Funktion ähnlich der einer Flüssigkeit zwischen zwei Glasscheiben, die durch sie besser aneinanderhaften. Ähnliches beobachtet man beim Anfeuchten eines Saugnapfs. Letztlich entsteht der Halt durch den Unterdruck, der in etwa einem Fünftel des atmosphärischen Luftdrucks entspricht, zwischen Prothese und Schleimhaut. Zu wenig Speichel bzw. Speichelfluss von den Speicheldrüsen oder Mundtrockenheit (Xerostomie) kann den Halt einer Prothese erheblich verschlechtern.
Die Schleimhaut bildet in der Regel kontinuierlich Schleim. Durch zu viel Schleim wird die Saugwirkung reduziert, da der zunehmende Schleim den Abstand zwischen Prothese und Schleimhaut vergrößert. Deshalb hält die Saugwirkung der Prothese nur etwa 20 Minuten lang an. Nach Ablauf dieser Zeit muss die Prothese durch ein kräftiges Zusammenbeißen wieder an den Kiefer gedrückt werden, um sich erneut festzusaugen. Durch dieses Zusammenbeißen wird der überschüssige Schleim zwischen Prothese und Schleimhaut herausgepresst.

## Unterschiede in der Okklusion gegenüber dem natürlichen Gebiss

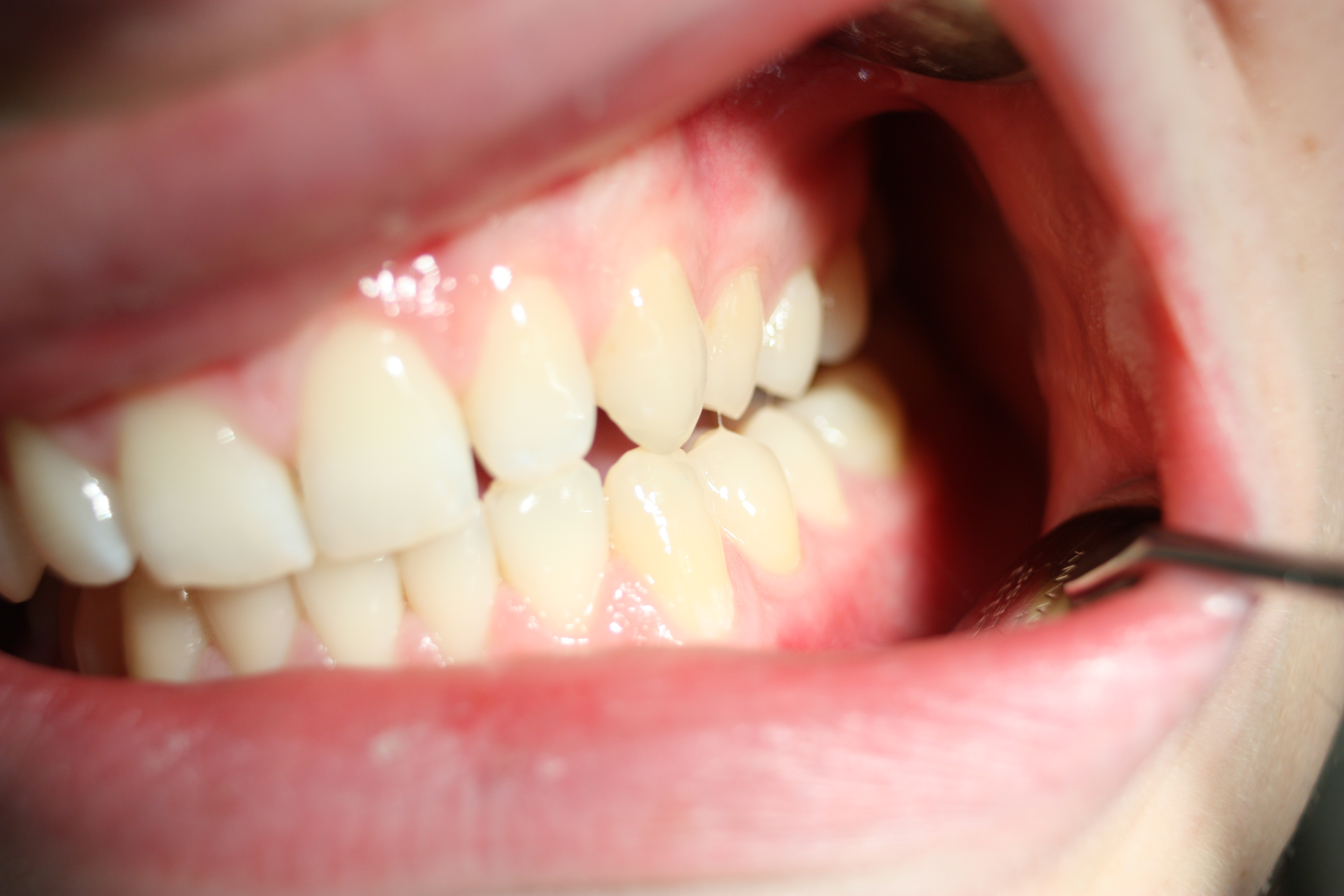
Eckzahnführung im natürlichen Gebiss. Die Backenzähne geraten außer Kontakt.

### Eckzahnführung
Im natürlichen Gebiss sorgt die Eckzahnführung dafür, dass bei einer Seitwärtsbewegung (Laterotrusionsbewegung) der Unterkiefer zur Öffnung gezwungen wird. Bei einer Seitwärtsbewegung des Unterkiefers blockieren die Eckzähne des Ober- und Unterkiefers eine Seitwärtsbewegung. Sie ist nur dann möglich, wenn der Eckzahn des Unterkiefers am Eckzahn des Oberkiefers entlang gleitet, wodurch der Mund zum Öffnen gezwungen wird. Dadurch geraten die Zähne im Seitenzahnbereich (Prämolaren und Molaren) außer Kontakt. Gleiches bewirken die Frontzähne (Schneidezähne und Eckzähne) bei einer Vorschubbewegung des Unterkiefers, wobei dann die Frontzähne des Unterkiefers an den Innenseiten der Frontzähne des Oberkiefers entlanggleiten und die Backenzähne zur Öffnung zwingen. Eckzähne sind durch ihre langen Wurzeln dazu geeignet, seitliche Belastungskräfte aufzufangen, die an den übrigen Zähnen, die kürzere Wurzeln besitzen, zu einer Lockerung führen können.

### Balancekontakte
Bei einer Totalprothese entfällt diese Funktion. Eine alleinige Front- und Eckzahnführung würde ein Aushebeln und Kippen der Prothesen bewirken. In Ausnahmefällen kann sie als Grundlage dienen, beispielsweise bei ausgeprägtem Kieferkamm und jungen Prothesenträgern. Aus diesem Grund werden Prothesenzähne so aufgestellt und entsprechend eingeschliffen, dass keine aushebelnden Führungszonen bestehen. Vielmehr werden absichtlich Balancekontakte hergestellt. Dies bedeutet, dass bei einer Seitwärtsbewegung des Unterkiefers – im Gegensatz zur natürlichen Vollbezahnung – die Zähne beider Seiten unter Kontakt aufeinander gleiten. Bei der Vorschubbewegung des Unterkiefers gleiten neben den Frontzähnen auch die Molaren der Ober- und Unterkieferprothese übereinander und sorgen für eine distale (hintere) Abstützung. Hierzu werden die Zähne gemäß der Spee-Kurve (sagittale Kompensationskurve) aufgestellt.
Die Wilson-Kurve hat ihre Bedeutung beim Aufstellen der künstlichen Zähne in der Kalottenartikulation von Totalprothesen. Die Seitenzähne einer Unterkieferprothese werden – von der Kaufläche her – gegen eine kalottenförmig gewölbte Schablone aufgestellt und bilden eine transversale Kompensationskurve. Hierdurch wird später in Funktion (beim Kauen) eine beidseitige „balancierte“ Okklusion erzielt. Die Wölbung der Kalotte ist von der Höckerneigung der Prothesenzähne und der Kondylenbahnneigung abhängig. Die Kondylenbahnneigung ist die Neigung der Gelenkbahn gegen die Campersche Ebene oder Frankfurter Horizontale (s. u.). Die Anwendung der Wilson-Kurve hat in der Kalottentheorie von George S. Monson (1920) ihren Ursprung. Danach treffen sich die Zahnachsen aller Oberkieferzähne in einem gemeinsamen Punkt, der im Bereich des Hahnenkamms (lateinisch Crista galli) des Siebbeins (lateinisch Os ethmoidale) liegt. Die Kauflächen liegen auf der gekrümmten Oberfläche eines Kugelausschnitts mit einem Durchmesser von 28,8 cm.

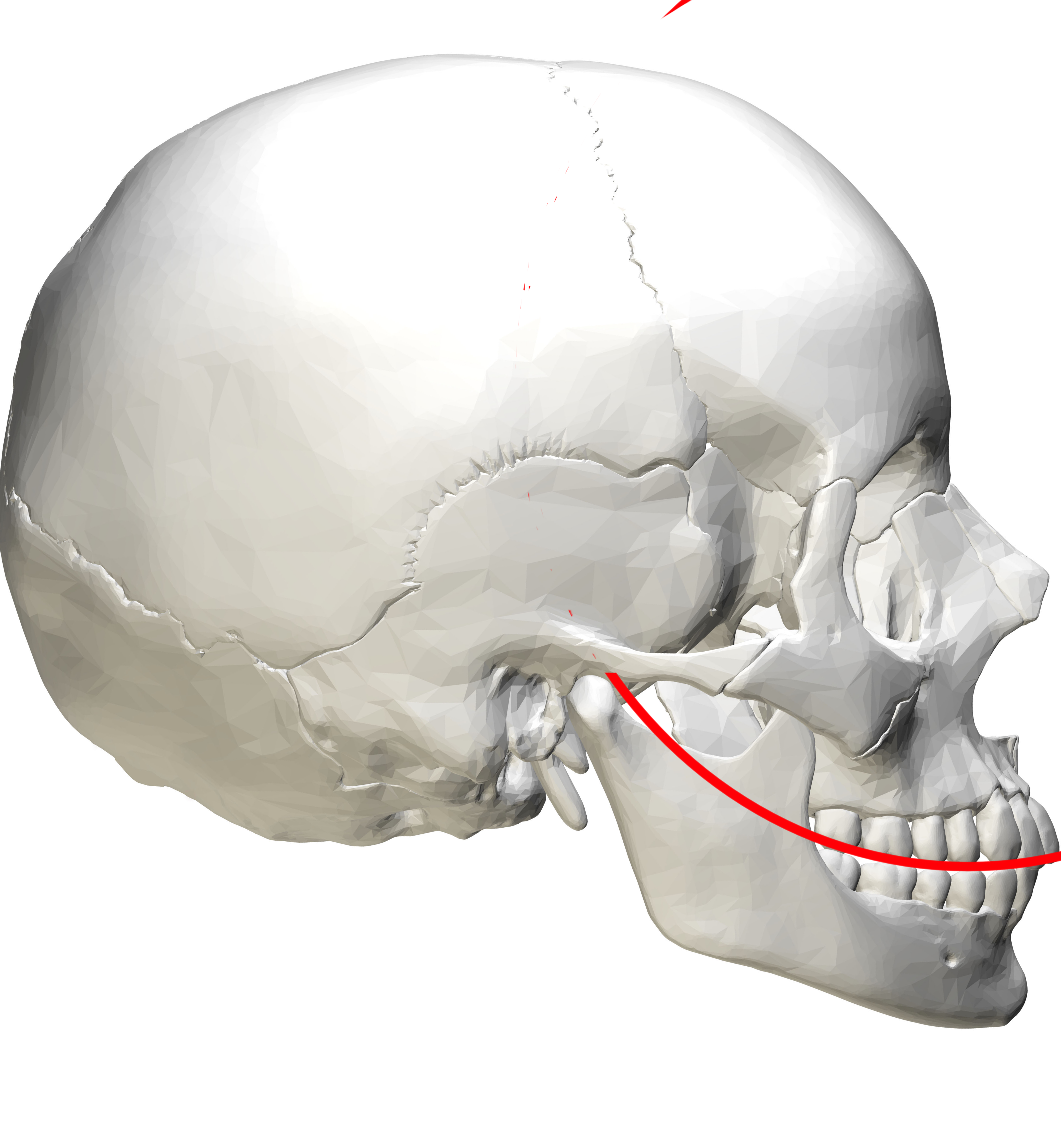
Speesche Kurve (sagittale Kompensationskurve)
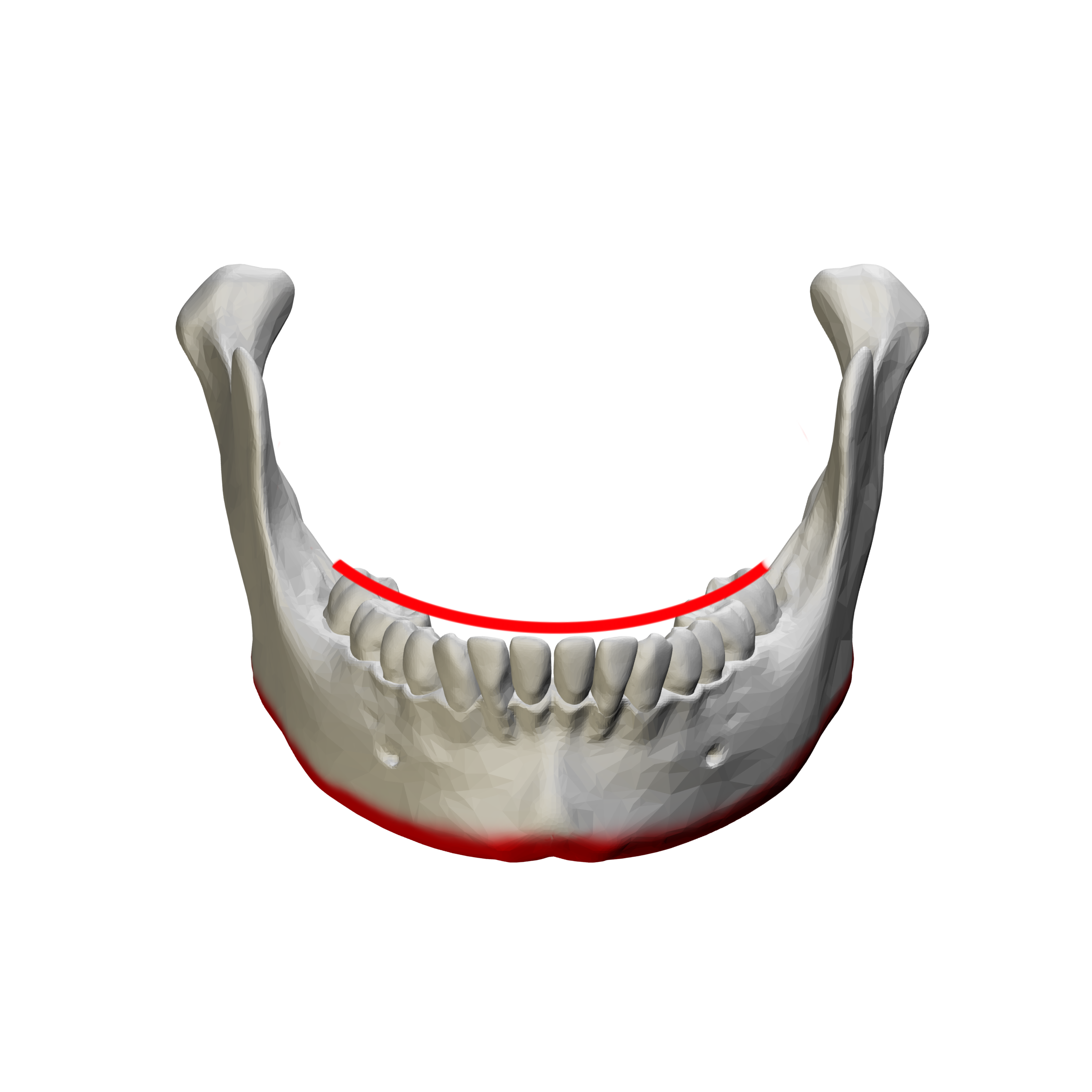
Wilson-Kurve (transversale Kompensationskurve)

## Abbau des Alveolarknochens

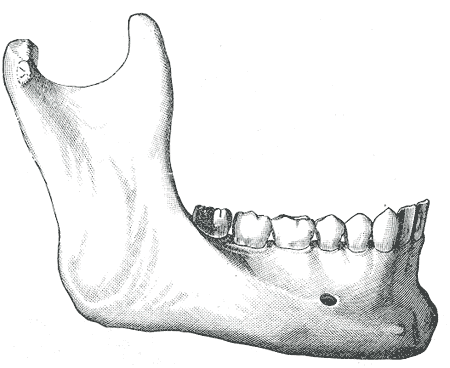
Alveolarknochen im vollbezahnten Unterkiefer

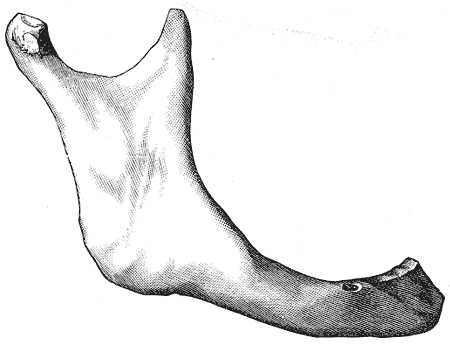
Knochenabbau im zahnlosen Unterkiefer. Der Alveolarfortsatz muss durch die Totalprothese ebenfalls rekonstruiert werden.

Der Abbau des Alveolarknochens beträgt im ersten Jahr nach dem Zahnverlust etwa 0,5 mm im Oberkiefer und 1,2 mm im Unterkiefer. In den Folgejahren beträgt der Abbau 0,1 mm im Oberkiefer und 0,4 mm im Unterkiefer, jeweils pro Jahr. Der schnellere Abbau des Unterkieferknochens resultiert unter anderem daraus, dass die Auflagefläche für eine Prothese nur etwa halb so groß ist, wie die des Oberkiefers. Im Oberkiefer liegt die Prothese auch auf dem Gaumen auf. Dadurch sind die Belastungskräfte, die auf den Unterkiefer wirken, doppelt so groß wie im Oberkiefer. Daraus folgt, dass in der Regel nach etwa 20 Jahren Prothesentragedauer der Alveolarkamm des Unterkiefers vollkommen abgebaut und der Unterkiefer flach geworden ist. Er bietet dann keinen Halt mehr für eine Totalprothese. In solchen Fällen kann durch verschiedene chirurgische Kieferknochenaufbauverfahren der Kiefer wieder rekonstruiert werden. Ein Halt der Prothese kann auch durch Implantate erreicht werden. Damit der Kieferabbau möglichst langsam vonstattengeht, muss die Prothese gut aufliegen. Dies muss durch regelmäßige, in ein- bis zweijährigem Abstand durchgeführte Unterfütterungen („Aufpolstern“) der Prothese erfolgen. Nach etwa fünf Jahren sollte eine Neuanfertigung erfolgen, da der Kunststoff im Laufe der Zeit spröde wird und dadurch die Bruchgefahr der Prothese bei der Kaubelastung steigt.
Beim sogenannten Normalbiss befinden sich die bukkalen (äußeren) Höcker der Oberkieferseitenzähne weiter außen, als die bukkalen Höcker der Unterkieferseitenzähne. Bei stark atrophierten Kiefern ist der zahnlose Unterkieferbogen regelmäßig größer als der Oberkieferzahnbogen. Häufig überkreuzen sich die Kieferkammbögen im Bereich der zweiten Prämolaren, woraus eine Aufstellung der Zähne im Kreuzbiss resultiert. Hierbei beißen die bukkalen Höcker der Unterkieferseitenzähne seitlich an den bukkalen Höckern der Oberkieferseitenzähne vorbei. Äußere begrenzende Strukturen für die Aufstellung der Seitenzähne sind im Oberkiefer die Crista zygomatikoalveolaris (Jochbein-Alveolarleiste) und im Unterkiefer die Linea obliqua mandibulae (schräge Unterkieferlinie).

## Präprothetische Chirurgie
Die präprothetische Chirurgie dient der Verbesserung des Prothesenlagers. Die Vestibulumplastik im Oberkiefer ist ein chirurgisches Verfahren zur Vertiefung des Mundvorhofes. Dadurch wird indirekt der Kieferkamm erhöht und der Halt der Prothesen verbessert. Man unterscheidet die offene Vestibulumplastik, bei der über einen zirkulären Schleimhautschnitt das Gewebe abgelöst und weiter kranial (oben) wieder angenäht wird, von der geschlossenen Methode nach Hugo Obwegeser, bei der die Schleimhaut getunnelt und das darunter liegende Weichgewebe sowie die Muskulatur nach kranial verlagert werden. Der Mundboden kann insbesondere im hinteren Bereich vertieft werden, woraus eine retromolare Absenkung des Mundbodens resultiert. Hierbei werden die Schleimhaut des Mundbodens und der Ansatz des Musculus mylohyoideus (Kieferzungenbeinmuskel) beispielsweise mit der Mundbodenabsenkung nach Richard Trauner, nach Edlan und Mejchar oder nach Martin Waßmund nach kaudal (unten) verlagert. Sowohl Fibrome (Gewebshyperplasien) als auch tief inserierende Lippen- und Wangenbändchen sollten entfernt werden, da sie sonst nur durch Aussparen des Prothesenrandes umgangen werden könnten. Hierdurch entfiele ein allseitig gut abdichtender Prothesenrand. Mittels Exzision dieser Bändchen wird die Prothesenauflage vergrößert und ihr Sitz und Halt verbessert.

## Zahnärztliche Vorbereitungen

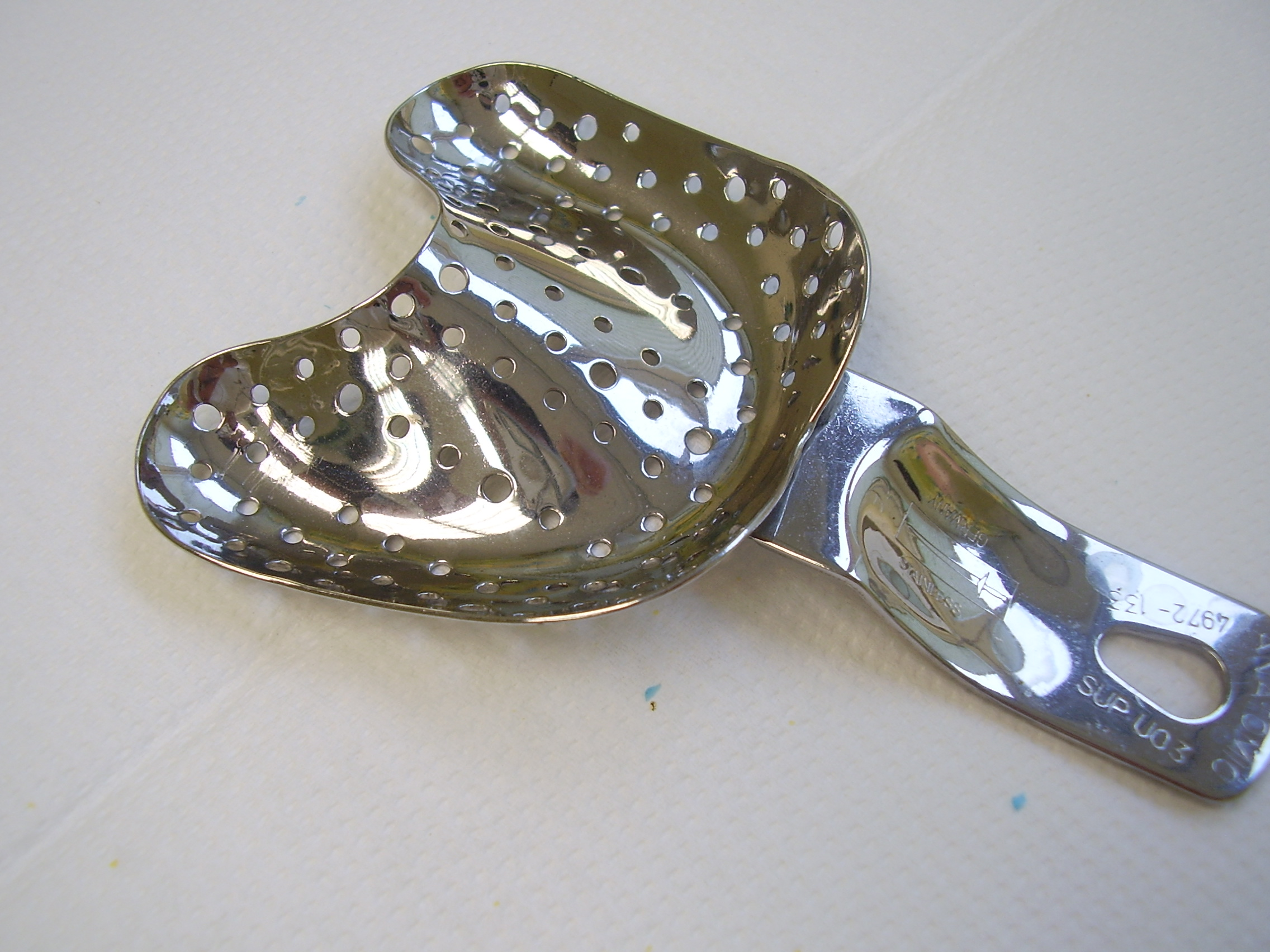
Konfektionierter Oberkiefer-Abdrucklöffel für das unbezahnte Gebiss

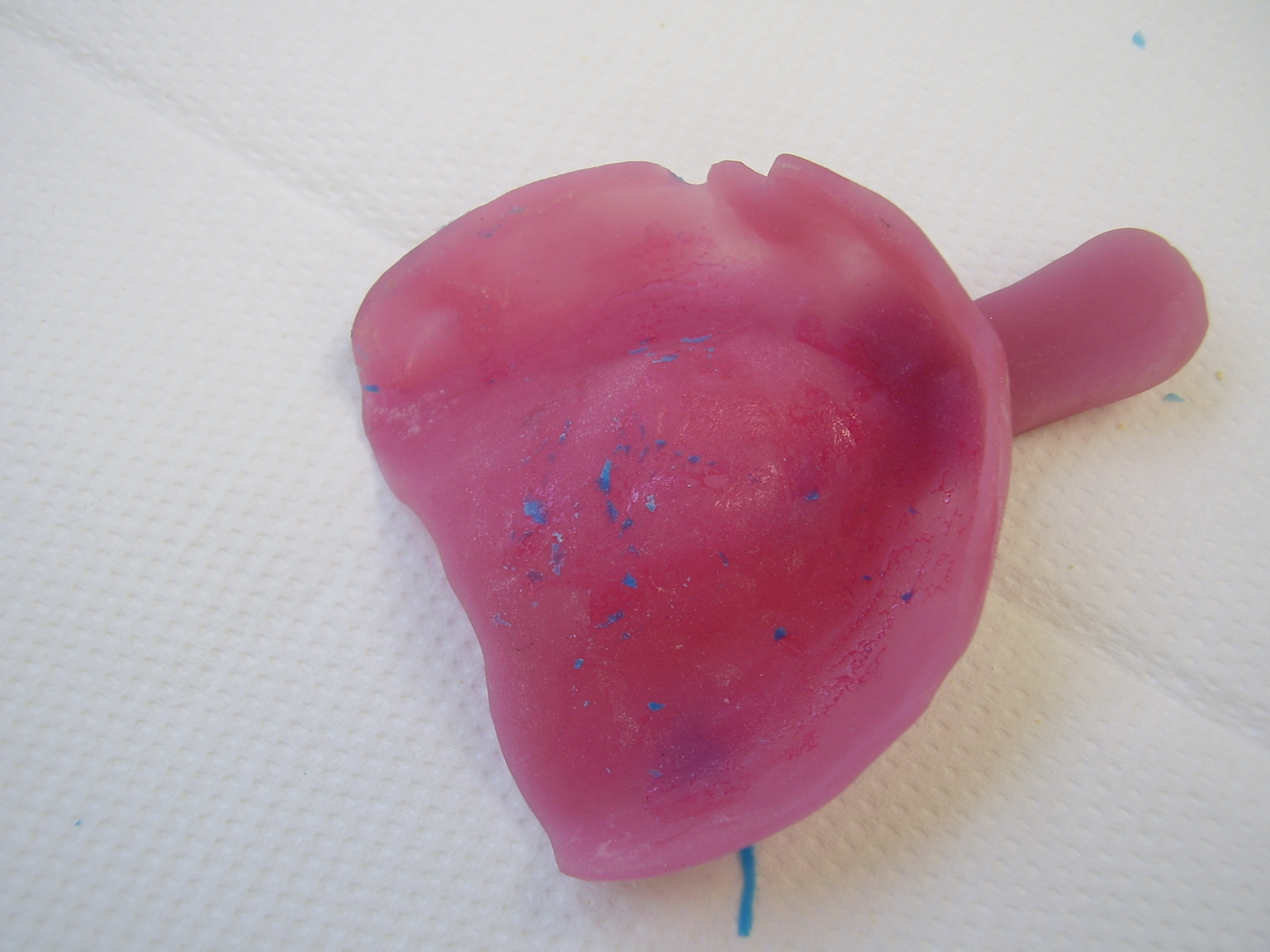
Individueller Löffel für einen zahnlosen Oberkiefer

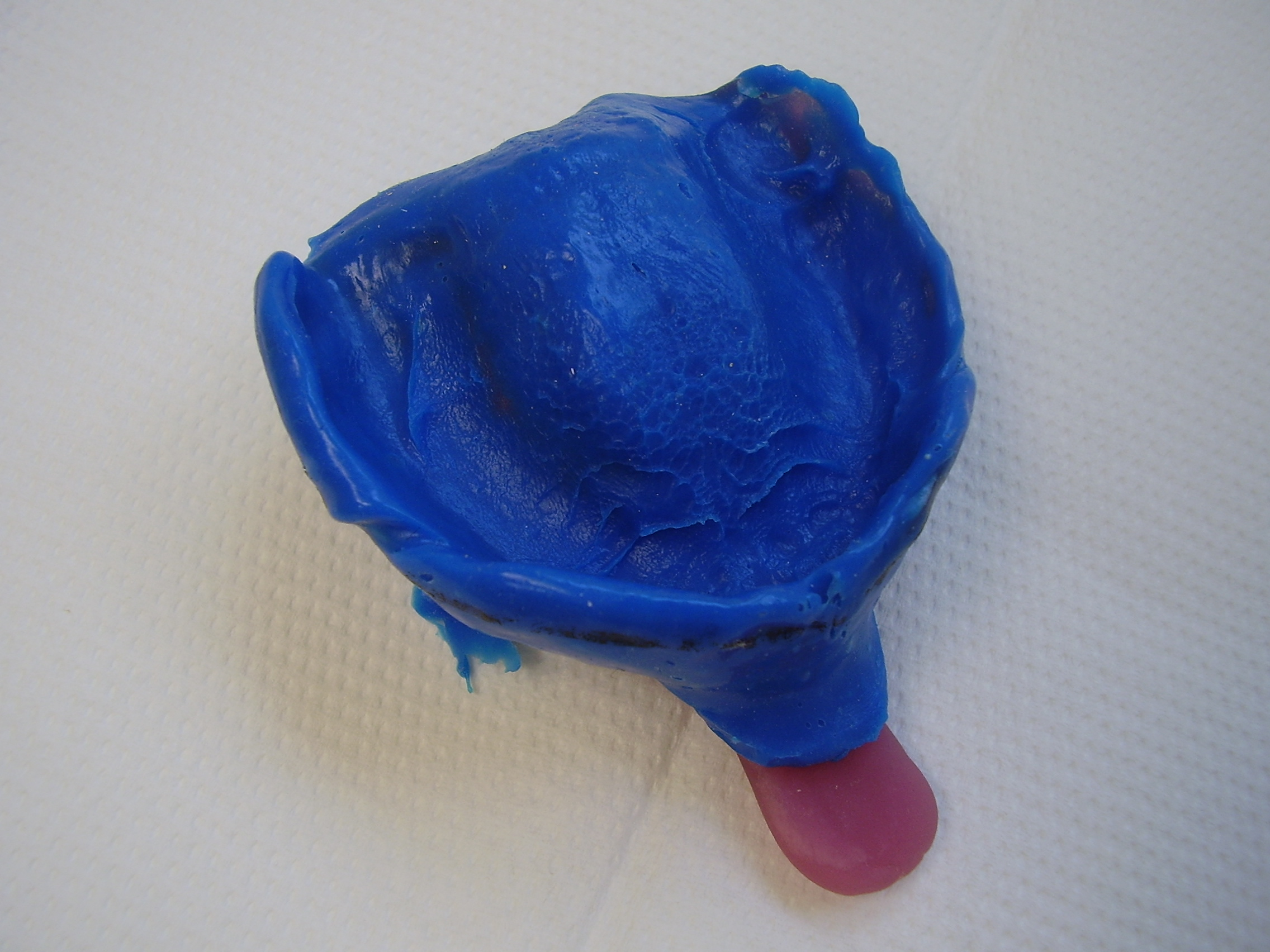
Funktionsabformung eines zahnlosen Oberkiefers

Für die Anfertigung einer Totalprothese wird mittels einer Abformung mit einem konfektionierten Abdrucklöffel unter vorwiegender Verwendung von Alginat ein Situationsgipsmodell eines Kiefers hergestellt, auf dem ein patientenindividueller Abdrucklöffel aus lichthärtendem Kunststoff angefertigt wird. Dieser ähnelt bereits weitgehend der endgültigen Prothesenbasis, der „Platte“, die dem Kiefer aufliegt.

### Mukodynamische Abformung
Mit dem individuellen Abformungslöffel nimmt der Zahnarzt eine Funktionsabformung vor. Der Patient vollführt mit Hilfe des Zahnarztes, während die Abformmasse abbindet, alle Bewegungen, die auch später mit der Prothese möglich sein sollen, wie Mund spitzen, Mund öffnen, Saugen, Lachen, Zunge nach links und rechts ausstrecken, Grimassen schneiden und Ähnliches.
Die Weichteile im Mund können die Prothese bei verschiedenen Mund- und Zungenbewegungen lockern oder abhebeln. Die Prothese muss deshalb den diversen Muskelbändern einen Bewegungsspielraum lassen, wie beispielsweise dem Zungenbändchen oder den Lippen- und Wangenbändchen. Im Unterkiefer wird mit der Funktionsabformung auch der Bewegungsspielraum des Mundbodens berücksichtigt, da der Mundboden sich im Zusammenspiel mit der Zunge hebt und senkt. Die Prothese darf dadurch nicht vom Unterkiefer abgehoben und ausgehebelt werden. Der Prothesenrand muss gleichzeitig die Prothese weitgehend abdichten, was die Zielsetzung der mukodynamischen Abformung ist. Hierbei wird zwischen dem äußeren und inneren Ventilrand der Prothese unterschieden. Der innere Ventilrand befindet sich zwischen der Mukosa (Schleimhaut) des Alveolarkamms und dem inneren Rand der Prothesenbasis. Der äußere Ventilrand befindet sich zwischen dem Außenrand der Prothese und der Wangenschleimhaut. Im Oberkiefer wird am Übergang des weichen zum harten Gaumen (durch Radieren der sogenannten A-Linie am Gipsmodell) ein distaler (hinterer) Abschlussrand der Prothese erzeugt. Die A-Linie ist danach benannt, dass sich bei der Aussprache des Lautes „A“ der weiche Gaumen nach unten bewegt und dadurch für den Behandler sichtbar wird. Der Rand kann anschließend mit einem Stift markiert werden und bildet sich auf der Abformmasse ab. Dadurch kann der Zahntechniker die A-Linie nach Herstellung des Gipsmodells des Oberkiefers erkennen. Mit einem speziellen Abformmaterial (F.I.T.T. Functional Impression Tissue Toner) ist eine Langzeit-Funktionsabformung bei schwierigen Kieferverhältnissen möglich. Das Material kann mehrere Tage lang getragen werden, sowohl um die Wiederherstellung von verletztem Gewebe zu unterstützen, als auch eine Abformung während des täglichen Gebrauchs durchzuführen.

### Kieferrelationsbestimmung
Nach der Funktionsabformung erstellt der Zahntechniker das Arbeitsmodell als Grundlage für die weiteren Arbeitsschritte. Es folgt die Anfertigung von Registrierschablonen (früher: Bissschablonen), mit deren Hilfe der Zahnarzt die Kieferrelationsbestimmung durchführt, die Okklusionsebene (Kauebene) festlegt sowie die Mittellinie und die Position der Eckzähne einzeichnet. Es gibt zahlreiche Methoden zur Kieferrelationsbestimmung, z. B. die Stützstiftregistrierung. Hierzu werden mittels einer Hilfskonstruktion im Mund des Patienten die Bewegungen des Unterkiefers aufgezeichnet. Im Schnittpunkt der Bewegungslinien liegt die sogenannte habituelle Okklusion. Das ist diejenige Position des Unterkiefers, die der Patient in gewohnter Weise einnimmt (Normalbissstellung). Das Ausrichten von Wachswällen auf Bissschablonen ist ein weiteres Verfahren zur Kieferrelationsbestimmung. Durch Auftragen oder Reduzieren der Wachswälle kann der Patient unterschiedlich hoch zubeißen. In einer zu findenden entspannten Lage der Kiefer wird der Bissabstand ermittelt. Etwa zwei Millimeter geringer ist dann der ideale Kieferabstand bei zusammengebissenen (ersetzten) Zähnen. Insgesamt kann jedoch keine klare Empfehlung zur Wahl einer der Methoden abgegeben werden. Die Einzeichnung der sogenannten Lachlinie in die Wachswälle lässt den Zahntechniker jenen Bereich erkennen, der beim Lachen sichtbar ist, denn der Prothesenkunststoff soll beim Lachen möglichst nicht sichtbar sein, sondern nur die Zähne. Lässt sich dies nicht vermeiden, stehen Kunststoffe in verschiedenen Rottönen der Gingiva zur Verfügung. Der Zahntechniker kann dementsprechend die Zähne aufstellen. Die Prothesenzähne sollen zudem mittig auf dem Kieferkamm aufgestellt werden, da durch eine exzentrische Aufstellung ebenfalls die Prothese ausgehebelt werden könnte.

### Ästhetische Aspekte

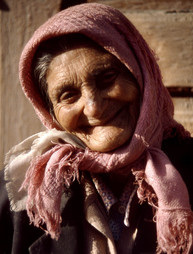
Eingefallenes Untergesicht beim Zahnlosen

Zum Eindruck des Alters eines Zahnlosen tragen verschiedene Faktoren bei. Dazu zählen der Verlust der Unterstützung der Lippen mit Entwicklung eines vergrößerten Winkels zwischen der Nase und der Oberlippe, die Entwicklung vertiefter Nasolabialfalten und vertikaler Falten im Mundbereich, die Reduzierung des Lippenrots, der Verlust an Untergesichtshöhe, die Entwicklung einer Pseudoprogenie (Vorstehen des Unterkiefers) und einer ausgeprägten Unterkinnfalte (Submentalfalte). Die Aufstellung der Frontzähne umfasst die Korrektur der gestörten Physiognomie und soll das Profil des Patienten rekonstruieren. Die Kieferrelationsbestimmung beim zahnlosen Patienten ist besonders schwierig, da durch den Verlust aller Zähne, beziehungsweise aller Zähne in einem Kiefer, die über die Okklusion gesicherte dreidimensionale Beziehung zwischen Ober- und Unterkiefer nicht mehr existiert. Sie erfolgt meist durch die Bestimmung des engsten Sprechabstands, der Ruheschwebelage. Alternativ wird die Schluckbisslage nach Hromatka angewandt. Ferner werden die Farbe und die Form der künstlichen Zähne ausgewählt. Charakteristika aus der Zeit der natürlichen Bezahnung sollten ansatzweise rekonstruiert werden, beispielsweise leichte Stellungsabweichungen oder Farbnuancen der Zähne. Die Feinheiten der ästhetischen Rekonstruktion des Gebisses haben zum Ziel, dass Außenstehende nicht erkennen können, dass es sich um einen Prothesenträger handelt. Je jünger der Prothesenträger ist, umso schamhafter wird das Tragen einer Prothese empfunden. Eine Prothese soll deshalb den Eindruck einer natürlichen Bezahnung vermitteln.
Prothesenzähne werden aus Kunststoff oder Keramik hergestellt. Dabei zeigen Zähne aus keramischen Massen einen geringeren Abrieb und eine höhere Farbbeständigkeit. Keramische Prothesenzähne sind härter als Kunststoffzähne, daher ist das Zusammenbeißen der Zähne verstärkt hörbar („Zähneklappern“). Dafür lassen Kunststoffzähne durch geringfügigen Abrieb einen Feinschliff im Kaumuster zu. Nachteilig ist, dass Kunststoffzähne schneller abgenutzt werden.

#### Zahnform und -größe

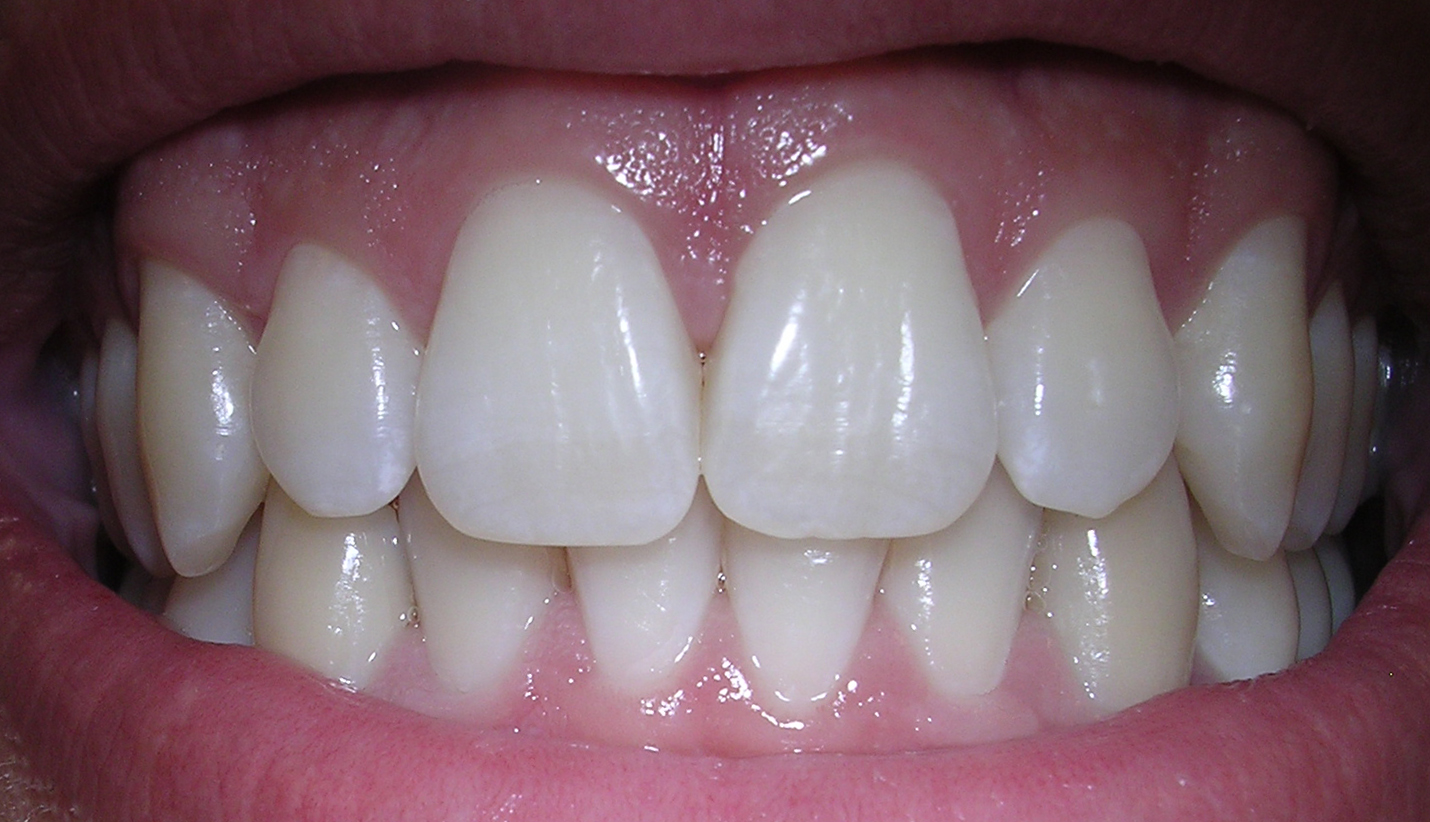
„Overbite“ – Überbiss im natürlichen Gebiss

Die Statur des Patienten findet sich in der Zahnform wieder, angelehnt an Kretschmers Konstitutionstypen. So hat ein Leptosomer oft sehr schlanke, lange Zähne, der Pykniker eher kurze gedrungene und der Athletiker trapezförmig geformte Zähne.
Sollten keine Modelle oder Fotos der ursprünglichen, natürlichen Bezahnung vorliegen, werden die Prothesenzähne hilfsweise entsprechend dieser Konstitutionstypen bestimmt. Auch die Zahnform und -stellung von nahen Verwandten kann hilfsweise herangezogen werden. Nach dem von Albert Gerber für die Totalprothetik angegebenen embryo-genetischen Prinzip hat ein Mensch mit einer schmalen Nasenwurzel und einer breiten Nasenbasis einen im Vergleich zu den mittleren Schneidezähnen schmalen seitlichen Schneidezahn. Derjenige mit einer schmalen Nasenwurzel und -basis hat sowohl schmale mittlere als auch seitliche Schneidezähne und derjenige mit einer breiten Nasenwurzel und -basis besitzt sowohl breite mittlere als auch seitliche Schneidezähne. Die Breite der Zähne und damit deren Größe kann aus dem Abstand der äußeren Nasenflügelbegrenzung („Eckzahnlinien“) bestimmt werden. Der Abstand ergibt die Gesamtzahnbreite der oberen sechs Frontzähne. Zahlreiche Wissenschaftler haben diverse Konzepte dazu entwickelt. Zähne nutzen sich mit zunehmendem Alter ab (Abrasio dentium). Dies lässt sich durch ein entsprechendes Zuschleifen der Zähne altersentsprechend imitieren. Laien unterliegen oft dem Irrtum, dass die Zahnkanten der Frontzähne aufeinandertreffen. Im natürlichen Gebiss stehen die Oberkieferzähne jedoch vor den Unterkieferfrontzähnen (Overbite) und ermöglichen dadurch erst die Scherbewegung, die zum Abbeißen notwendig ist. Die Zahnkanten sind nicht gerade, sondern abgerundet. Die seitlichen Schneidezähne des Oberkiefers sind kürzer als die mittleren Schneidezähne. Nur bei einer Progenie (Vorstehen des Unterkiefers) werden die Zahnkanten aufeinandergestellt („Kopfbissstellung“). Farbe, Form und Stellung der Zähne sollen möglichst ein natürliches Aussehen bewirken.

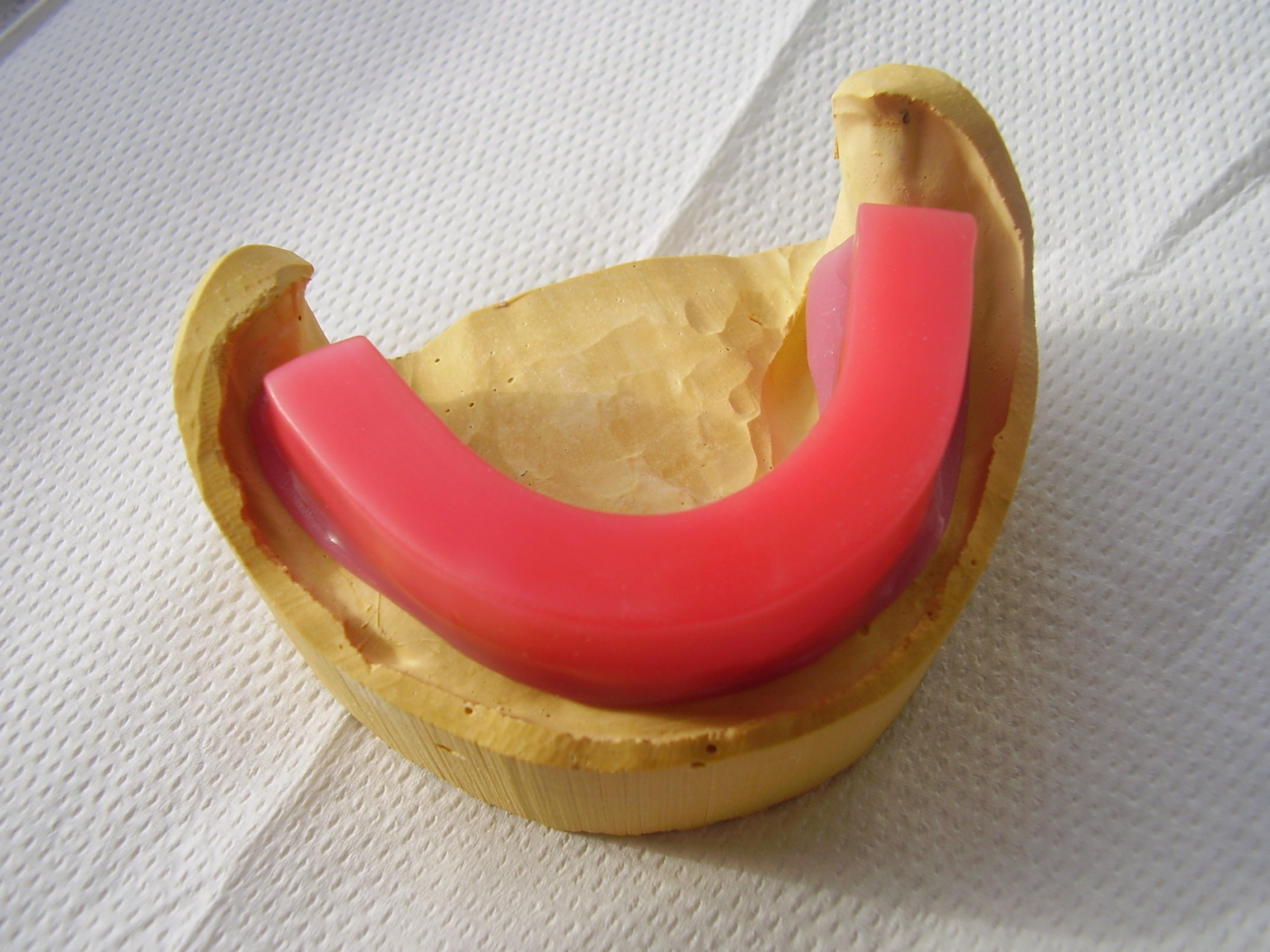
Unterkiefer-Registrierschablone zur Bestimmung der Kieferrelation
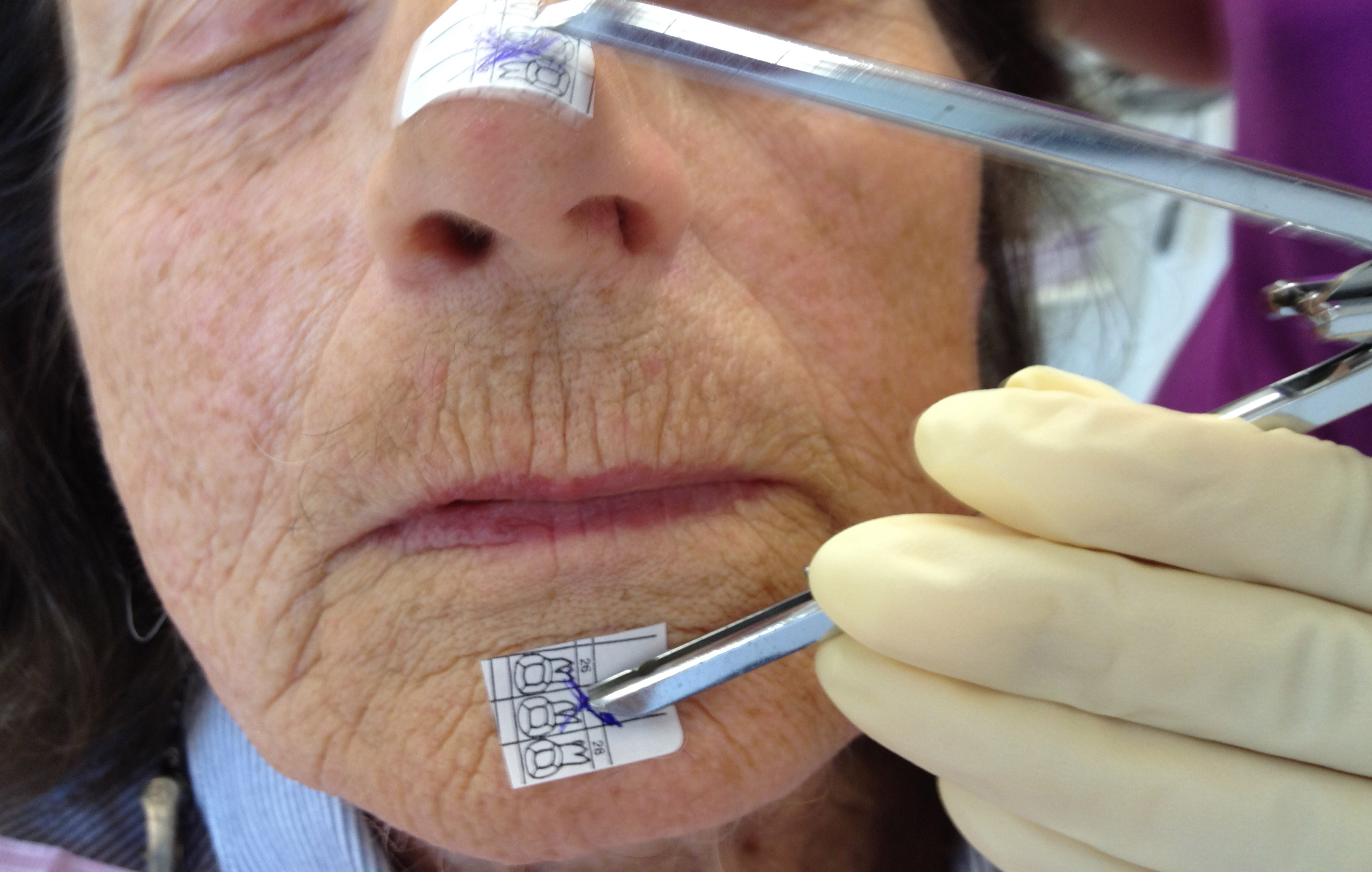
Bestimmung der Ruheschwebelage
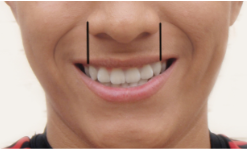
Bestimmung der Eckzahnlinien
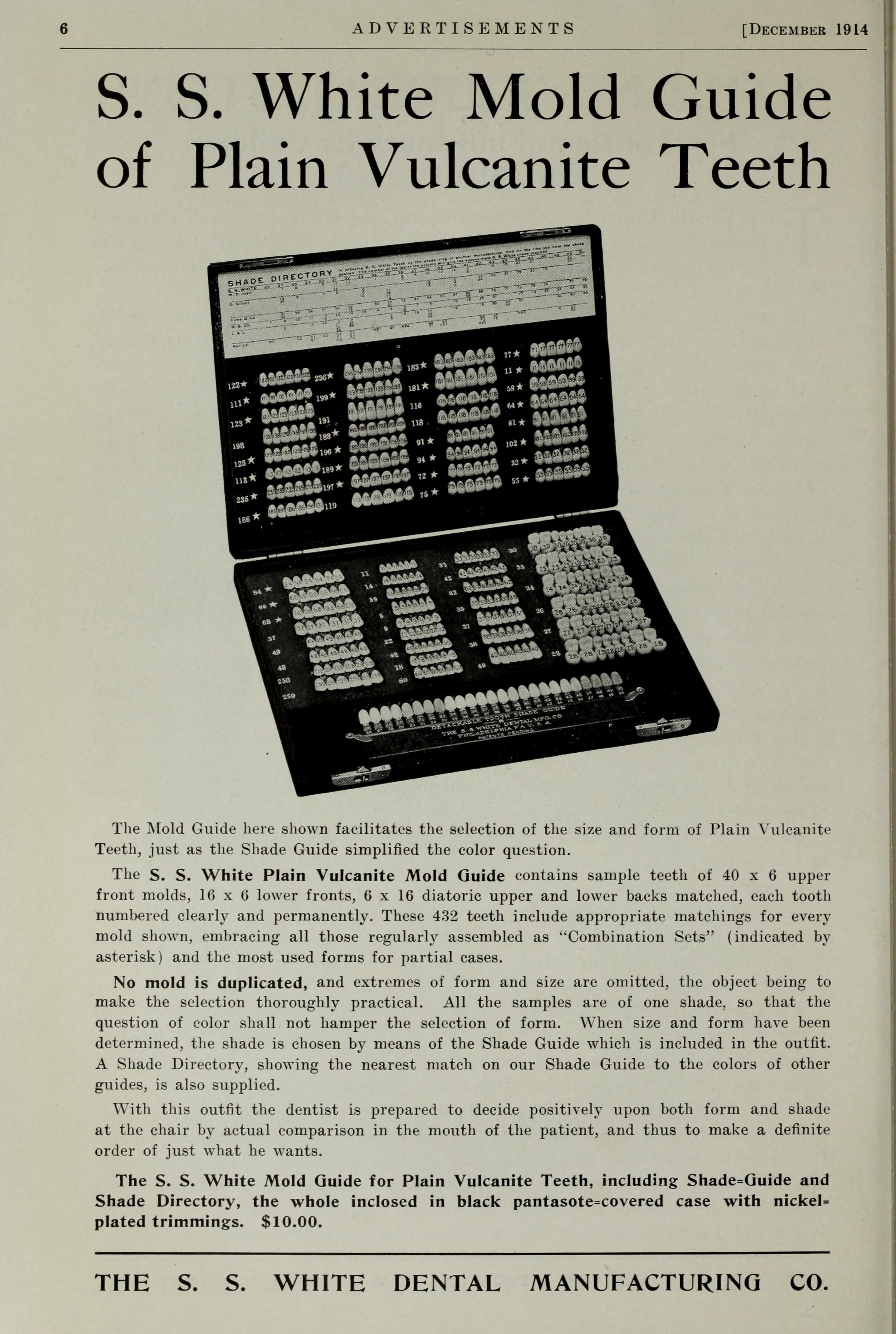
Formentafel zur Auswahl der Zahnform und -größe
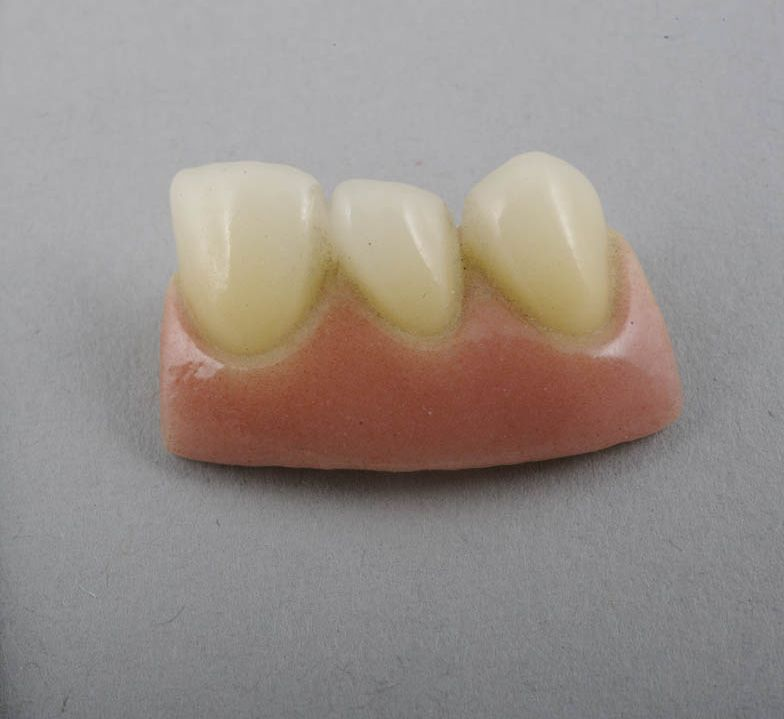
Zahnmuster aus der Formentafel
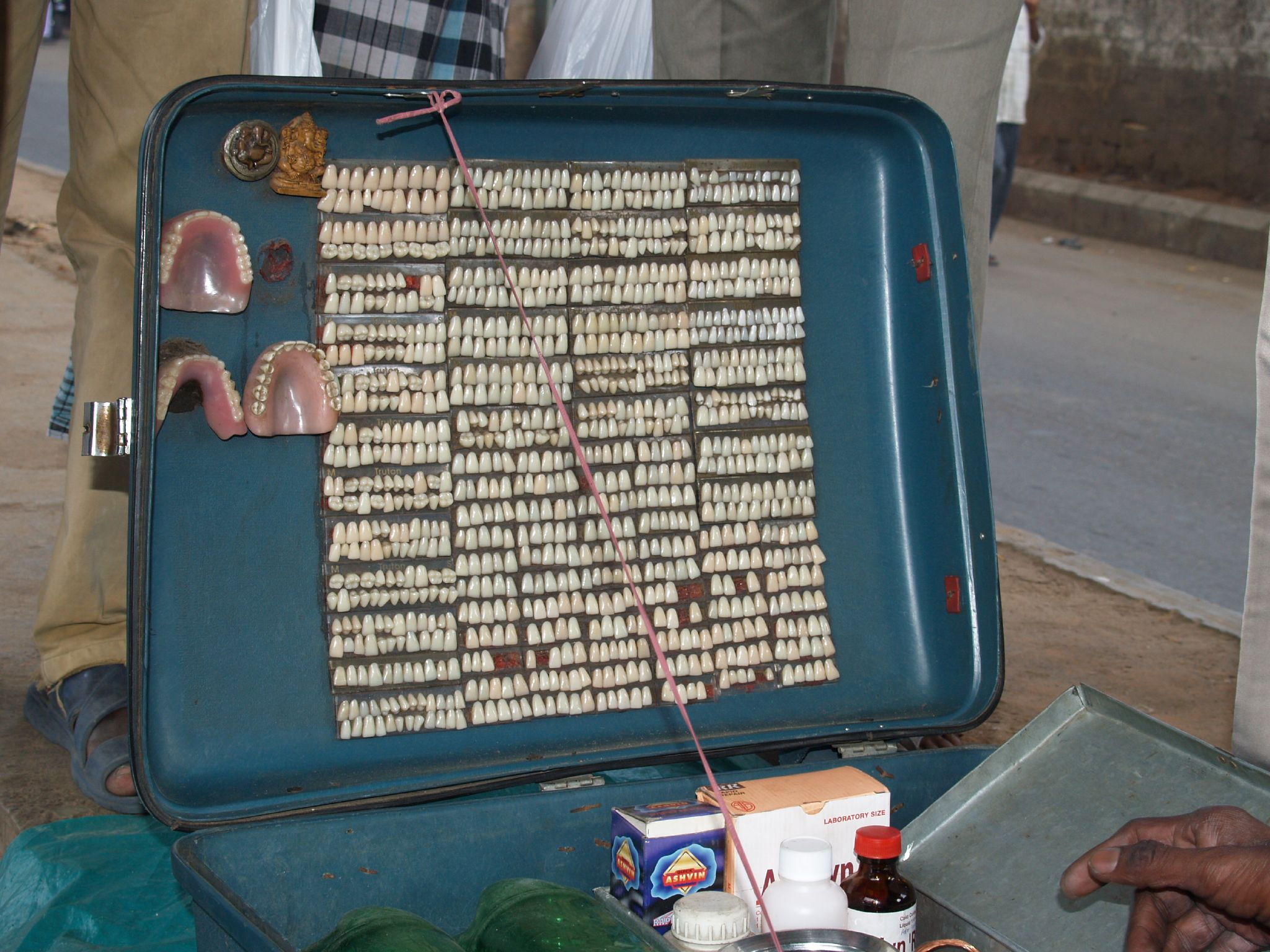
Formentafel eines Straßenzahnarztes in Bangalore

#### Zahnfarbbestimmung

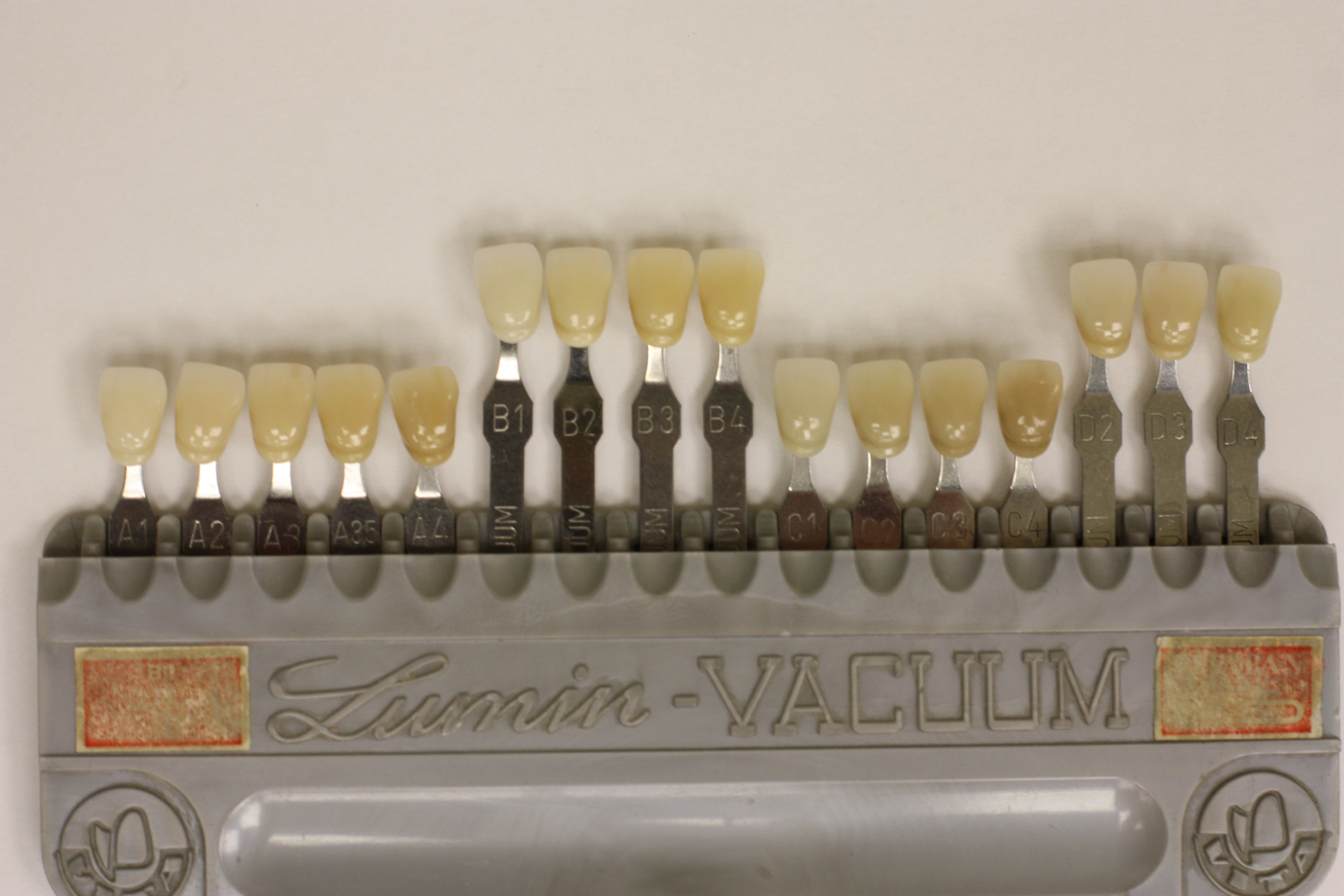
Farbmusterskala für prothetische Rekonstruktionen

Durch eine Zahnfarbbestimmung konfektionierter Prothesenzähne (industriell gefertigt) wird passend zum Hauttyp und Alter die Farbe bestimmt, die jedoch vom Zahntechniker individualisiert werden kann, das heißt, es kann sowohl die Form durch Zuschleifen als auch die Zahnfarbe durch Bemalen individuell verändert werden. Der vestibuläre (lippenseitige) Prothesenkunststoff im Frontzahnbereich wird in seiner Färbung dem Alter, der Hautfarbe und dem Konstitutionstyp angepasst. Der leptosome Typ hat deutlich ausgeprägte Jugae alveolariae (Vorwölbungen der knöchernen Zahnfächer), der Athletiker verfügt eher über ein straffes Zahnfleisch ohne Narbung. Beim älteren Patienten sollte ein leichter Zahnfleischschwund imitiert werden. Reinweiße Zähne in „idealer“ Aufstellung (oft geäußerte Patientenwünsche) würden andernfalls jeden sofort erkennen lassen, dass es sich um einen Prothesenträger handelt. Bei einem künstlichen Zahn wird die Natur imitiert, denn ein Zahn besteht aus zahlreichen Farbnuancen. Je heller die Zahnfarbe ausgesucht wird, desto geringer unterscheiden sich die Farbnuancen und der Zahn wirkt künstlich. Der Eindruck des Helligkeitsgrads der Zähne hängt nicht nur von der eigentlichen Farbe der Zähne ab, sondern wesentlich auch vom Kontrast zur Farbe der Lippen und der Gesichtshaut. Bei dunkelhäutigen oder sonnengebräunten Menschen (auch bei Anwendung eines dunkleren Lippenstifts) erscheinen deshalb Zähne heller als bei hellhäutigen Menschen.

### Übertragungsbogen

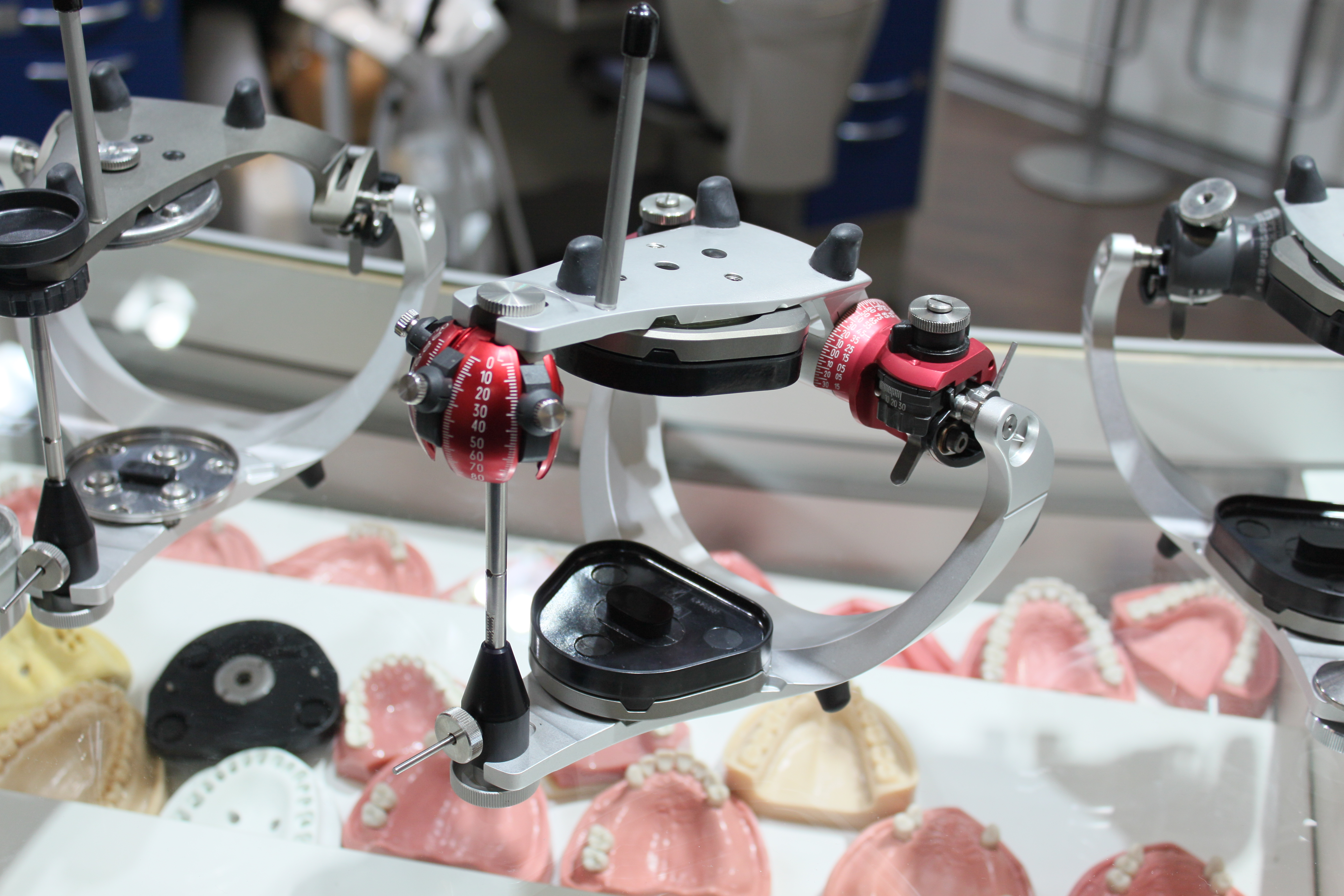
Individuell einstellbarer Artikulator

Mit Hilfe eines Übertragungsbogens wird die kiefergelenksbezogene Montage der Arbeitsmodelle im Artikulator (einem Kausimulator) ermöglicht. Ohne das Anlegen eines Gesichtsbogens müssen die Gipsmodelle nach Mittelwerten in einem Mittelwertartikulator montiert werden. Diese Artikulatoren orientieren sich am Mittelwert des Bonwill-Dreiecks. Dieses wird gebildet vom Kontaktpunkt der unteren mittleren Schneidezähne und vom Mittelpunkt der Kondylen (Kiefergelenksköpfchen des Unterkiefers). Zur Kauebene bildet dieses Dreieck den Balkwill-Winkel, der im Mittel zwischen 20° und 25° liegt. Mit Hilfe des Gesichtsbogens ist eine Individualisierung dieses Winkels und des Bonwill-Dreiecks möglich. Das Gipsmodell des Oberkiefers kann schädelbezogen in den Artikulator montiert werden. Je nach Artikulatorsystem erfolgt die Positionierung des Gesichtsbogens am Patienten entweder an der Frankfurter Horizontale oder der Camperschen Ebene. Die Frankfurter Horizontale verläuft durch den Unterrand der Orbita (Augenhöhle) und den Oberrand der beiden Pori acustici externi (äußere knöcherne Ohröffnung). Die Campersche Ebene verläuft durch die Spina nasalis anterior (unterer Dorn an der vorderen knöchernen Nasenöffnung) und den Oberrand des Porus acusticus externus beidseits. Die Campersche Ebene verläuft annähernd parallel zur Kauebene. Die Individualisierung des Artikulators soll sich vorteilhaft auf die Herstellung der statischen Okklusion (Schlussbiss) auswirken, woraus weniger nachträgliche Korrekturen des Kaureliefs durch Einschleifen notwendig werden.

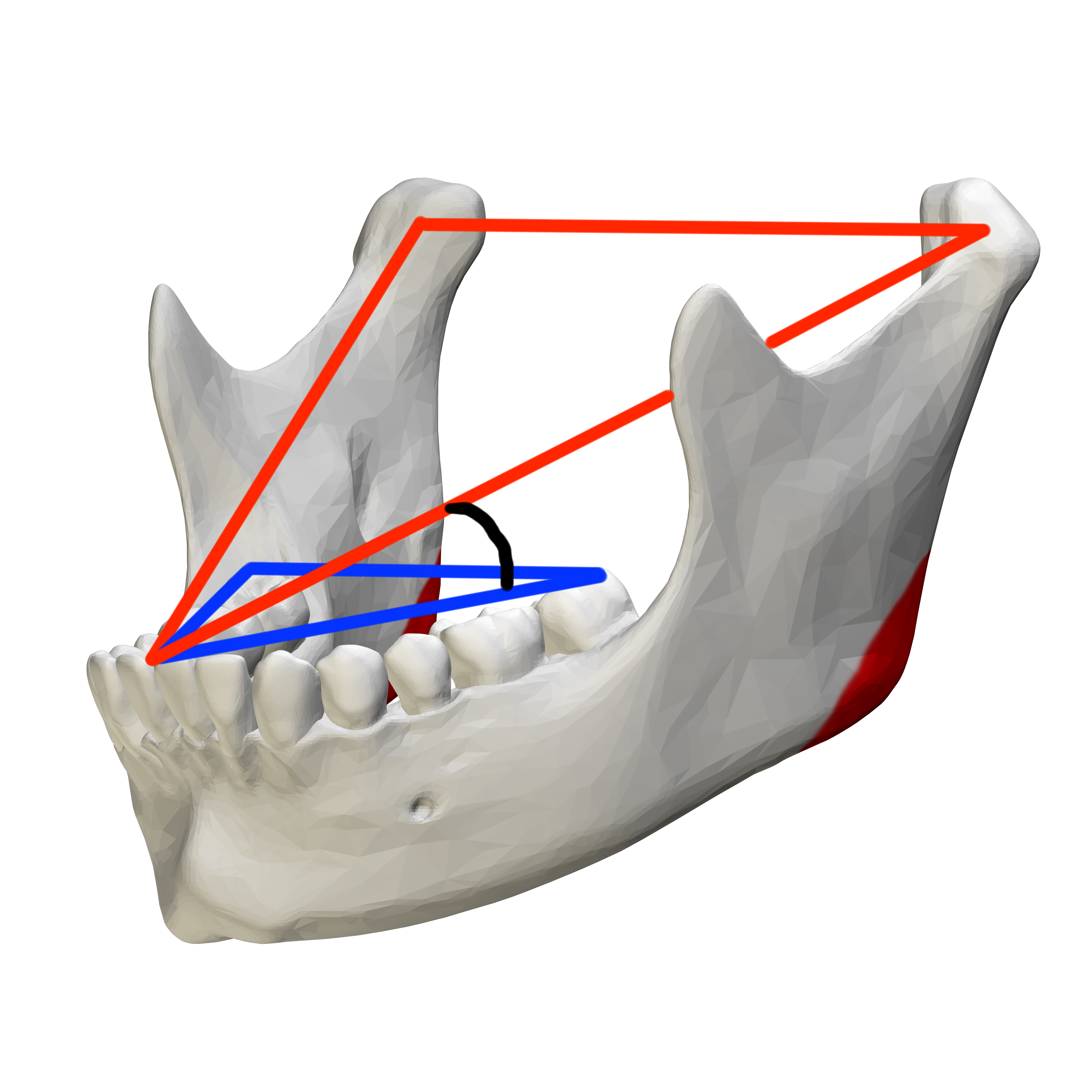
Balkwill-Winkel schwarz Bonwill-Dreieck rot Kauebene blau
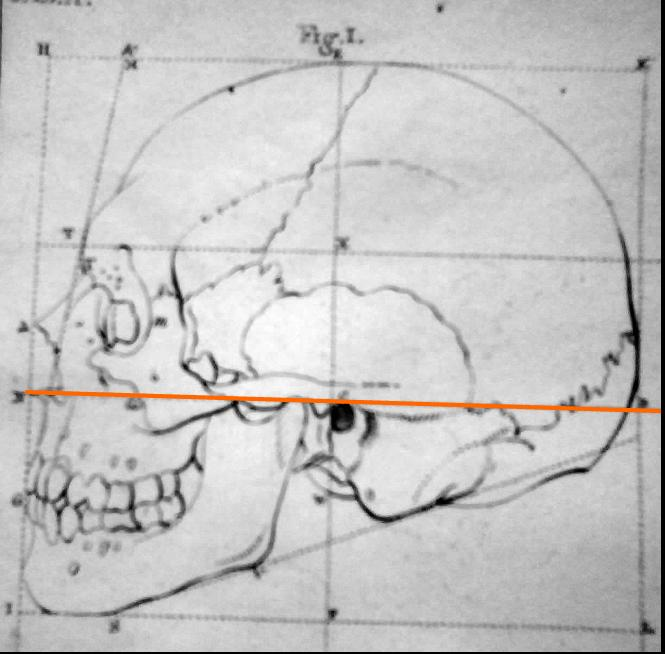
Campersche Ebene (orange Linie)
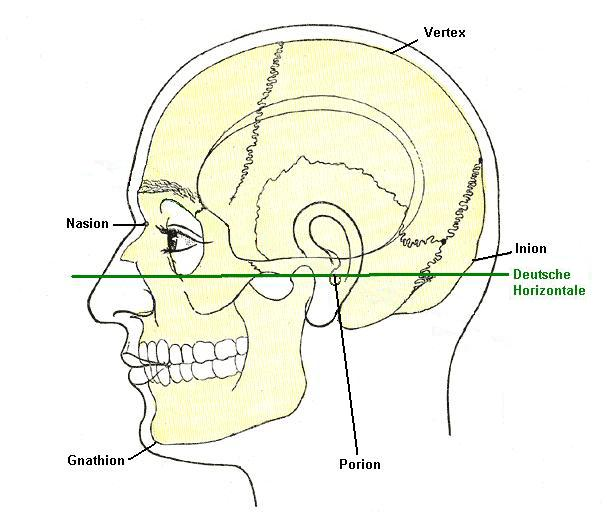
Frankfurter Horizontale (grüne Linie)
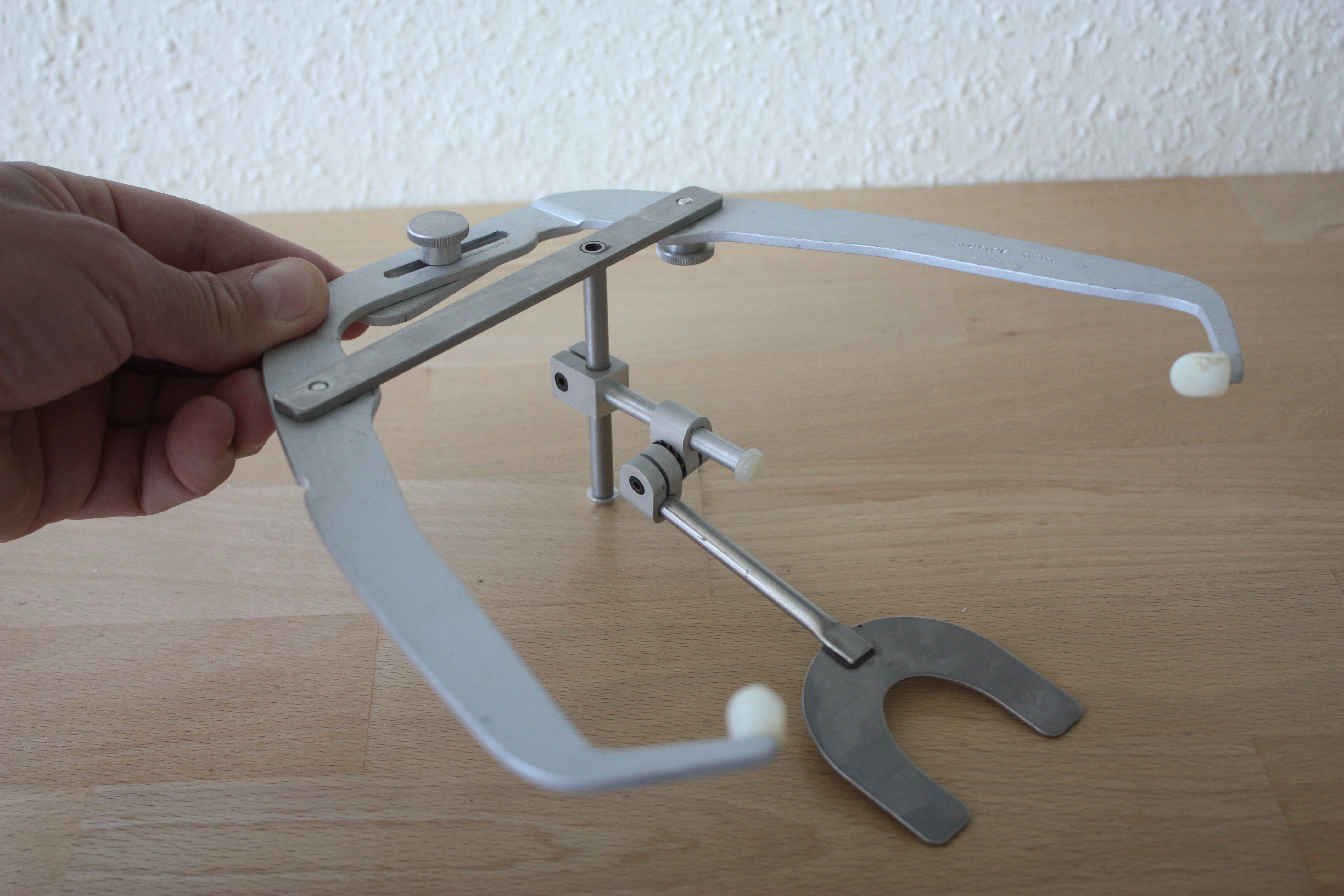
Gesichtsbogen
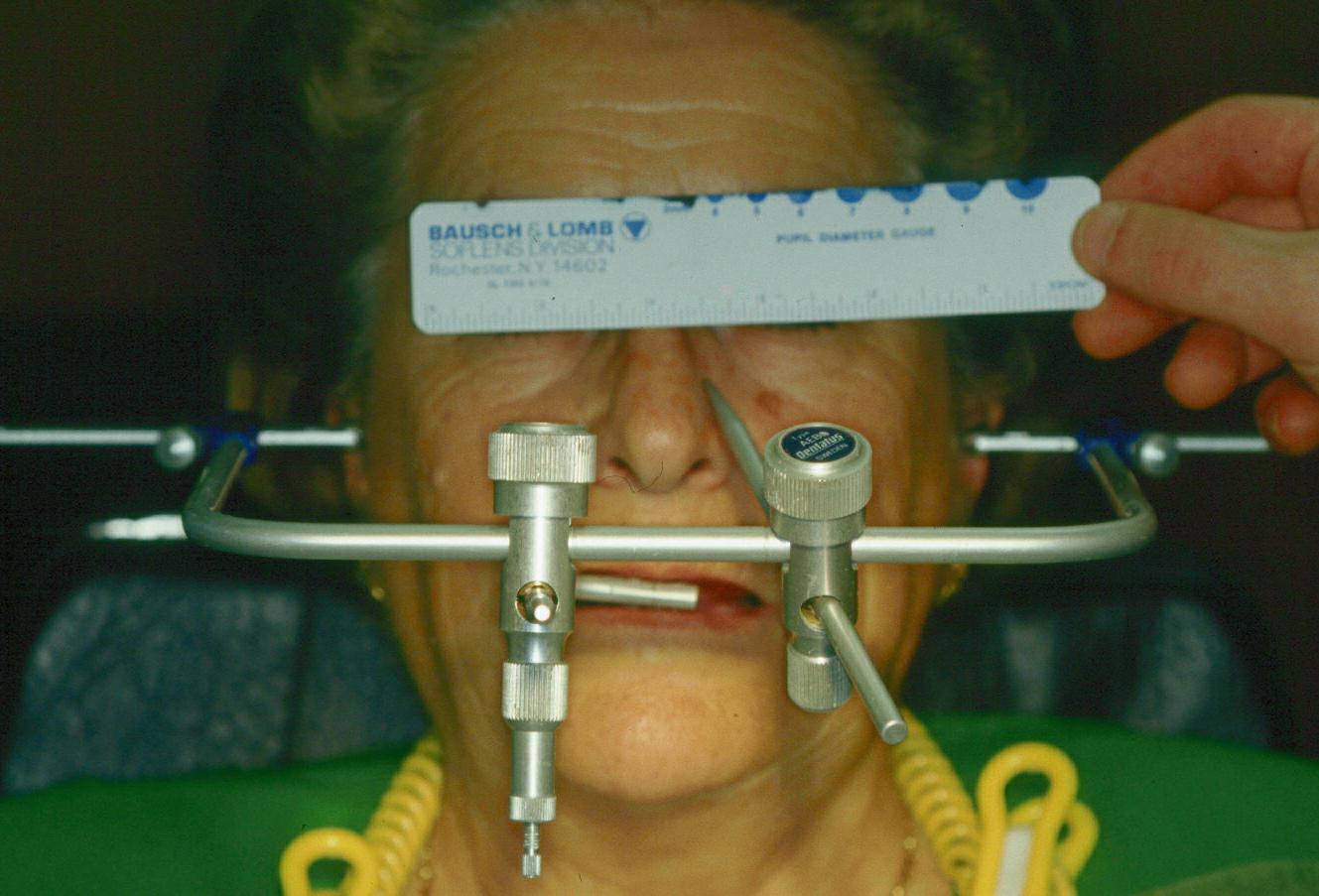
Anlegen eines Übertragungsbogens

### Einprobe
Nach der Aufstellung der Zähne in Wachs auf einer aus Wachs modellierten oder aus Kunststoff hergestellten Prothesenbasis durch den Zahntechniker erfolgt eine Einprobe der zahntechnischen Arbeit. Für den Behandlungsablauf existieren ebenso wie für das Aufstellen der Prothesenzähne verschiedene Lehrmeinungen, beispielsweise das Aufstellen nach Gysi, nach Gerber, nach Lerch, nach der APF-Methode (Ästhetik, Phonetik, Funktion), nach der TiF-Methode (Totalprothetik in Funktion), das AIl-OraI-Verfahren, die Methoden nach Gutowski oder nach Reusch. In der Regel werden je Kiefer 14 Zähne ersetzt. Weisheitszähne werden nicht ersetzt. Nach mancher Lehrmeinung genügt der Ersatz von 12 Zähnen. Dabei bleiben die beiden zweiten Molaren (und die Weisheitszähne) nicht ersetzt. Bei der Einprobe kann die Kieferrelationsbestimmung und das Aussehen der Prothese durch Zahnarzt und Patient beurteilt und gegebenenfalls korrigiert werden. Oft ist nur ein Kompromiss unter den Anforderungen an Ästhetik, Phonetik und Funktion möglich, je nach anatomischer Ausgangslage.

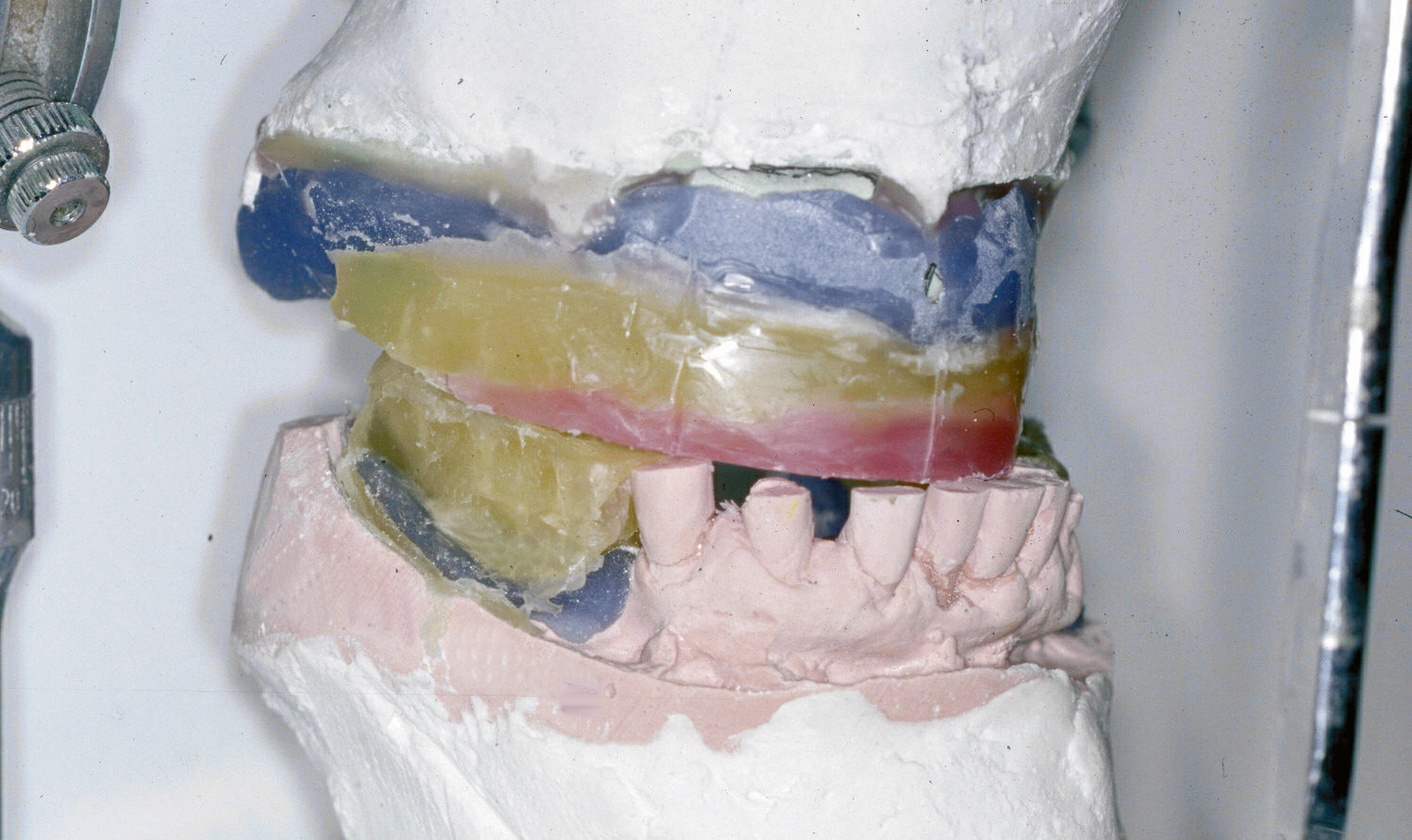
Registrierschablone mit eingezeichneten Mittel- und Eckzahnlinien im Artikulator
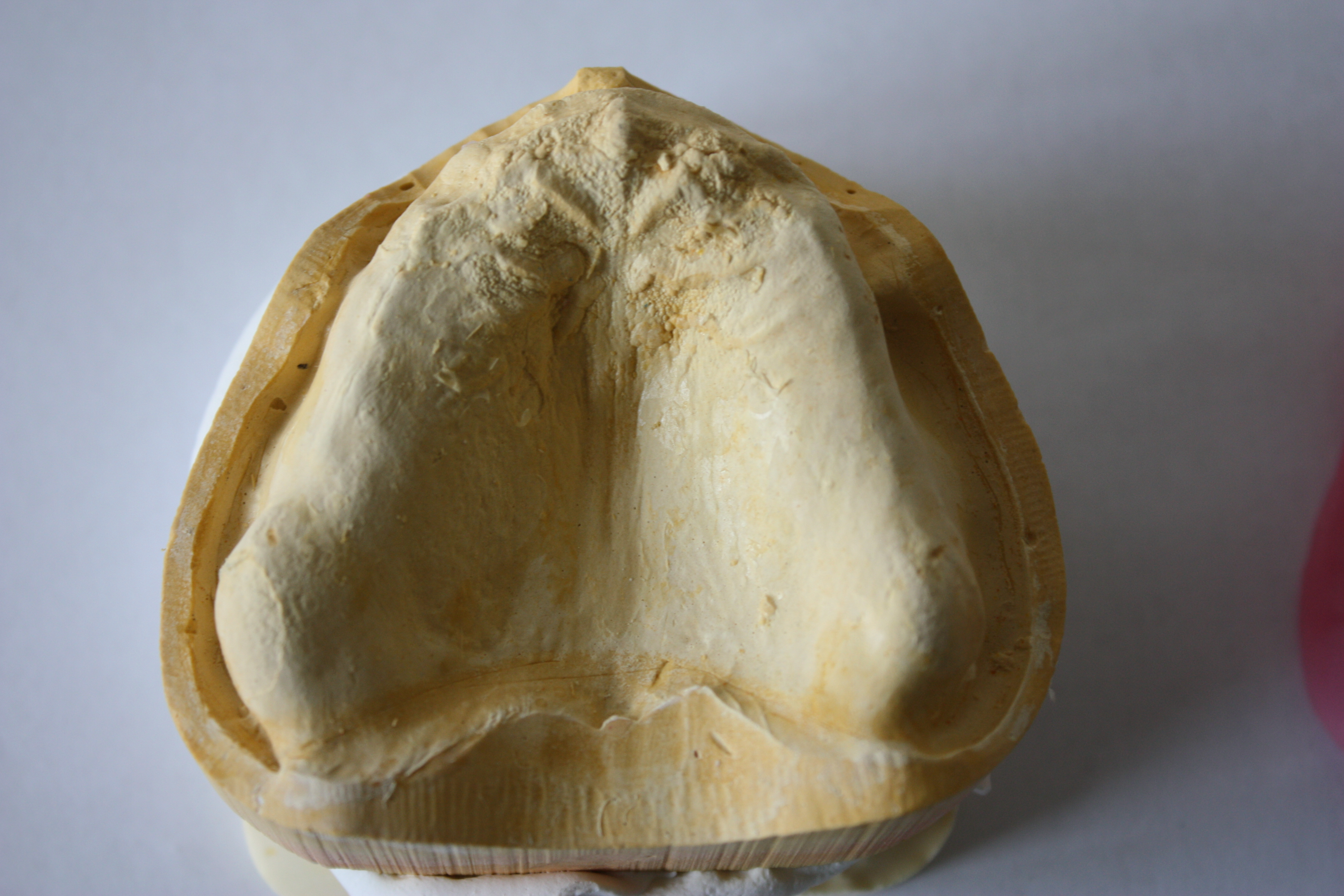
Gipsmodell des zahnlosen Oberkiefers
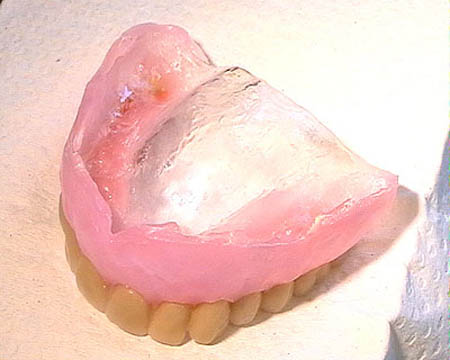
Die Kunststoffzähne sind auf einer Akrylplatte in Wachs aufgestellt.
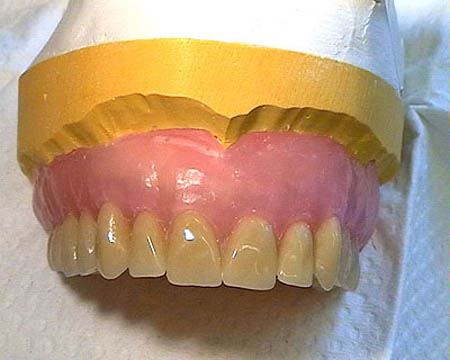
Oberkiefer-Totalprothese aus Wachs auf dem Arbeitsmodell
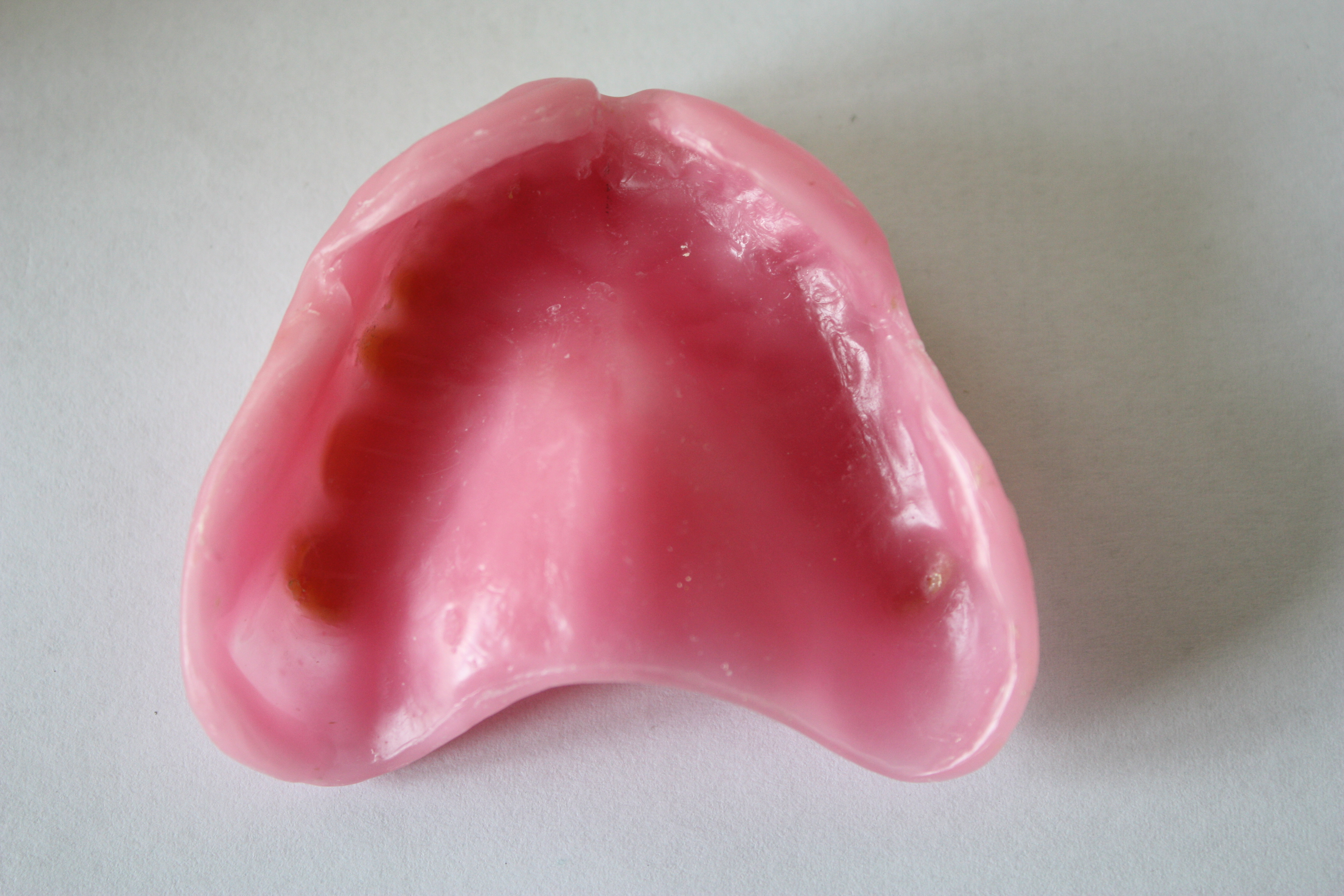
Oberkiefer-Totalprothesenbasis aus Wachs modelliert zur Einprobe

## Zahntechnische Fertigstellung
Der Zahntechniker bettet das Wachsmodell mit den Prothesenzähnen in eine Küvette ein und gießt diese mit einem Spezialgips aus. Nach der Aushärtung des Gipses wird das Wachs mit heißem Wasser ausgeschmolzen, wobei die Zähne in der Küvette verbleiben und eine Negativform resultiert. Für das Einbringen des Kunststoffes in die Negativform und dessen Aushärtung kommen verschiedene Verfahren zur Anwendung. Nach dem Aushärten des Kunststoffs und dem Ausbetten der Prothese werden Überschüsse an der Prothese weggeschliffen und der Prothesenkunststoff mit Bürsten und Polierpasten auf Hochglanz poliert.

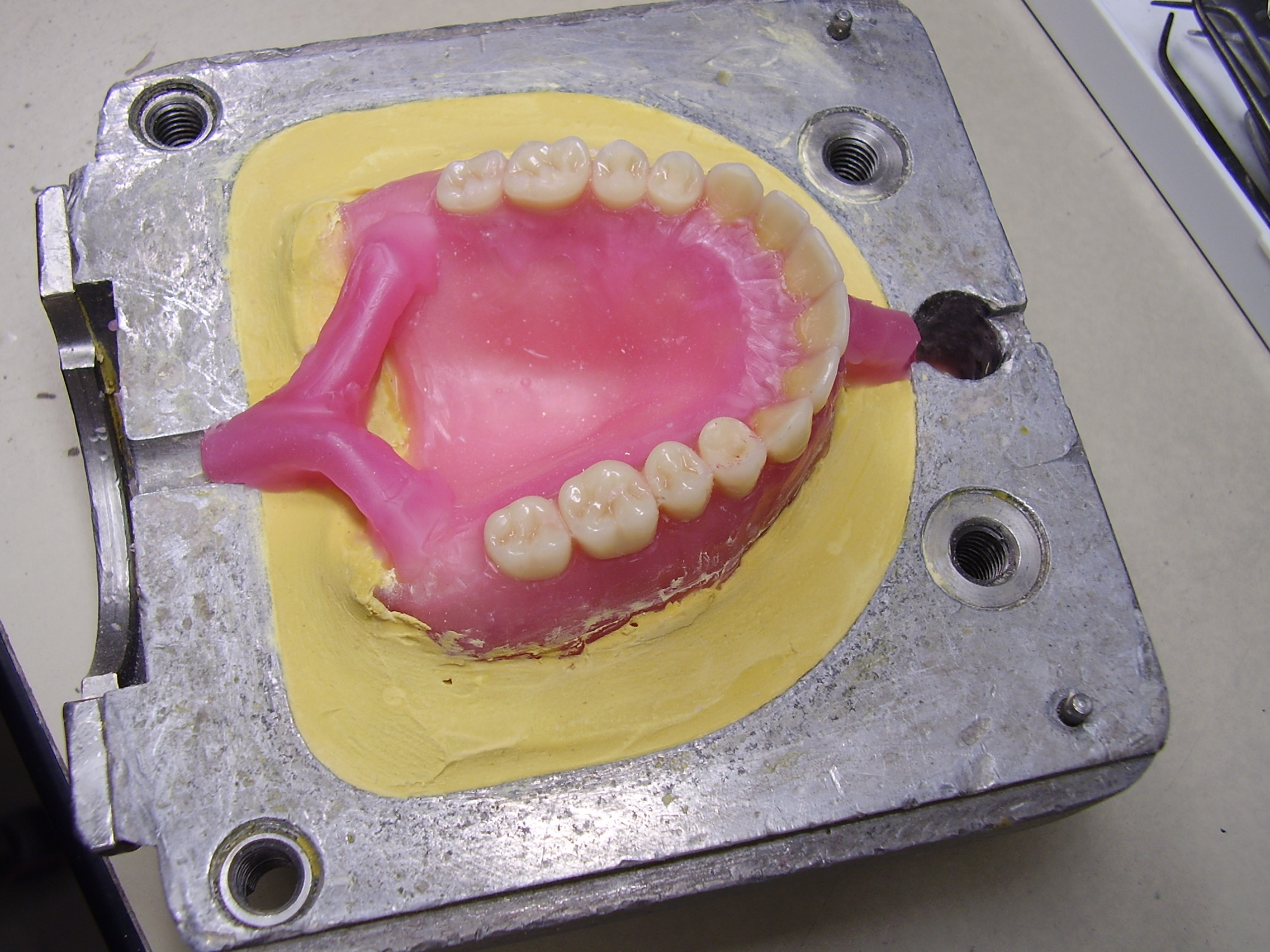
Eingebettete Prothese aus Wachs in einer Küvette zur Kaltpolymerisation
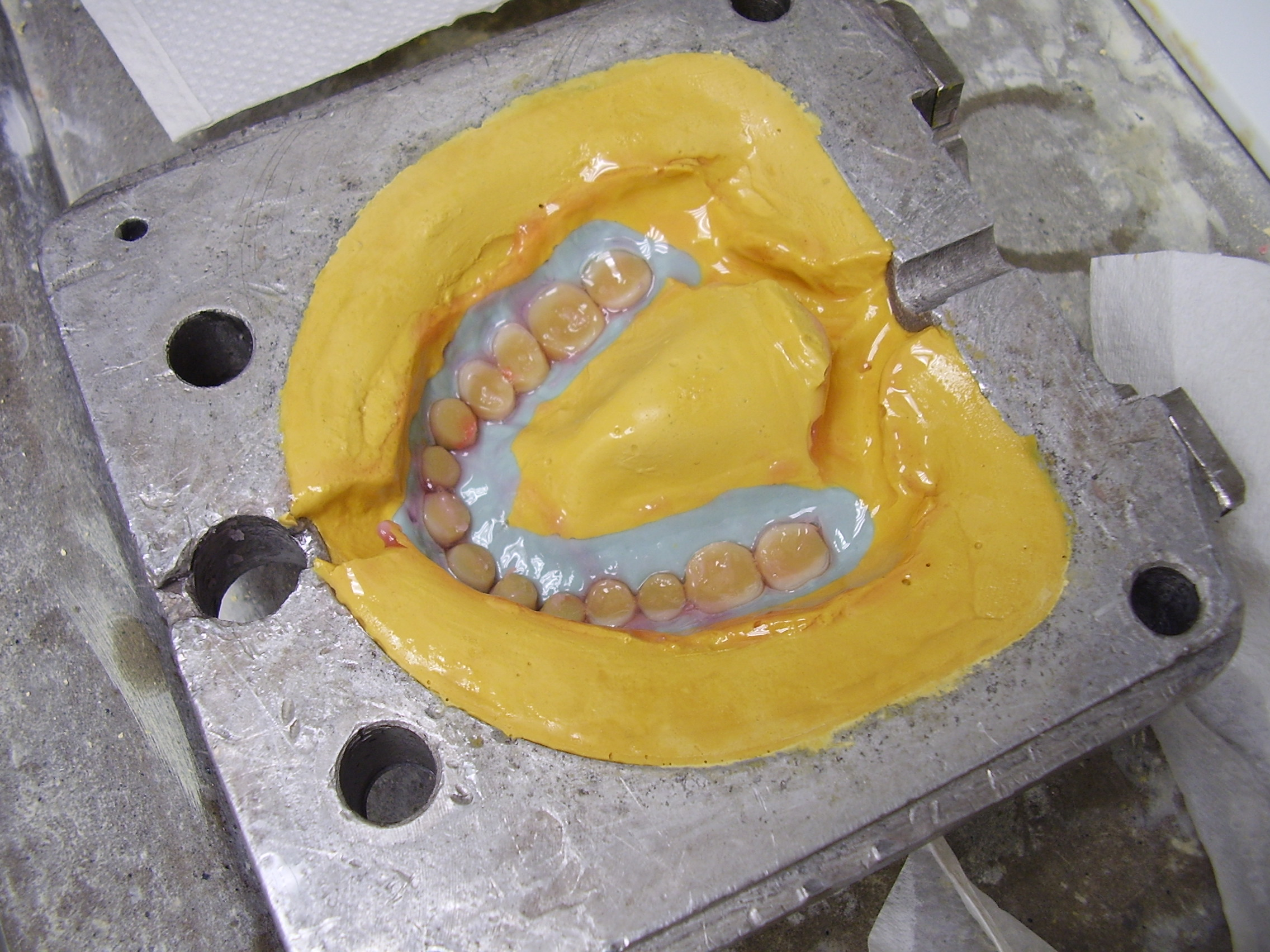
Prothesenzähne in der Küvette nach dem Wachsausschmelzen

### Metallbasis

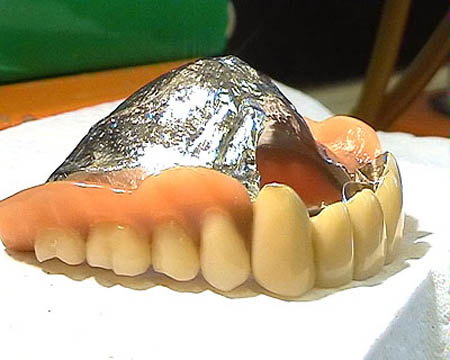
Teleskopprothese mit Stahlbasis

Statt aus Kunststoff kann die Prothesenbasis einer Oberkieferprothese aus einer Chrom-Cobalt-Molybdän-Legierung hergestellt werden. Dabei wird nur der Gaumen von der als „Stahlbasis“ bezeichneten Platte bedeckt, wo das Metall normalerweise nicht sichtbar ist. In diesem Bereich, der keiner Knochenresorption unterliegt, muss eine Totalprothese auch nicht unterfüttert werden. Die Metallbasis reicht nicht bis zur A-Linie, sondern endet kurz davor. An retentiven Stellen wird der Abschlussrand im Bereich der A-Linie aus Kunststoff angefertigt, weil Kunststoff gegebenenfalls leichter korrigierbar und vor allem unterfütterbar ist. Eine solche Stahlbasis kommt zur Anwendung, wenn auf Grund der Kieferform (beispielsweise hoher spitzer Gaumen, ausgeprägte Exostosen) eine erhöhte Bruchgefahr der Prothese bestünde. Eine Stahlbasis kann auch den Tragekomfort erhöhen, weil sie wegen der höheren Stabilität wesentlich dünner (ca. 0,5 mm) angefertigt werden kann als eine Kunststoffbasis. Dadurch hat die Zunge mehr Raum zur Verfügung. Eine Kunststoffprothesenbasis muss eine dickere Materialstärke aufweisen (ca. 3 mm), damit sie nicht bricht, wenn die Kaukräfte auf sie einwirken. Mit hohen Kosten ist eine Metallbasis verbunden, wenn sie aus Zahngold gegossen wird. Im Unterkiefer wird keine Stahlbasis verwendet, weil diese aus materialtechnischen Gründen nicht unterfütterbar wäre.

### CAD/CAM
Mittels eines jungen Verfahrens (ca. 2012) können Totalprothesen im CAD/CAM-Verfahren hergestellt werden, wobei der digitale Workflow erst beginnt, nachdem die Funktionsmodelle hergestellt und diese in bekannter Art und Weise in den Artikulator eingebracht worden sind. Die Situation wird mit einem optischen 3-D-Scanner erfasst. Neuerdings ist aber auch ein Scannen intraoral, also im Mund, möglich und findet Anwendung. Bei den digital gesteuerten Fabrikationsprozessen stehen additive Verfahren (selektives Lasersintern, Stereolithografie, 3D-Druck) subtraktiven Verfahren (Fräsen, Schleifen) gegenüber. Es folgt die automatische digitale Aufstellung der Prothesenzähne. Die Software schlägt gemäß Modellanalyse passende Zahngarnituren vor. Nach der automatischen basalen Anpassung der Prothesenzähne an den Kieferkamm schlägt die Software das Gingivadesign vor. Die Fräsdaten für die Ober- und Unterkieferbasis einschließlich der Zahnfächer werden an eine Fräsmaschine geleitet, die unter Wasserkühlung aus einem zahnfleischfarbenen Wachsblank gefräst werden. Die Prothesenzähne werden mittels eines weiteren Datensatzes angepasst. Die Zähne werden manuell in den Zahnfächern mit Wachs befestigt. Neuerdings, seit 2012, gibt es auch die Möglichkeit, die Prothese mit schon eingesetzten Zähnen zu fräsen. Dadurch entfällt das spätere Einkleben der Zähne in die Prothese. Die Fertigstellung der Prothese erfolgt auf klassischem Wege. In einem anderen Verfahren wird die Prothesenbasis aus einem hochvernetzten, industriell gefertigten, porenfreien PMMA-Rohling gefräst. Eine Polymerisationsschrumpfung mit Verzug der Kunststoffbasis entfällt vollständig. Damit wird eine hohe Passgenauigkeit der Kunststoffbasis erreicht. Das sogenannte Eingravieren der A-Linie entfällt zusätzlich.

## Eingliederung der Prothese

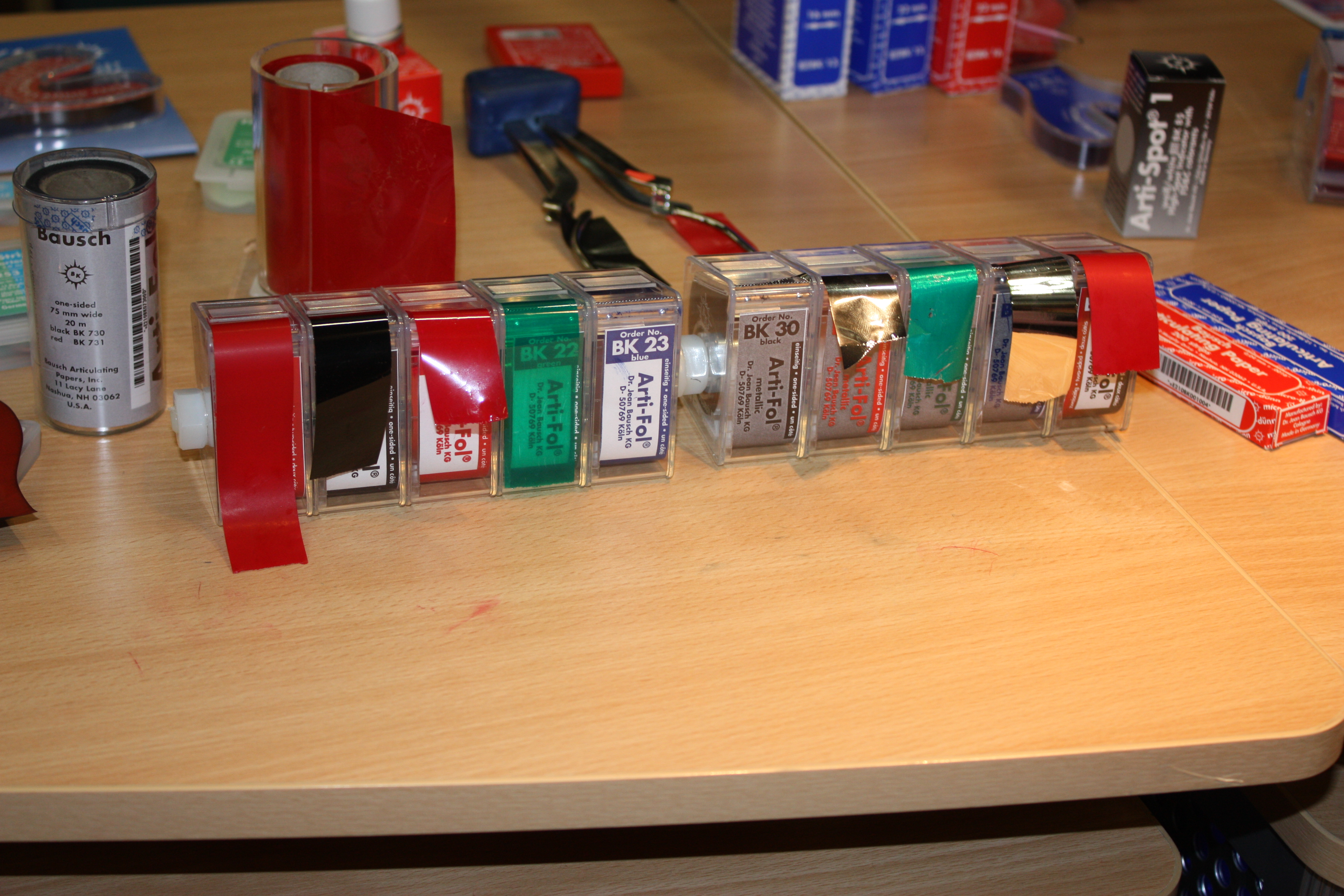
Auswahl von Artikulationsfolien

Nach Fertigstellung der Prothese im zahntechnischen Labor wird diese am Patienten eingesetzt und die Funktion überprüft. Hierbei müssen meist die Prothesenzähne eingeschliffen werden, bis alle Zähne gleichmäßig Kontakt zu den Antagonisten haben. Eine eventuell bestehende Eck- oder Frontzahnführung wird durch Beschleifen beseitigt. Hierzu bedient sich der Zahnarzt einer Artikulationsfolie, eines 8 µm bis 40 µm dünnen Farbbandes, das zwischen die Zähne des Ober- und Unterkiefers gehalten wird. Mit Artikulationsfolien in verschiedenen Farben werden die Kaumuster bei den Schließ- und Kaubewegungen auf den Okklusionsflächen abgebildet. Störende Kontakte und Gleitbahnen können an den eingefärbten Stellen gezielt weggeschliffen werden, um eine ausgeglichene dynamische Okklusion (früher: Artikulation) herzustellen. Dabei sollen beidseitig die Backenzähne gleichmäßig übereinander gleiten.
Ist erkennbar, dass umfangreiche Einschleifmaßnahmen notwendig sind, wird eine sogenannte Remontage durchgeführt. Mit den Prothesen wird eine erneute Kieferrelationsbestimmung durchgeführt und die Prothesen werden zurück ins zahntechnische Labor geschickt, um die Korrekturen im Artikulator vorzunehmen. Erst danach erfolgen die Feinkorrekturen im Mund des Patienten.

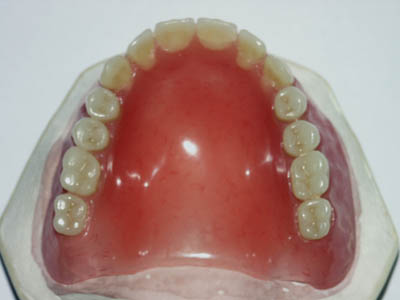
Fertiggestellte Oberkiefer-Totalprothese
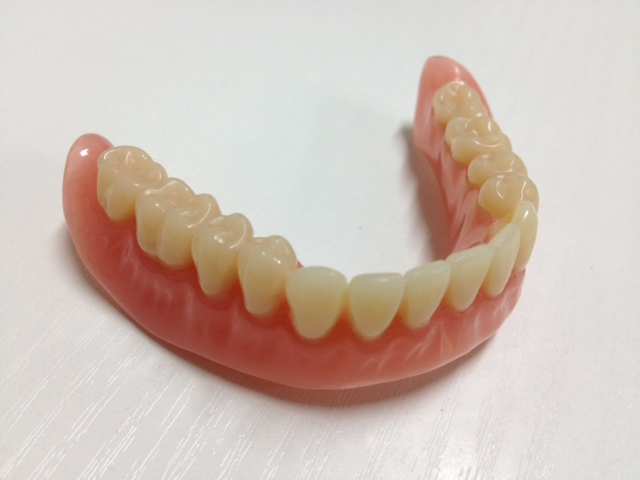
Fertiggestellte Unterkiefer-Totalprothese

### Nachsorge

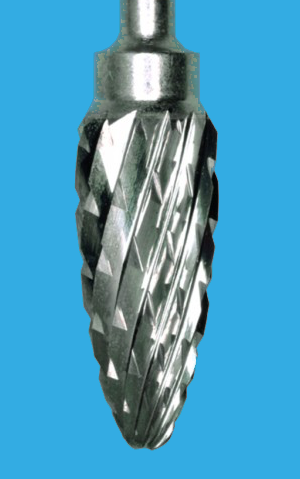
Fräse zur Kunststoff-
bearbeitung

Mit der Eingliederung der Prothese ist die Behandlung noch nicht beendet. Material- und herstellungsbedingt entstehen Ungenauigkeiten der Prothese, die zu Druckstellen führen können, zu entzündeten und schmerzhaften Stellen im Bereich der Auflagefläche der Prothese. Die Prothese sitzt auf dem Gipsmodell unter einer gewissen Spannung auf. Wenn nach dem Abnehmen der Prothese die Spannung nachlässt, entstehen Abweichungen in der Okklusion. Durch die Wasseraufnahme während der ersten 14 Tage Tragedauer quillt der Prothesenkunststoff auf und verändert die Auflagefläche der Prothesenbasis. Nicht zu vermeidende Ungenauigkeiten bei der Kieferrelationsbestimmung und der Funktionsabformung erzeugen Korrekturbedarf. Die Schleimhaut weist eine variable Dicke auf, sodass die Belastung auf den Kieferknochen ungleichmäßig wirkt. Auch scharfe Kanten des Kieferknochens unter der Schleimhaut können auf Druck Schmerz erzeugen. Die entstandenen Druckstellen werden entfernt, indem an den betroffenen Stellen die Prothesenbasis geringfügig hohl gelegt wird. Dies geschieht durch ein Wegschleifen des Kunststoffs im Bereich der Druckstellen mit einer Kunststofffräse. Prädilektionsstellen sind die Tubera maxillae im Oberkiefer und die Cristae mylohyoidei im Unterkiefer. In schwierigen Fällen wird eine Remontage der Prothesen in den Artikulator durchgeführt, wenn umfangreiche Korrekturen der Artikulation notwendig sind. Hierzu werden mit den Prothesen Bissregistrate in der Zentrik, in der Protrusion und Laterotrusion genommen, um die individuellen Kaumuster im Artikulator imitieren zu können.

### Druckstellen

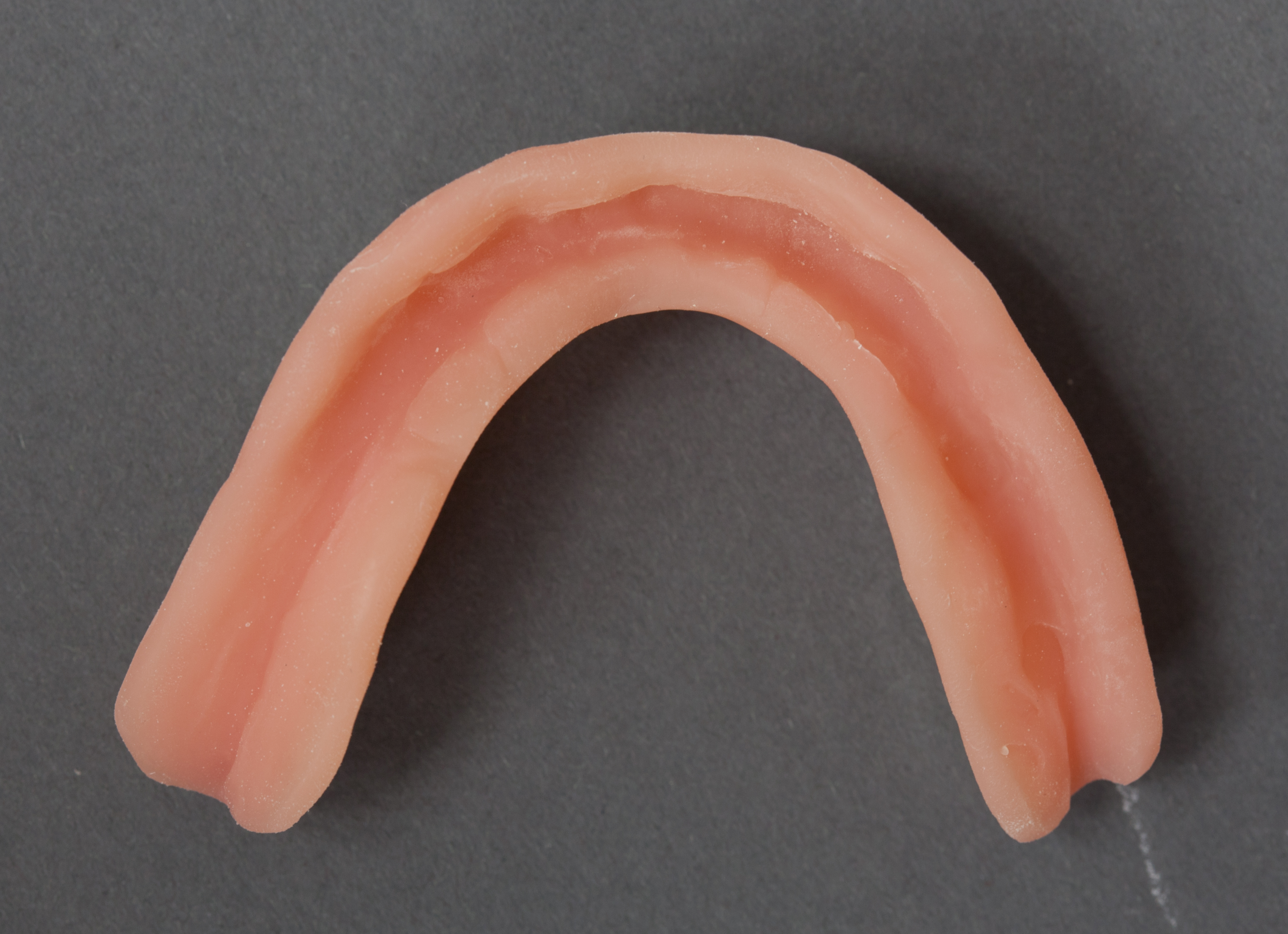
Unterkiefer-Totalprothesenbasis mit weichbleibender Unterfütterung

Verursacht eine Prothese Druckstellen und schmerzt beim Kauen, dann wird verständlicherweise die Prothese nicht fest auf den Kiefer angedrückt, wodurch sich die Prothese nicht richtig ansaugen und damit nicht halten kann. Druckstellen müssen deshalb umgehend von einem Zahnarzt beseitigt werden. Bei einem kantigen Verlauf des Kieferkammknochens kann eine weichbleibende Unterfütterung die Belastungen beim Kauen etwas dämpfen und damit Druckstellen vorbeugen. Dem Kunststoff sind dabei Weichmacher zugesetzt. In nicht beherrschbaren Fällen muss der Kieferknochen chirurgisch geglättet werden. Sollte die Schleimhaut dem Kieferknochen nicht straff aufliegen und Falten bilden, entstehen Druckstellen durch das Quetschen dieser Schleimhautfalten. In diesem Fall muss entweder die überschüssige Gingiva chirurgisch entfernt oder die Prothese in diesem Bereich hohl gelegt werden. Im Übrigen führen Druckstellen zu Schleimhautgeschwüren, die sich infizieren und im schlimmsten Fall auch entarten können. Das Abheilen der Druckstellen kann durch die Verwendung von Haftmitteln beschleunigt werden.
Nicht selten sind mehrere Behandlungen im Rahmen der Nachsorge notwendig, um alle Druckstellen zu beseitigen, denn nach jeder Veränderung der Prothesenbasis verändert sich die Belastungsverteilung auf dem Kiefer, wodurch neue Druckstellen entstehen können.

## Prothesenunverträglichkeit
Man unterscheidet zwischen iatrogener, somatogener und psychogener Prothesenunverträglichkeit und psychogener Prothesenverträglichkeit.

### Iatrogene Prothesenunverträglichkeit
Als iatrogene Prothesenunverträglichkeit bezeichnet man Fehler in der Anfertigung und Inkorporation des Zahnersatzes, auch lokal irritierende Faktoren.

### Somatogene Prothesenunverträglichkeit
Die Ursachen einer somatogenen Prothesenunverträglichkeit liegen im organischen Bereich des Patienten. Hierzu zählen insbesondere Allergien, Gastritis, Stoffwechselerkrankungen, Xerostomie, Zungenhypertrophie, Parafunktionen oder Dyskinesien.

### Psychogene Prothesenunverträglichkeit
Eine psychogene Prothesenunverträglichkeit liegt vor, wenn nicht objektivierbare Beschwerden vom Patienten vorgebracht werden. Manche Patienten verbinden mit Prothesen ihren Alterungsprozess und verweigern letztlich die Anpassung bzw. das Tragen der Prothesen. Hinzu kommt ein Schamgefühl. Sie klagen oft über Brechreiz, Ekel, Schluckbeschwerden, Mund-, Lippen- oder Zungenbrennen und unerklärbare Schmerzempfindungen. Hierunter fallen auch Patienten mit dem Koryphäen-Killer-Syndrom, die meistens mit einer Tüte voller Prothesen auftauchen und dem neuen Behandler ihr jahrelanges Leid als Prothesenträger klagen. Die Arzt-Patienten-Beziehung ist durch eine initiale Idealisierung des Arztes charakterisiert, die bald in Ablehnung wegen seines begrenzten Könnens umschlägt. Der Patient verträgt nur Kurzkontakte zum Arzt. In der Persönlichkeit fallen narzisstische Züge und die Persistenz eines äußeren Idealobjektes auf. Die Therapie des Syndroms beziehungsweise der psychosomatischen Erkrankung besteht in einer Psychotherapie, die einer Neuanfertigung von Prothesen vorausgehen muss.

### Psychogene Prothesenverträglichkeit
Eine Sonderform stellt die psychogene Prothesenverträglichkeit dar, ein Krankheitsbild, bei dem Patienten aus zahnärztlicher Sicht inakzeptablen Zahnersatz auf Grund psychischer Besonderheiten wie Demenz, Oligophrenie, Alkoholismus, Morbus Alzheimer, jahrelang tolerieren, ja akzeptieren, bis hin zu vollster Zufriedenheit. Dabei kommt es zu erheblichen Schädigungen im orofazialen System. Dazu gehören Druckstellen mit Ulzerationen, Kiefergelenksschädigungen, Gaumenperforationen bis hin zu Tumorerkrankungen.

## Beeinträchtigungen
Das Tragen einer Prothese geht mit Einschränkungen und Beeinträchtigungen einher. Gelegentlich wird von Patienten der Wunsch nach Extraktion aller Zähne geäußert, im Glauben, dass damit alle Zahnprobleme beseitigt seien. Abgesehen davon, dass die Extraktion von Zähnen ohne medizinischer Indikation – auch auf Wunsch und damit bei Einwilligung des Patienten (die unwirksam ist) – eine strafrechtlich relevante Körperverletzung nach § 223 StGB darstellt und Schadensersatzforderungen und Schmerzensgeld nach sich zieht, werden „Probleme“ teilweise durch andere Beeinträchtigungen ersetzt.

### Nahrungsaufnahme

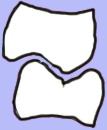
Mörser-Pistill-Prinzip beim Zusammenbiss der Molaren

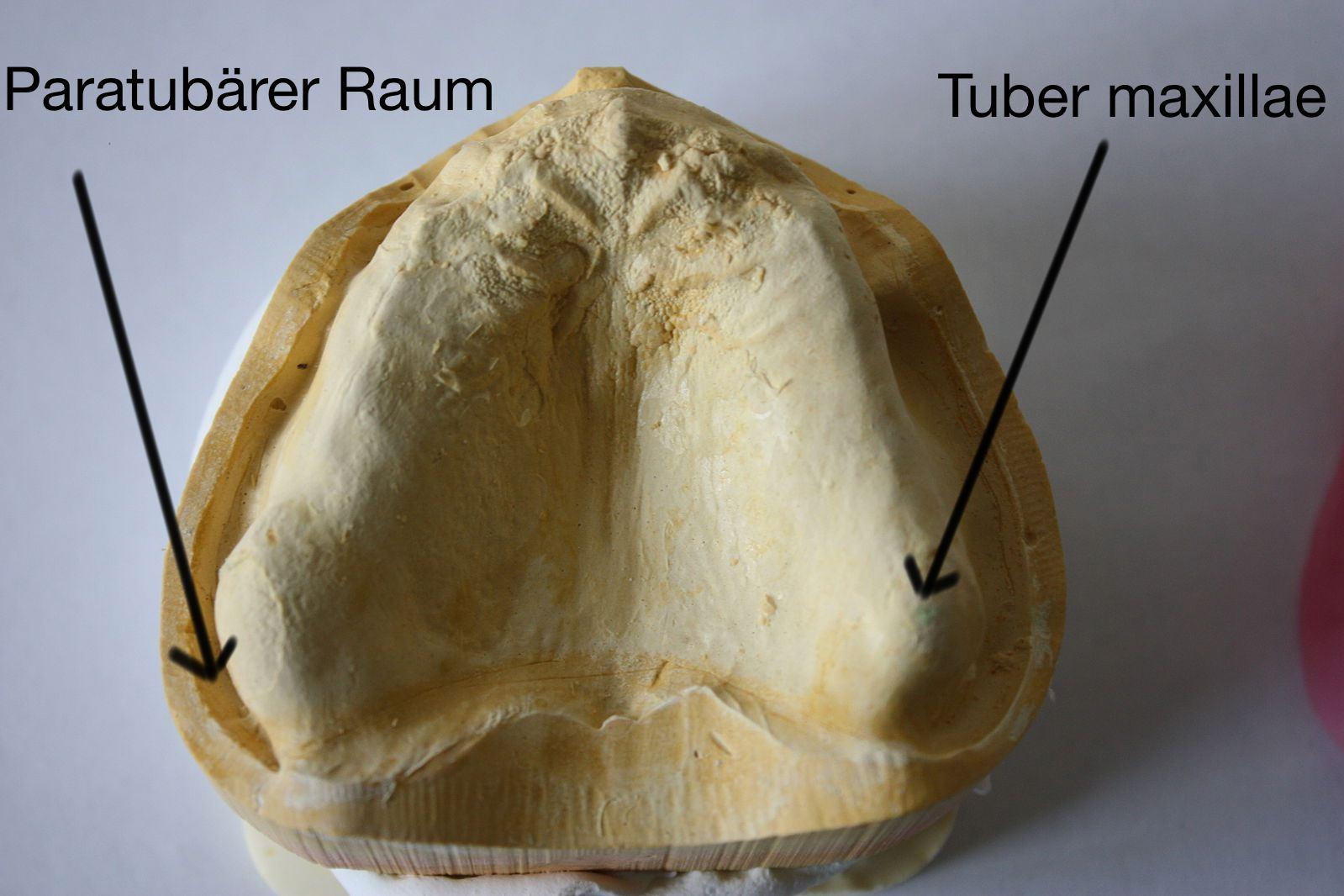
Gipsmodell des zahnlosen Oberkiefers; Tuber maxillae und paratubärer Raum

Die Beißkraft wird hauptsächlich von den vier Muskeln Musculus masseter (Kaumuskel), Musculus temporalis (Schläfenmuskel), Musculus pterygoideus medialis (innerer Flügelmuskel) und Musculus pterygoideus lateralis (äußerer Flügelmuskel) ausgeübt. Die drei erstgenannten Muskeln sind die Elevatoren, demnach diejenigen Muskel, die den Unterkiefer heben und den Zusammenbiss bewirken. Der Letztgenannte ist ein Führungsmuskel (für die Vorschubbewegung des Unterkiefers). Die maximale Beißkraft zwischen den Molaren eines Totalprothesenträgers (118 N ≈ 12 kp) ist im Vergleich zum vollbezahnten Patienten (1470 N ≈ 150 kp) erheblich reduziert. Damit sinkt auch die Kaueffizienz bei Prothesenträgern. Das Zerkleinern der Nahrung dauert vier- bis fünfmal so lange wie bei Vollbezahnten. Das Abbeißen ist mit einer Totalprothese nur eingeschränkt möglich. Voraussetzung ist, dass die Tubera maxillae ausgeprägt sind und die Prothese in den paratubären Raum reicht und die Tubera umfasst, sonst wird die Oberkieferprothese abgehebelt. Ist der Tuber maxillae nur einseitig ausgebildet, so kann gegebenenfalls mit der kontralateralen Seite abgebissen werden. Sonst muss die Nahrung zerkleinert statt abgebissen werden.
Dünne Speisen wie beispielsweise Salatblätter können nur zerkleinert werden, wenn die Höcker und Grübchen der Ober- und Unterkieferzähne mittels Mörser-Pistill-Prinzip wirken können. Bei der sogenannten Schlittenartikulation (Gleitbiss) handelt es sich um eine vollständige Abnutzung der Zahnhöcker des Gebisses. Bei flach eingeschliffenen oder abgekauten Kauflächen lassen sich diese Speisen nicht mehr zerkleinern.
Der Genuss von klebrigen Speisen (beispielsweise Karamellbonbons, Kaugummi) soll vermieden werden, weil dadurch die Prothesen verkleben und sich dadurch lösen können.
Ein einseitiges Kauen sollte unterbleiben, das heißt, die Speisen sollten beim Kauen gleichmäßig auf beide Seiten verteilt werden. Bei einseitigem Kauen steigt die Gefahr des Aushebelns der Prothesen.
Sollten die Prothesen bei Mahlbewegungen ausgehebelt werden, muss gegebenenfalls der Prothesenträger seine Kaugewohnheiten ändern und ein Kaumuster durchführen, das eher Hackbewegungen gleicht. Mahlbewegungen der Kiefer sind in diesem Fall eher zu reduzieren.

### Geschmacksinn
Geschmacksknospen befinden sich vorwiegend in der Zunge, aber auch in der Gaumenschleimhaut. Durch die Abdeckung des Gaumens durch eine Totalprothese wird deshalb die gustatorische Wahrnehmung (Geschmacksempfinden) beeinträchtigt (Hypogeusie). Hierzu gehört auch das reduzierte Temperaturempfinden und die Reduzierung der sensorischen Wahrnehmung des Speisebolus. Die „Gaumenfreuden“ sind spürbar vermindert. Ferner können die nunmehr bedeckten Gaumenfalten (lateinisch Plicae palatinae transversales) dem Einreiben der Aromastoffe der Nahrung in die Geschmacksknospen der Zunge nicht mehr dienen. Letzterem kann man – begrenzt – begegnen, indem in die Prothese künstliche Gaumenfalten eingearbeitet werden.

### Speichelfluss
Wegen des ungewohnten Fremdkörpers im Mund wird anfangs übermäßig viel Speichel produziert, was sich im Laufe des Gewöhnungsprozess an die Prothese normalisiert. Ist der Speichel sehr dünnflüssig, kann mittels Haftpulver die Viskosität gesteigert werden.
Ältere Patienten und Patienten nach einer Strahlentherapie im Kopf-Hals-Bereich oder Chemotherapie klagen häufig über Mundtrockenheit. Bei krankhaftem Mangel an Speichel gibt es Speichelersatzstoffe (Gel, Carmellose-Spray, Öl, Mucin-Spray).

### Lautbildung

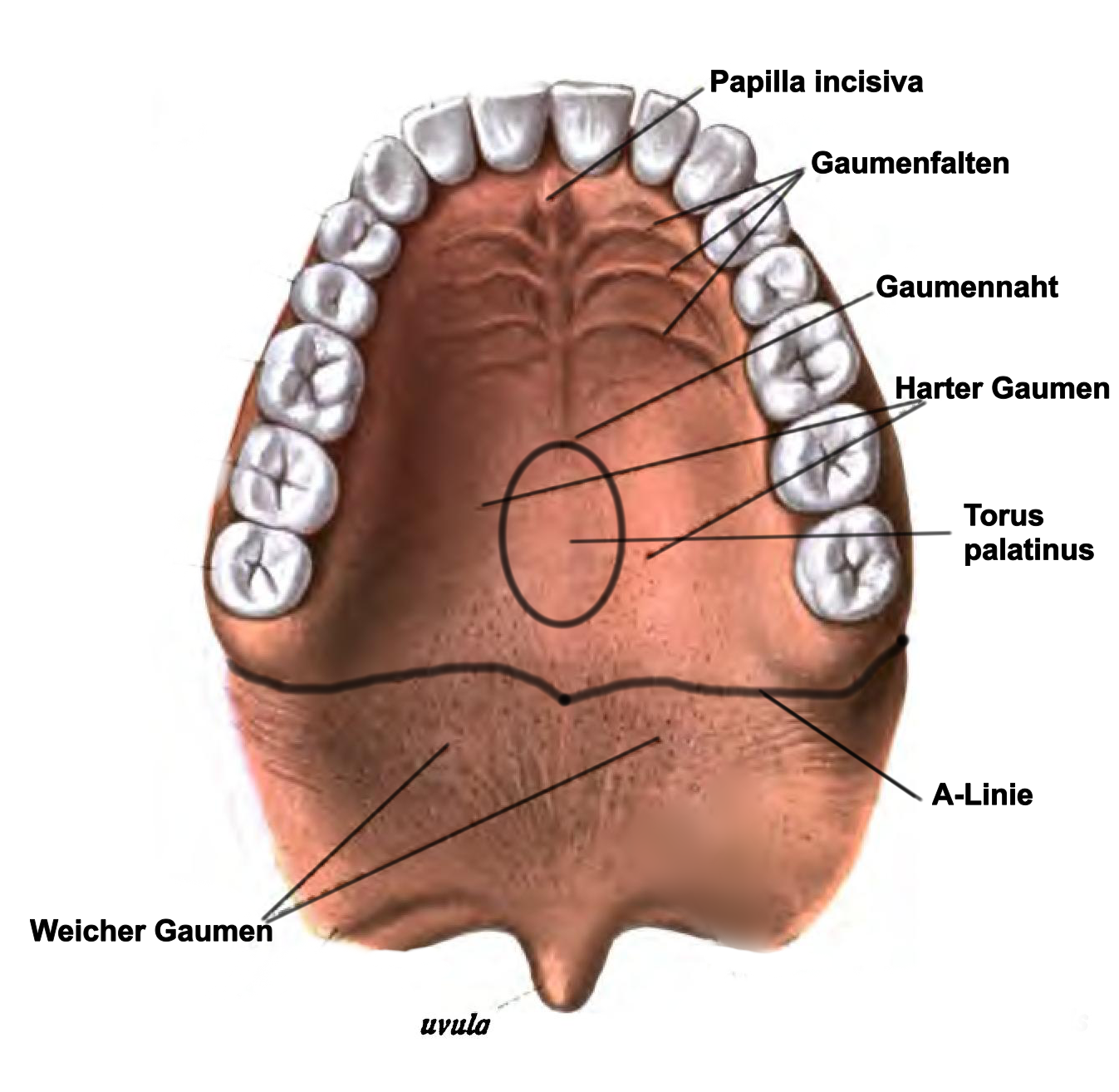
Anatomie des Gaumens

Fehlende Gaumenfalten können zum Lispeln führen. Eine zu dicke und glatte Prothesenbasis kann die Lautbildung (artikulatorische Phonetik) stören. Die Aussprache muss von einem Prothesenneuling geübt werden, indem er alleine laut vorliest.

### Zähneklappern
Ein hörbares Zähneklappern kann durch die Verwendung von Porzellanzähnen entstehen. Es werden deshalb bevorzugt Kunststoffzähne verwendet. Ein Zähneklappern kann auch aus einer fehlerhaften Bestimmung der Bisshöhe (Ruheschwebelage) resultieren. Die Zähne des Ober- und Unterkiefers stehen zu dicht aufeinander und berühren sich beim Sprechen, was zu dem störenden Geräusch führt. Gleichzeitig führt eine zu große Bisshöhe zum erschwerten Lippenschluss.

### Zahnfarbe
Die zahntechnischen Werkstoffe sind nicht in der Lage, die Zahnfarbe künstlicher Zähne bei allen Lichtverhältnissen natürlich und identisch erscheinen zu lassen. Direkte Sonnenstrahlung, Scheinwerferlicht, künstliche Beleuchtung oder unterschiedliche Helligkeitsgrade tags und nachts bewirken unterschiedliche Farbeindrücke der Zahnfarbe. Der Lumineffekt kann künstliche Zähne beispielsweise unter Diskobeleuchtung (Schwarzlicht) unerwünscht leuchten lassen. Durch die im Tageslicht enthaltenen UV-Strahlen wird neben rot und gelb auch Fluoreszenzgrün angeregt, mit der Folge, dass sich grün und rot als Komplementärfarben zu weiß ergänzen und dieses mit gelb das gelbliche Aussehen des Zahnes im Tageslicht ergeben. Im Kunstlicht dagegen sind keine UV-Strahlen vorhanden, wodurch nur gelb und rot reflektiert werden und der Zahn rötlich erscheint.

### Würgereiz
Ein Würgereiz kann durch eine „zu lange“ Oberkieferprothese verursacht werden, wenn der Abschlussrand im Bereich des sogenannten weichen Gaumens zu liegen kommt, demnach die A-Linie überschreitet.

### Prothesenstomatitis

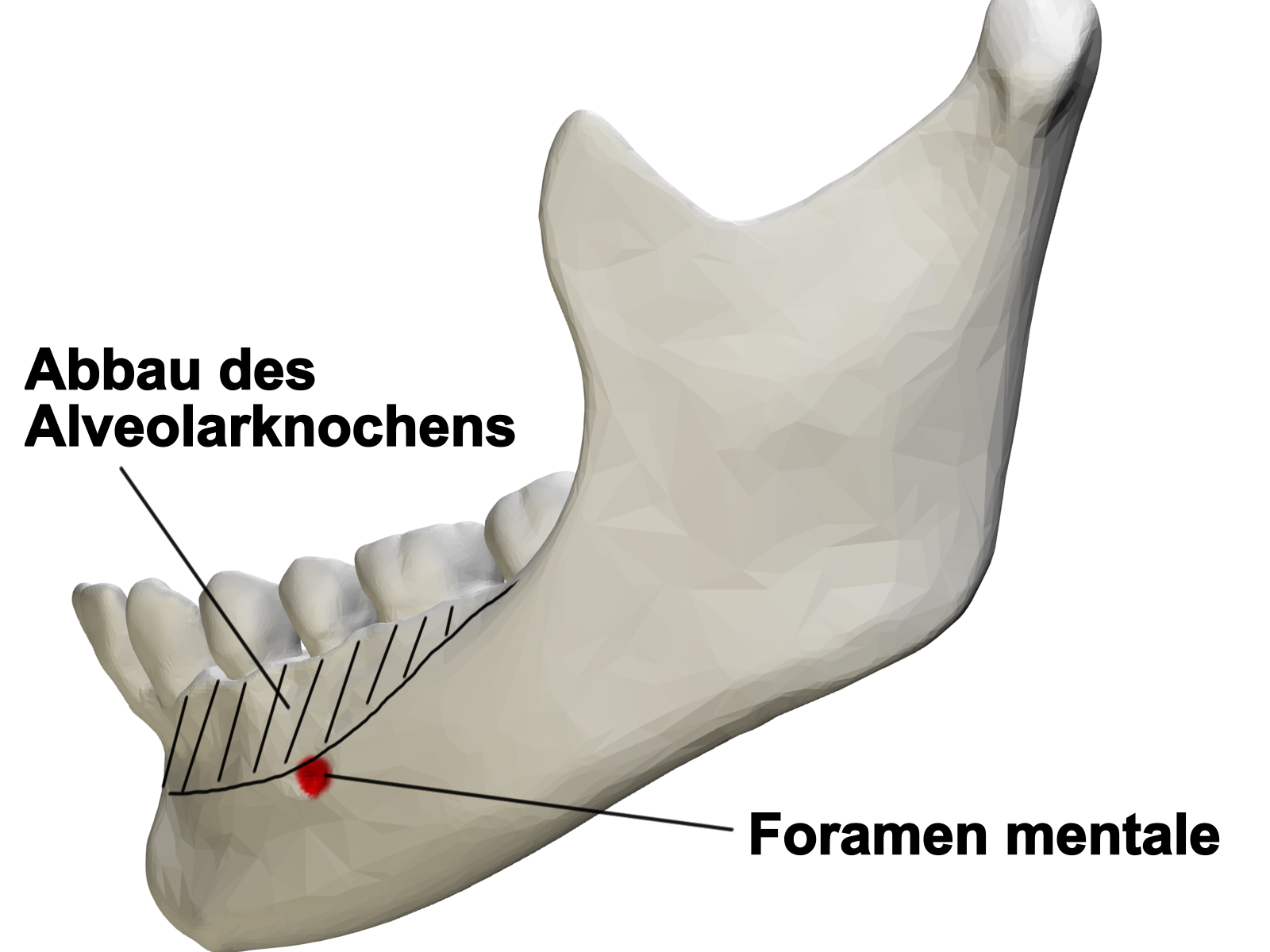
Foramen mentale – Abbau des Alveolarknochens

Bei Trägern von Zahnprothesen kann mangelhafte Prothesenpflege (Plaque und/oder Haftcremereste an der Prothese) eine Stomatitis auslösen. Die Mundschleimhaut ist entzündlich verändert, einschließlich der klassischen Entzündungszeichen der Rötung (lateinisch rubor), der Überwärmung (lateinisch calor), der Schwellung (lateinisch tumor), dem Schmerz (lateinisch dolor) und einer eingeschränkten Funktion (lateinisch functio laesa). Besonders häufig ist der Pilz Candida albicans der Auslöser, es können aber auch Staphylokokken, Streptokokken, Enterobakterien oder Neisserien beteiligt sein.

### Taubheitsgefühl
Im Unterkiefer kann durch den Abbau des Alveolarknochens der Druck der Prothese auf den Nervus mentalis (Kinnnerv), der aus dem Foramen mentale (Kinnloch) austritt, zu einem Taubheitsgefühl der Unterlippe führen. In diesem Fall muss die Prothese in diesem Bereich hohl gelegt werden. Alternativ kann der Nervus mentalis mittels einer chirurgischen Nervverlagerung nach caudal (unten) versetzt werden.

### Torus palatinus

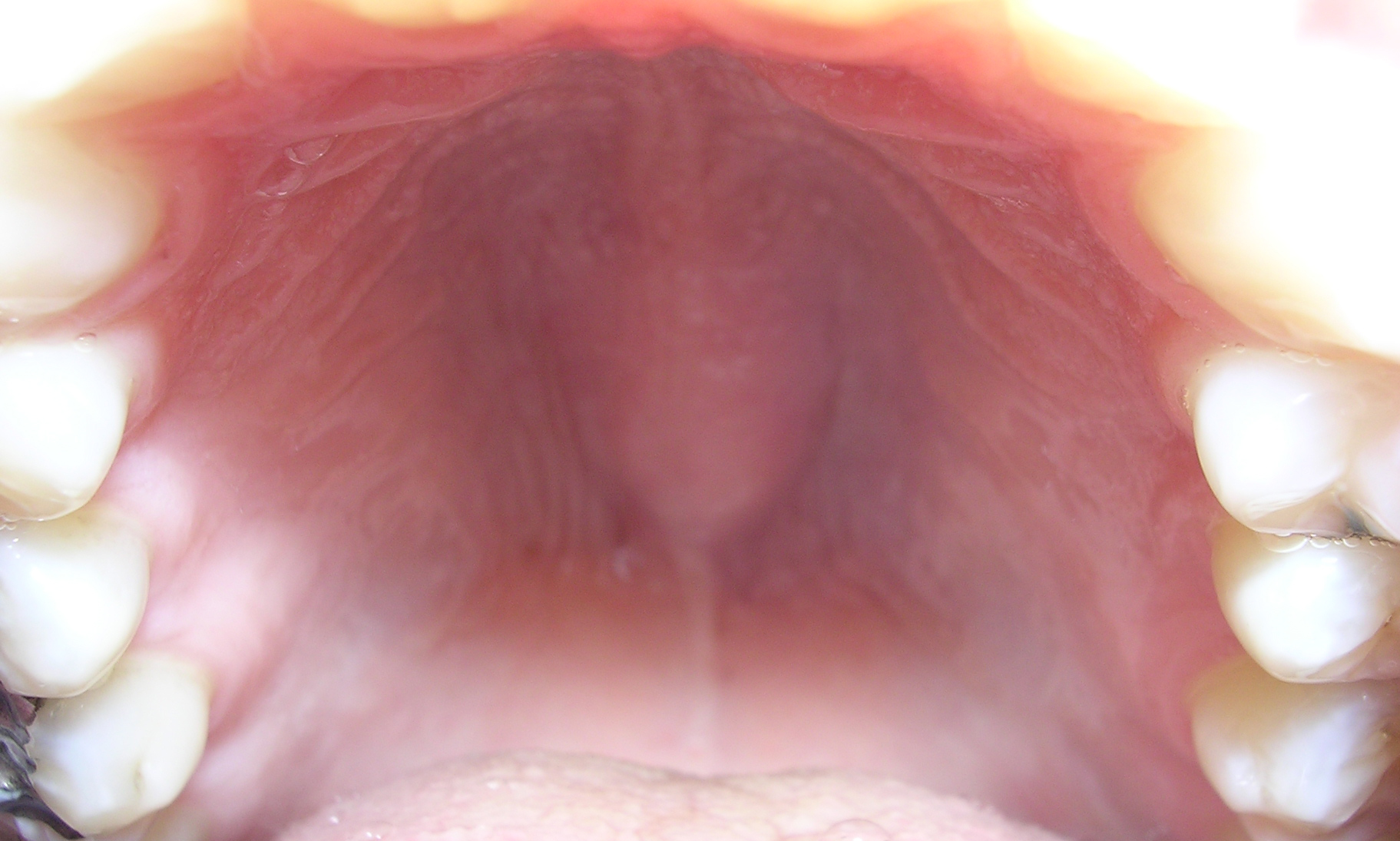
Oberkiefer: Torus palatinus

Der Torus palatinus, eine Exostose (knöcherner Wulst) in der Mitte des sogenannten harten Gaumens, kann den Halt einer Totalprothese im Oberkiefer erschweren, da die umliegende Schleimhaut nachgiebig ist, der Torus palatinus jedoch nicht. Daher kann die Prothese über den Torus nach rechts und links schaukeln. Dem kann dadurch abgeholfen werden, dass der Torus „entlastet“ wird. Hierzu wird bei der Herstellung der Prothese eine Zinnfolie von etwa 1 bis 2 mm Stärke als Platzhalter auf dem Gipsmodell über den Bereich des Torus gelegt, wodurch der Torus bei der fertiggestellten Prothese hohl gelegt sein wird. Diese Hohllegung kann auch – eingeschränkt – nachträglich durch Ausschleifen dieses Prothesenbereichs erfolgen. Bei Ausübung des Kaudrucks gibt dann zunächst die umliegende Schleimhaut nach, bevor die Prothese mit dem Torus in Kontakt tritt. Die Inzidenz (Häufigkeit) des Torus palatinus und des Torus mandibularis (im Unterkiefer) in der Bevölkerung wird mit etwa 30 % angegeben.

### Zungenvergrößerung
Besteht über einen längeren Zeitraum Zahnlosigkeit, die nicht durch Zahnersatz versorgt worden ist, vergrößert sich die Zunge im Sinne einer muskulären Hypertrophie (Makroglossie). Die Eingliederung von Totalprothesen wird in diesem Fall als stark raumeinengend für die Zunge empfunden. Die Eingewöhnung an eine Prothese dauert entsprechend länger, ein Zeitraum, in dem sich auch die Zunge wieder etwas verkleinert.

### Mundwinkelrhagaden

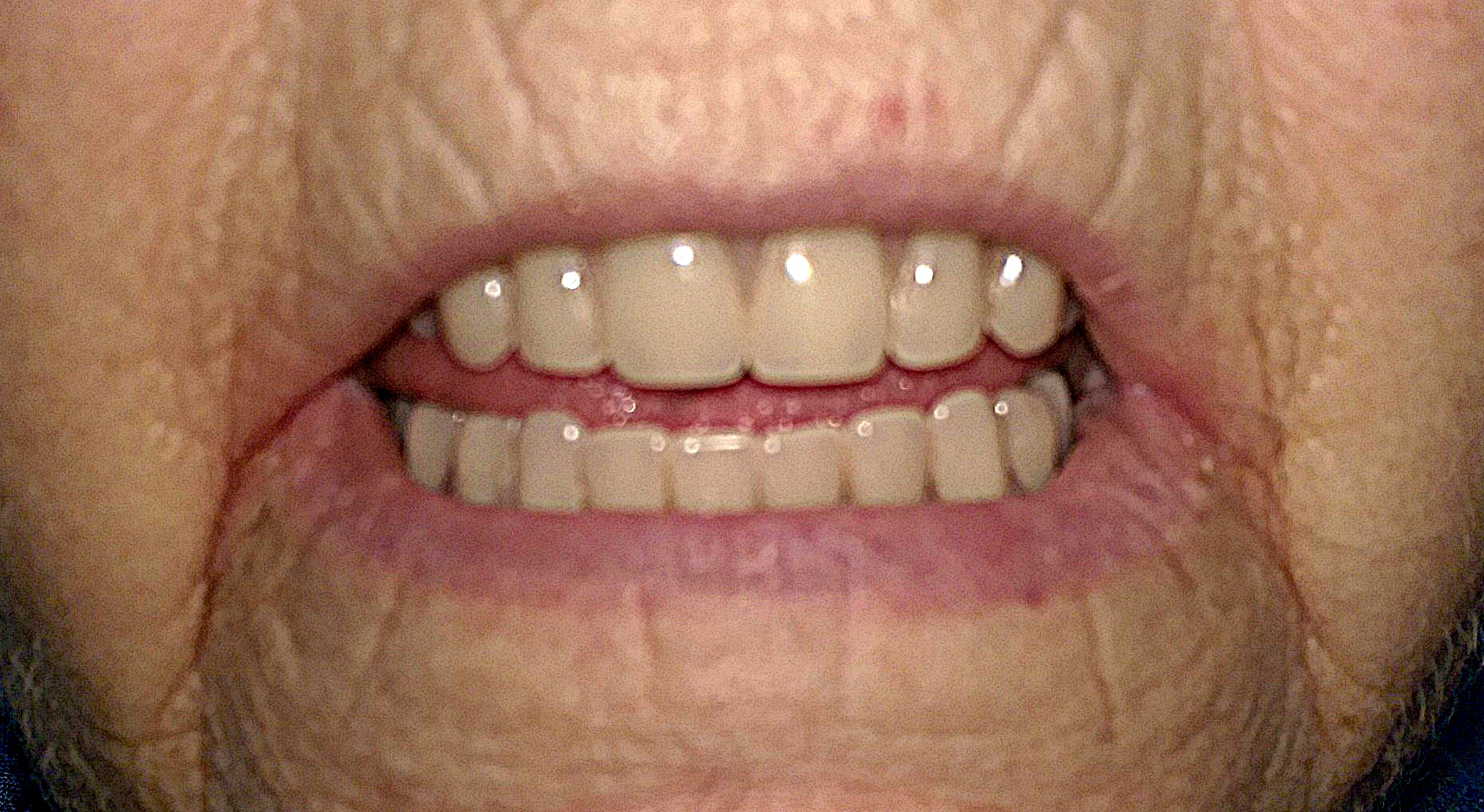
Cheilitis angularis bei einer Totalprothesenträgerin; Zahnform, Zahnstellung und Zahnfarbe wirken nicht altersadäquat und damit künstlich.

Sollte es durch den Abbau des Alveolarknochens und/oder durch Abnutzung der künstlichen Zähne oder durch eine von vornherein zu niedrige Bisshöhe zu einer Bisssenkung kommen, können Mundwinkelrhagaden (lateinisch Cheilitis angularis) entstehen, schlecht heilende entzündliche Veränderungen der Mundwinkel, die durch Einrisse (Fissuren) und oberflächliche Gewebedefekte (Erosionen) charakterisiert sind. In diesem Fall ist eine Bisserhöhung, gegebenenfalls durch Neuanfertigung der Prothesen, notwendig.

### Schlotterkamm
Zu den mechanisch bedingten Schleimhautveränderungen zählt der „Schlotterkamm“, der durch dauerhaften mechanischen Reiz verursacht wird. Beim Schlotterkamm sieht der Alveolarfortsatz in der Mundhöhle scheinbar noch gut erhalten aus. Unter der Schleimhaut ist der knöcherne Alveolarfortsatz jedoch durch Bindegewebe ersetzt, sodass der Kieferkamm beweglich ist und „schlottert“. Eine typische Situation ist der Schlotterkamm in der Oberkieferfront durch langjähriges Tragen einer Oberkiefervollprothese bei gleichzeitig unversorgtem, anterioren (vorderen) Restgebiss im Unterkiefer. Daraus resultiert eine fehlende stabile Lage der Oberkieferprothese, weil sich diese zusammen mit dem darunter liegenden Schlotterkamm mitbewegt.

### Prothesenbruch
Liegt die Prothese hohl, weil sie längere Zeit nicht unterfüttert wurde oder der Kunststoff spröde geworden ist oder die Prothese beim Reinigen entglitten ist, so kann es zum Prothesenbruch kommen. Die Reparatur einer gebrochenen Prothese ist in der Regel innerhalb eines Tages möglich. Voraussetzung ist, dass kein laienhafter Reparaturversuch durchgeführt wurde, weil in diesem Fall die Bruchstücke nicht mehr exakt reponierbar sind. Die Prothese würde dadurch unbrauchbar.

### Gewichtsabnahme
Bei einer Gewichtsabnahme verändern sich die Weichteile des Gesichts nicht unerheblich. Das Zusammenspiel von Muskeln und Bändern trägt aber wesentlich zum Prothesenhalt bei. Bei einem Gewichtsverlust muss deshalb die Prothese den neuen Verhältnissen angepasst werden.

### Bissverletzungen
In der Eingewöhnungsphase können Bissverletzungen in die Wange oder die Zunge erfolgen, weil sich die Mundmuskulatur erst an die neue Prothese gewöhnen muss. Das Zerkauen der Nahrung sollte deshalb anfangs geübt werden, indem mit weichen Speisen (Kartoffelpüree, Brei) das „Zerkleinern“ der Nahrung erfolgt. Nach einer Bissverletzung schwillt das Zahnfleisch an, wodurch die Gefahr einer erneuten Bissverletzung steigt. Im Laufe weniger Wochen gehen die neuen Kaumuster in das Unterbewusstsein über.

### Pfeifenraucher

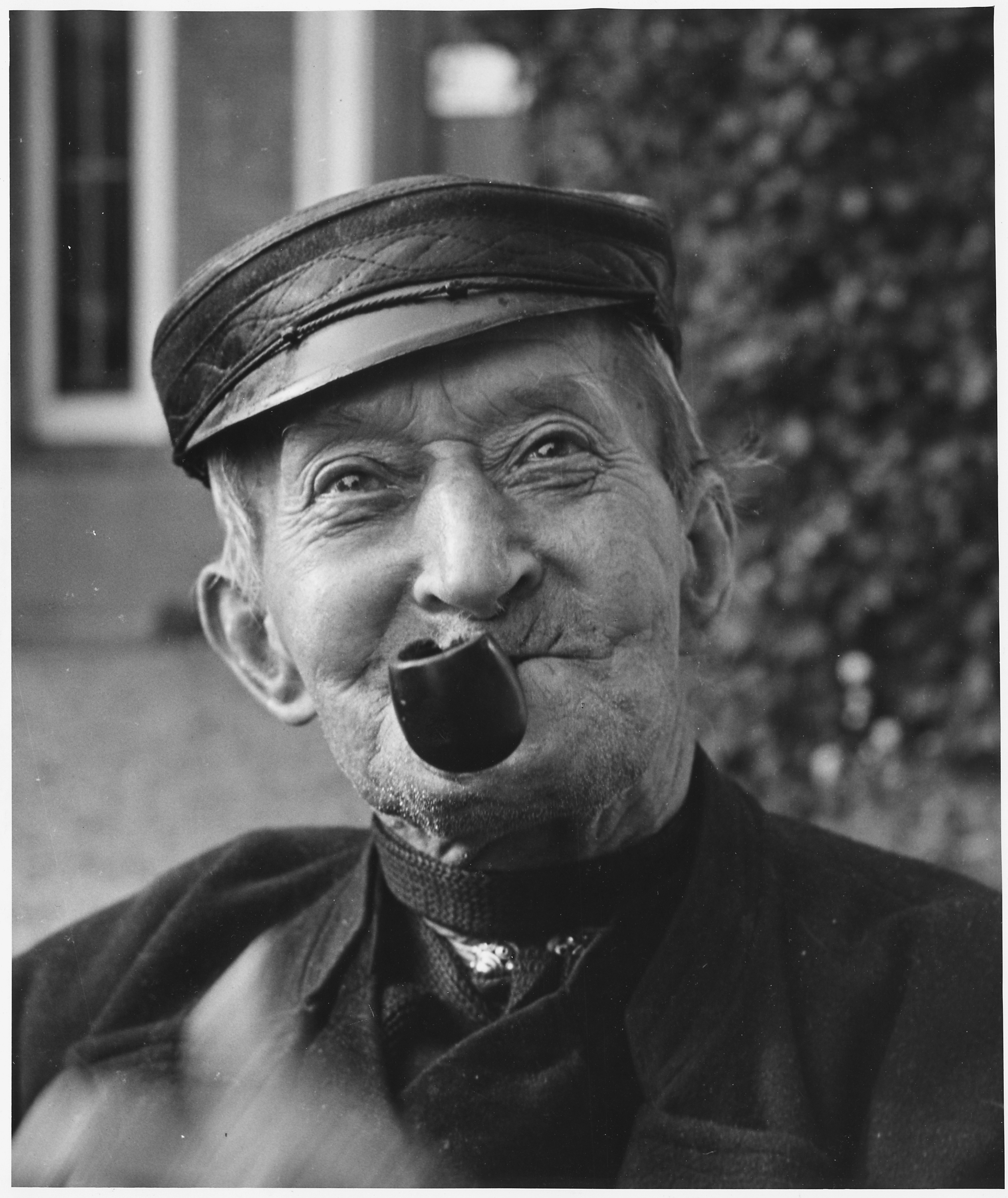
Zahnloser Pfeifenraucher

Pfeifenraucher können mit Totalprothesen im Ober- und Unterkiefer nur sehr erschwert die Pfeife zwischen den Zähnen halten, da insbesondere die Unterkieferprothese wesentlich leichter abkippt. Es sollte eine möglichst leichte (20 g), kurze, gebogene Pfeife („Podge“) mit flachem, aber breiterem Biss („Fishtail“-Mundstück) aus dem weicheren Naturkautschuk (Ebonit) bevorzugt werden. Acrylmundstücke sind, auch in Abhängigkeit vom Pfeifengewicht, nur schwer zwischen den Zähnen zu halten. Es ist zwar möglich, die Zähne so einzuschleifen, dass eine Pfeife bei geschlossenen Zahnreihen zwischen die Zähne passt („Pfeifenlöcher“), jedoch blieben dabei ohne Pfeife unschöne Lücken zwischen den Oberkiefer- und Unterkieferzähnen im Bereich des Pfeifeneinlasses sichtbar.
Das Halten einer Pfeife zwischen den Zähnen erhöht den Speichelfluss, wodurch auch die Haltedauer der Prothesen verkürzt wird.

### Taucher
Taucher sollten ein orthopädisches Mundstück (JAX) verwenden, das möglichst durch den Zahnarzt individuell an das Gebiss angepasst oder individuell hergestellt wird. Alternativ kann mit einer Vollgesichtsmaske getaucht werden. Beim Schnorcheln soll eine obere Totalprothese mit einer sehr zähen Haftcreme am Gaumen fixiert werden, selbst dann, wenn im täglichen Leben keine Haftcreme benutzt wird. Eine untere Totalprothese wird weggelassen, stattdessen kommt ein individuell vom Zahnarzt hergestelltes Mundstück am Schnorchel zum Einsatz, das mit dem Schnorchel fest verbunden ist. Sowohl beim Tauchen als auch beim Schnorcheln besteht beim Herausnehmen des Mundstücks die Gefahr des Verlustes der Prothesen. Ihr spezifisches Gewicht ist größer als das des Wassers. Auch beim Schwimmen besteht die Gefahr des Herausschwemmens der Prothesen.

## Sonderformen
Neben der klassischen Totalprothese gibt es diverse Sonderformen.

### Immediatprothese
Eine Sonderform ist die Immediatprothese (Sofortprothese). Bei einer notwendigen Reihenextraktion wird im Vorfeld der Extraktionen eine Prothese vorbereitet, die unmittelbar nach der Extraktion der Zähne eingegliedert wird, wodurch der Patient nicht zahnlos die Praxis verlässt. Hierzu wird eine Abformung des noch bezahnten Gebisses vorgenommen. Auf dem entstandenen Gipsmodell werden die Zähne weggeschliffen und darauf eine Totalprothese gefertigt. Eine solche Prothese wird nach wenigen Wochen korrigiert, z. B. mittels Unterfütterung, weil sich der Kiefer im Verlauf der Abheilung der Extraktionswunden stark ändert und abgebaut wird. Ein Nebeneffekt einer Immediatversorgung ist, dass eine solche Prothese gleichzeitig als Verbandplatte für die zahlreichen Extraktionswunden dient.

### Interimsprothese
Eine Übergangsprothese wird Interimsprothese genannt. Diese wird angefertigt, wenn die Anfertigung einer Totalprothese oder Immediatprothese wegen schwieriger anatomischer Verhältnisse nicht sofort möglich ist. Mittels einer Interimsprothese kann der Zeitraum bis zur Fertigstellung einer Totalprothese, der mehrere Wochen bis Monate betragen kann, überbrückt werden.

### Zweitprothese
Um einer auch nur vorübergehenden Zahnlosigkeit vorzubeugen, kann eine Zweitprothese (auch: Reiseprothese, Ersatzprothese, Duplikatprothese) angefertigt werden, denn bei einem Verlust einer Prothese benötigt eine Neuanfertigung mehrere Wochen, die mit einer Zweitprothese überbrückt werden können. Im Falle einer notwendig gewordenen Reparatur, beispielsweise einem Prothesenbruch, ist ebenfalls die durchgehende Versorgung mit einer Prothese gewährleistet. Totalprothesen werden im zahntechnischen Labor dubliert: Die fertiggestellte Originalprothese wird abgeformt und auf Basis dieser Hohlform ein Zweitexemplar hergestellt. Auch eine Interimsprothese kann zu einer Zweitprothese ausgebaut werden.

#### Religiöse Gründe
Die jüdischen Speisegesetze (hebräisch כַּשְרוּת Kaschrut, 3. Buch Mose (Kap. 11)) schreiben unter anderem die zeitliche Trennung des Genusses von „fleischigen“ (hebräisch בשרי basari) und „milchigen“ (hebräisch חלבי chalawi) Speisen vor (Deut. 14, 21b). Fleisch- und Milchprodukte dürfen nicht zusammen gegessen werden, sondern nur mit vorgeschriebenem zeitlichen Abstand. Die strikte Trennung geht so weit, dass auch unterschiedliches Geschirr für Fleisch- und Milchspeisen verwendet wird. Strenggläubige Juden lassen sich manchmal zwei Prothesenpaare anfertigen, um für jede der beiden Speisearten eine eigene Prothese verwenden zu können. Überwiegend wird jedoch von rabbinischen Autoritäten die Meinung vertreten, dies sei nicht notwendig.

#### Blasmusiker
Blasmusiker benötigen eine spezielle Prothese, die je nach Instrument und damit je nach Art der Tonerzeugung und Form des Mundstückes angefertigt ist und die Prothese beim Spielen stabilisiert. Eine zusätzliche Verankerung durch Implantate ist reinen Totalprothesen auf jeden Fall vorzuziehen. Wenn das nicht möglich sein sollte, wird für die Stabilisierung beispielsweise ein Aufbisswall im Molarenbereich gefertigt, ohne Verzahnung im Molarenbereich. Dieser entspricht in der Höhe etwa der Ruheschwebelage, mit leichter Protrusion (Vorbiss) des Unterkiefers. Die Aufbisswälle können durch zwei oder drei sogenannte „schiefe Ebenen“ verzahnt werden und drücken so die Prothese in Richtung des Kieferkamms. Alternativ können elastische Blashilfen aus weichbleibendem Kunststoff gefertigt werden. Blasmusiker benötigen in diesem Fall eine Zweitprothese im Sinne einer „normalen“ Totalprothese für den Alltag, als Ess- und Sprechprothese.

### Cover Denture
Als Cover Denture (auch: Deckprothese) bezeichnet man einen Zahnersatz, bei dem noch einige wenige Restzähne im Gebiss vorhanden sind, die mit Teleskopkronen oder Wurzelkappen versehen werden. Die gleiche Funktion können auch Implantate (eingepflanzte künstliche Zahnwurzeln) ausüben. Über diese Kronen wird eine Totalprothese übergestülpt. Die so versorgten Zähne sorgen für einen besseren Halt, insbesondere im Sinne einer Übergangsversorgung, wenn die restlichen Zähne zu einem späteren Zeitpunkt auch noch extrahiert werden müssen. Sie dienen in diesem Fall der leichteren Eingewöhnung an eine Prothese.

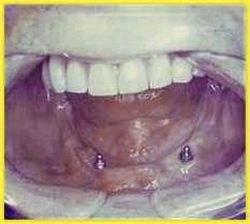
Zwei Implantate im Unterkiefer mit Patrizen zur Befestigung einer Cover-Denture-Prothese
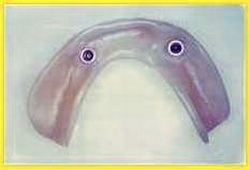
Die dazu passende Unterkiefer-Prothese mit den eingearbeiteten Matrizen
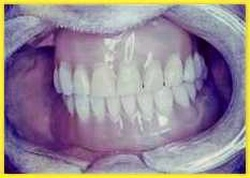
Eingegliederte Totalprothese im Oberkiefer und Cover-Denture-Prothese im Unterkiefer

### Defektprothese
Mit einer Defektprothese (auch: Resektionsprothese) werden zusätzlich zu dem erwähnten Ersatz von Zähnen und dem Alveolarfortsatz einer Totalprothese auch Teile vom Kiefer ersetzt, die infolge einer angeborenen Fehlbildung, eines Unfalls oder einer Tumoroperation entstanden sind. Eine Sonderform ist der Obturator (auch: Gaumenobturator), der zur funktionssichernden Abdichtung der Mundhöhle gegen die Nasenhöhle oder Kieferhöhle bei nichtoperablen Kieferdefekten eingesetzt wird. Die Totalprothese ist dabei um einen Kunststoffwulst erweitert, der diese Funktion übernimmt.
Damit der sichere Halt dieser, meist ohne Implantate befestigten, schweren Konstruktion gewährleistet ist, sollten an statisch sicherer Stelle Hohlräume eingebaut werden, die durch Gewichtsersparnis den Tragekomfort verbessern.

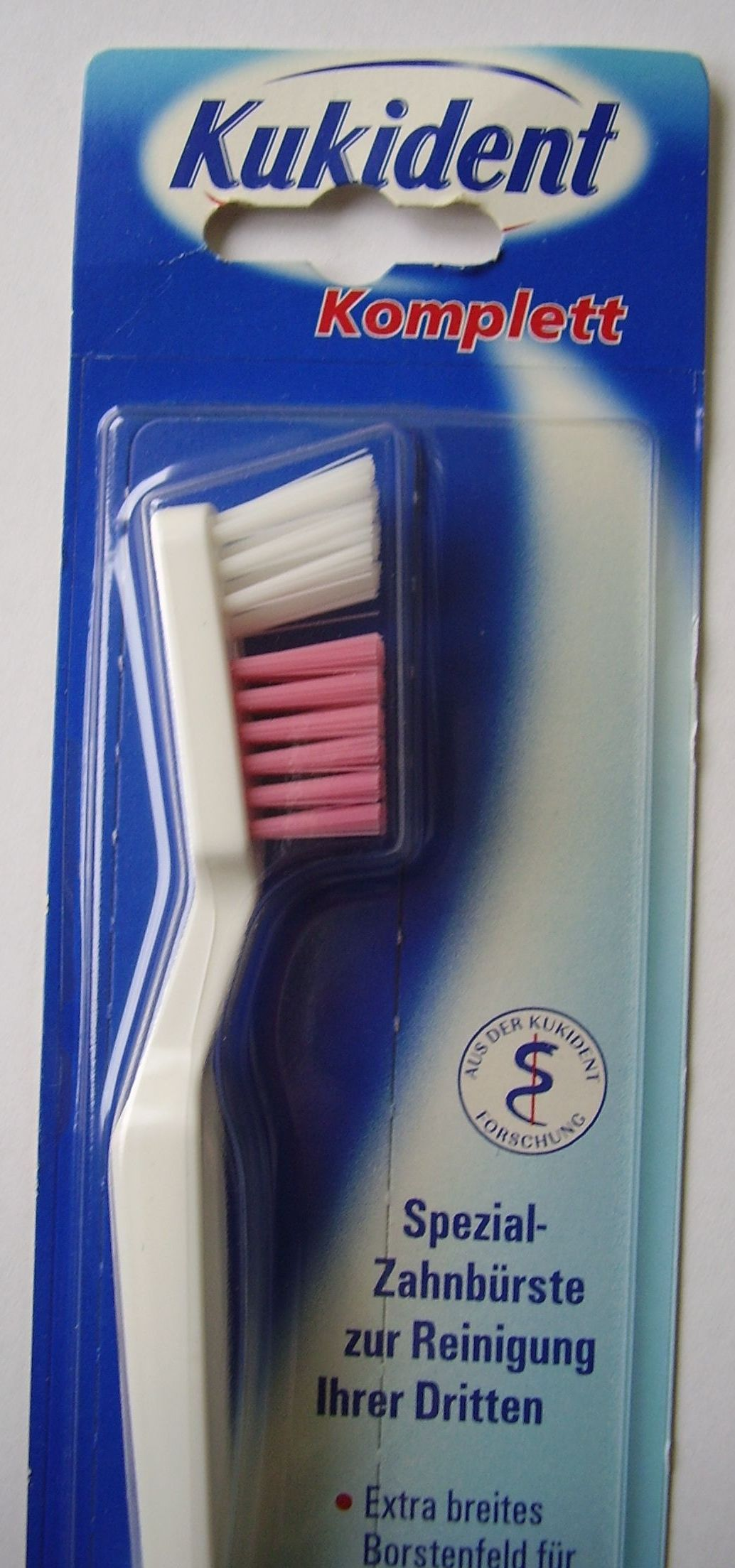
Prothesenzahnbürste

## Prothesenreinigung
Prothesen sind aufgrund ihres Aufbaus und ihrer Oberflächenstruktur anfällig für Plaqueanheftung und damit Bakterienbefall. Zur Reinigung einer Totalprothese hält der Handel spezielle Prothesenbürsten bereit. Als Reinigungsmittel können Flüssigseife, Spülmittel aber auch Kernseife dienen. Zahnpasten mit enthaltenen Schleifkörpern sollen nicht verwendet werden, da diese den Prothesenkunststoff anrauen, wodurch der Anlagerung von Zahnstein und Belägen Vorschub geleitet wird. Die Reinigung sollte über einem mit Wasser gefüllten Waschbecken erfolgen, damit die Prothese bei einem Herunterfallen nicht bricht. Alternativ kann ein Handtuch in das Waschbecken gelegt werden, um den Aufprall der Prothese abzufedern. Zudem soll nach jeder Mahlzeit die Prothese abgespült werden, weil Speisereste, die sich unter die Prothese schieben, einerseits den Halt der Prothese verschlechtern und andererseits zu Mundgeruch führen können. Reinigungstabletten sollten zurückhaltend verwendet werden. Der Prothesenkunststoff wird bei häufigerer Benutzung von Reinigungstabletten ausgelaugt, die Oberfläche wird rau und der Kunststoff verliert seine Farbe. Bei längerer Anwendung wird die Prothesenelastizität beeinträchtigt. Als Wirkstoffe werden Percarbonate, Natriumhypochlorit, Chlorhexidindigluconat, Tenside und Enzyme verwendet. Die Anwendung von Kaltplasma zur Reinigung und Desinfektion wird derzeit (2017) erforscht. Reinigungstabletten ersetzen auch nicht die mechanische Reinigung.
Prothesenreinigungsgerät
Es gibt Prothesenreinigungsgeräte, die auf Ultraschallbasis funktionieren, und andere, die magnetisch durch Poliernadeln die Prothesen reinigen. Bei Ultraschallgeräten werden die Prothesen in ein Wasserbad gelegt und das Wasser wird durch Ultraschall in Schwingung versetzt. Dabei entstehen zusätzlich kleinste Wasserbläschen, die zusätzlich die Reinigungskraft erhöhen. Zahnärzte und zahntechnische Laboratorien verfügen auch über Prothesenreinigungsgeräte mit Poliernadeln (Wirbelstromgeräte). Hierzu wird die Prothese in ein Wasserbad mit Reinigungszusätzen gelegt. Zusätzlich werden spezielle Poliernadeln in das Wasserbad gegeben. Die im Wasserbad enthaltenen Poliernadeln werden in Schwingungen versetzt, welche die Prothese von Verschmutzungen reinigen.

## Epidemiologie
| Keine Daten unter 30 30–35 35–40 40–45 45–50 50–60 |

| 60–65 65–70 70–75 75–80 80–85 über 85  |

Disability-Adjusted Life Year (DALY, Behinderungsbereinigtes Lebensjahr) für Zahnlosigkeit je 100.000 Einwohner im Jahr 2002.

Laut statistischem Jahrbuch der Kassenzahnärztlichen Bundesvereinigung wurden im Jahre 2015 in Deutschland 297.700 Totalprothesen im Oberkiefer und 170.600 Totalprothesen im Unterkiefer bei Kassenpatienten neu angefertigt. Hinzu kommen 420.400 neu angefertigte Cover-Denture-Prothesen im Ober- und Unterkiefer (bei einem Restzahnbestand bis zu drei Zähnen je Kiefer). Hierbei sind etwa 10 % Privatversicherte nicht berücksichtigt. Unter der Annahme, dass Prothesen alle fünf bis acht Jahre neu angefertigt werden, ist die absolute Zahl der Totalprothesenträger (zuzüglich Cover denture) entsprechend höher (geschätzte über 4 Millionen Betroffene, was etwa 5 % der Bevölkerung entspräche). Gemäß der Fünften Deutschen Mundgesundheitsstudie (DMS V), die von Oktober 2013 bis Juni 2014 durchgeführt wurde, ist jeder achte aus der Altersgruppe der 65- bis 74-Jährigen zahnlos, im Jahr 1997 war es noch jeder vierte.
Weltweit sind etwa 158 Millionen Menschen von vollständiger Zahnlosigkeit betroffen, was 2,3 % der Weltbevölkerung ausmacht (Stand 2010). Frauen sind mit einem Anteil von 2,7 % stärker davon betroffen als Männer mit 1,9 %.

## Kosten

### Deutschland
Es gibt in Deutschland in der gesetzlichen Krankenversicherung seit 2005 ein Festzuschuss-System für Zahnersatz. Bei einer Totalprothese handelt es sich um eine sogenannte Regelversorgung, für die ein Festzuschuss von 50 % der Durchschnittskosten beträgt. Ohne Bestätigung eines regelmäßigen jährlichen Zahnarztbesuchs durch ein Bonusheft beträgt der Eigenanteil des Patienten je Ober- und Unterkiefer-Totalprothese etwa 600–800 €. Je nach Regelmäßigkeit des Zahnarztbesuches in den letzten 5 bzw. 10 Jahren, reduziert sich der Eigenanteil auf 40 bzw. 35 % (§ 55 Abs. 1 SGB V).

### Österreich
In Österreich belaufen sich die Kosten der Totalprothese pro Kiefer beispielsweise bei Versicherten der Salzburger Gebietskrankenkasse auf 852 €.

### Schweiz
In der Schweiz belaufen sich die Kosten einer Totalprothese auf 3500,– bis 4000,– CHF.

## Geschichte

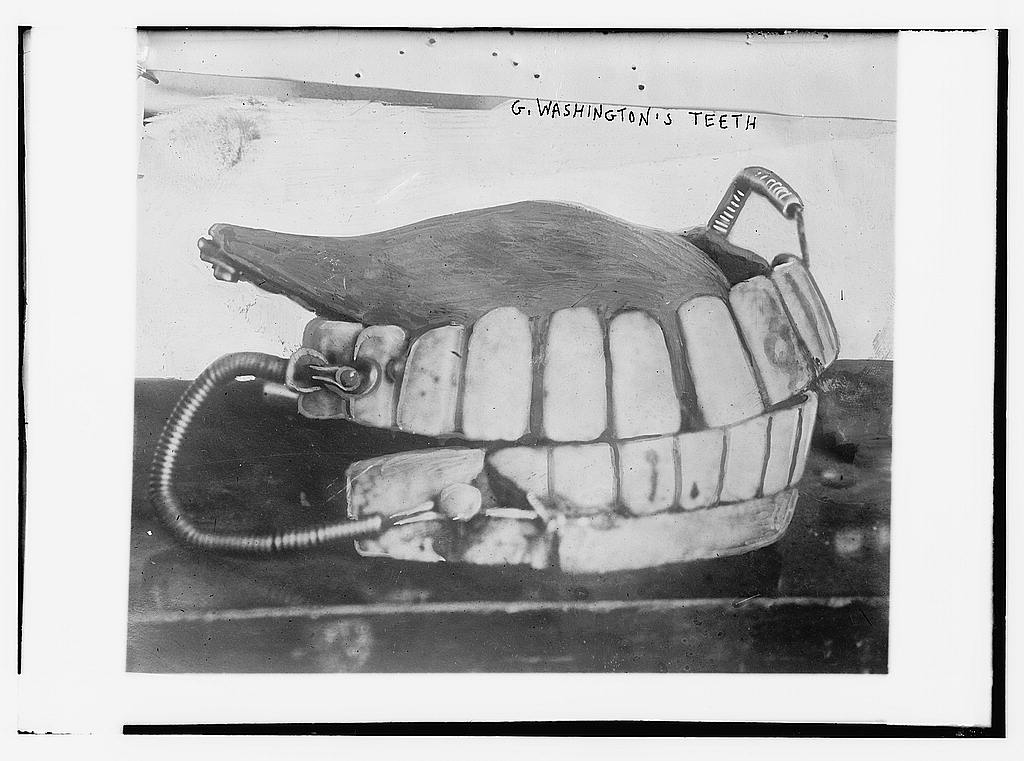
Kosmetische Prothesen aus Flusspferdzähnen, Elfenbein und menschlichen Zähnen von George Washington

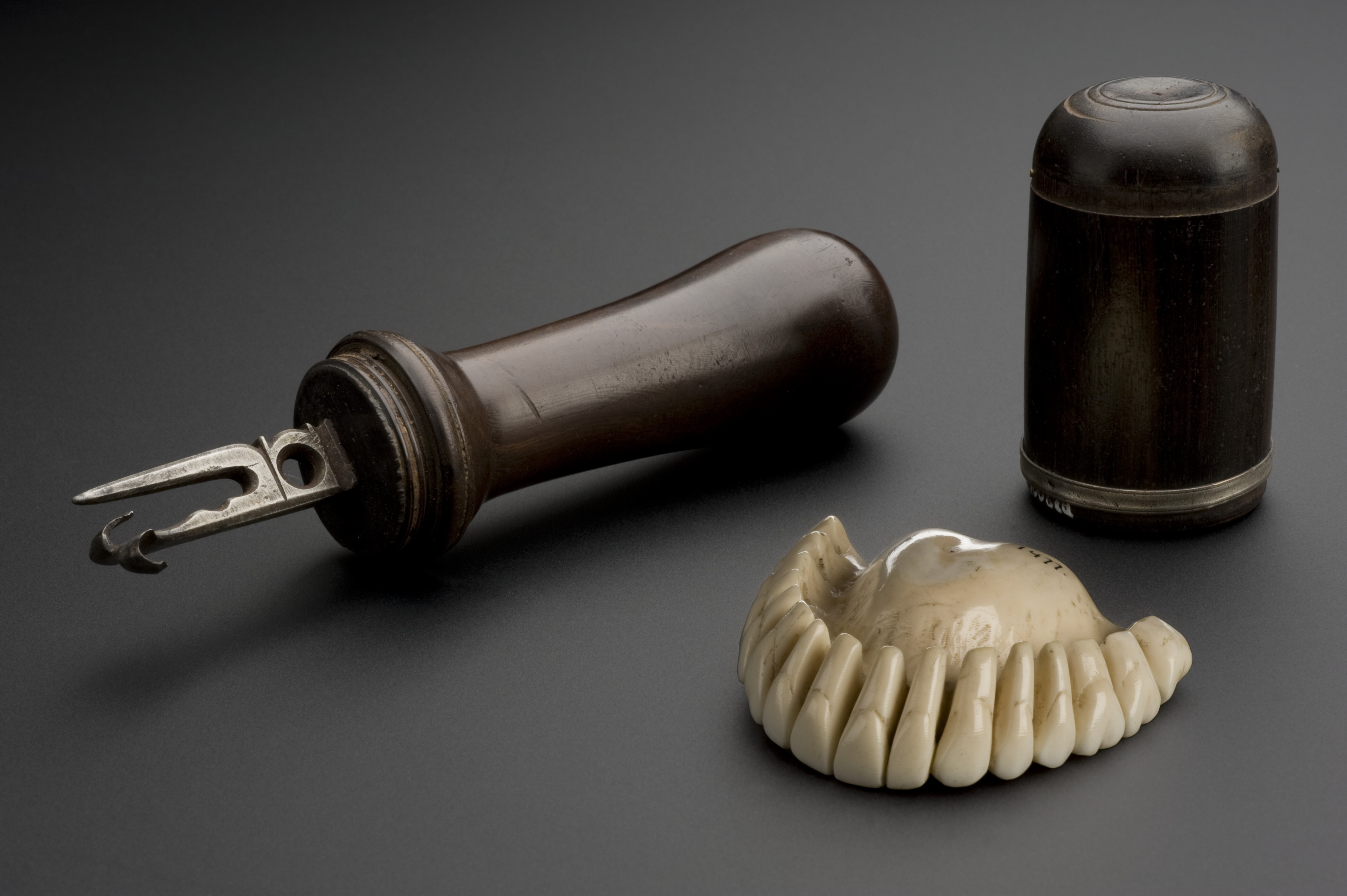
Schnitzinstrument für Prothesen aus Elfenbein

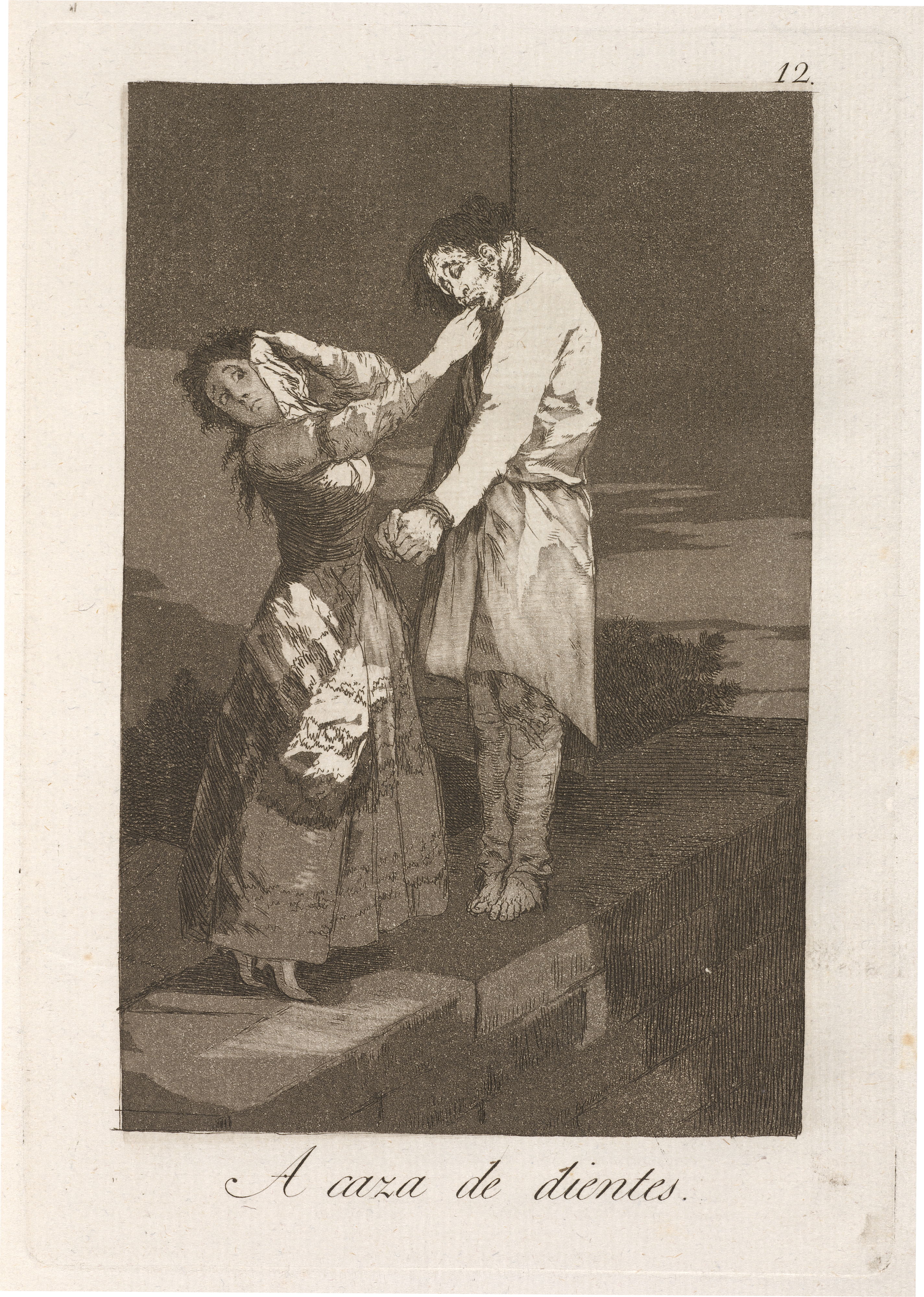
Goya: A caza de dientes: Jagd auf Zähne, Blatt Nr. 12 aus den Caprichos, 1799

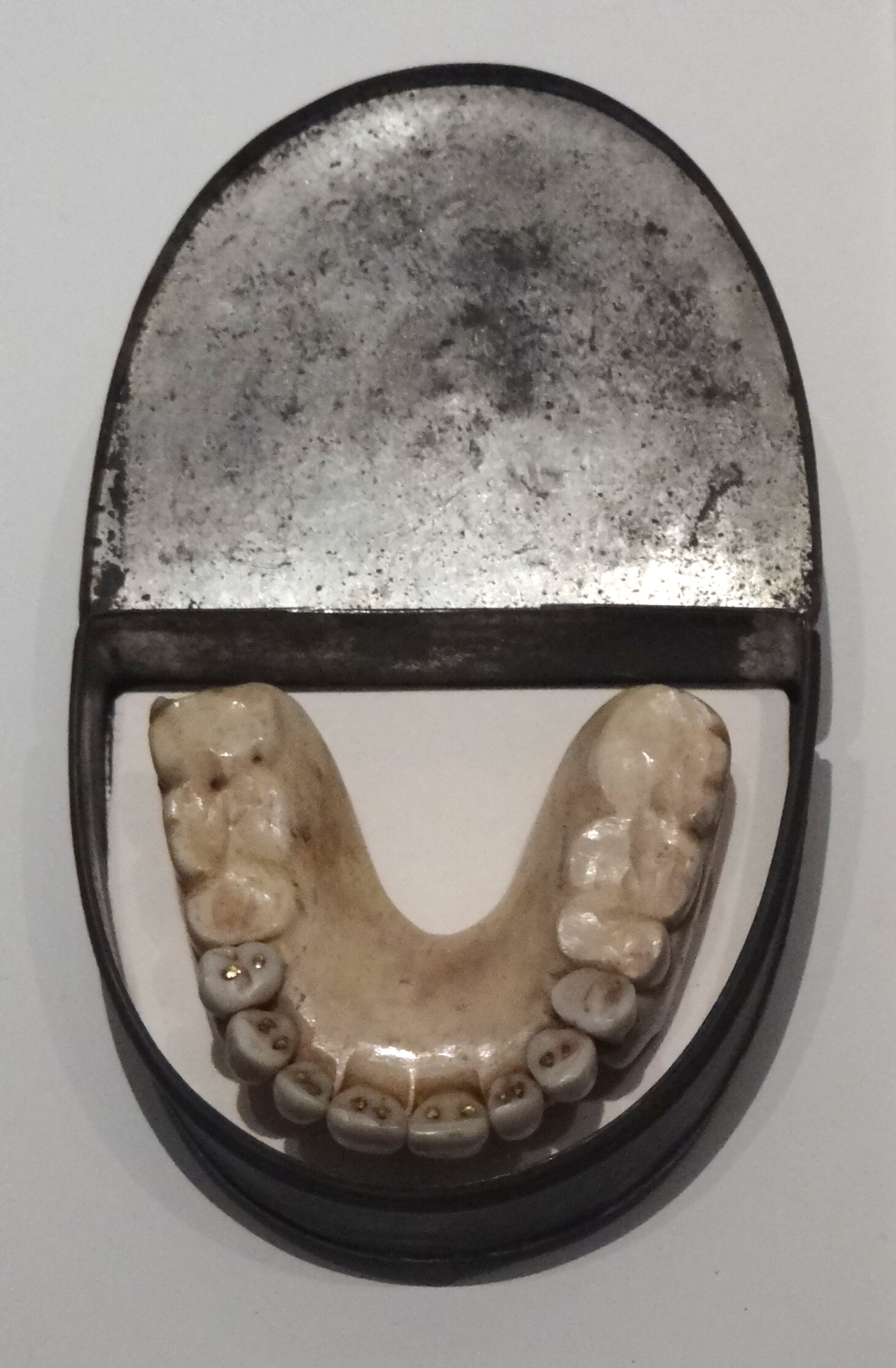
Waterloo-Zähne, Militärmuseum, Dresden

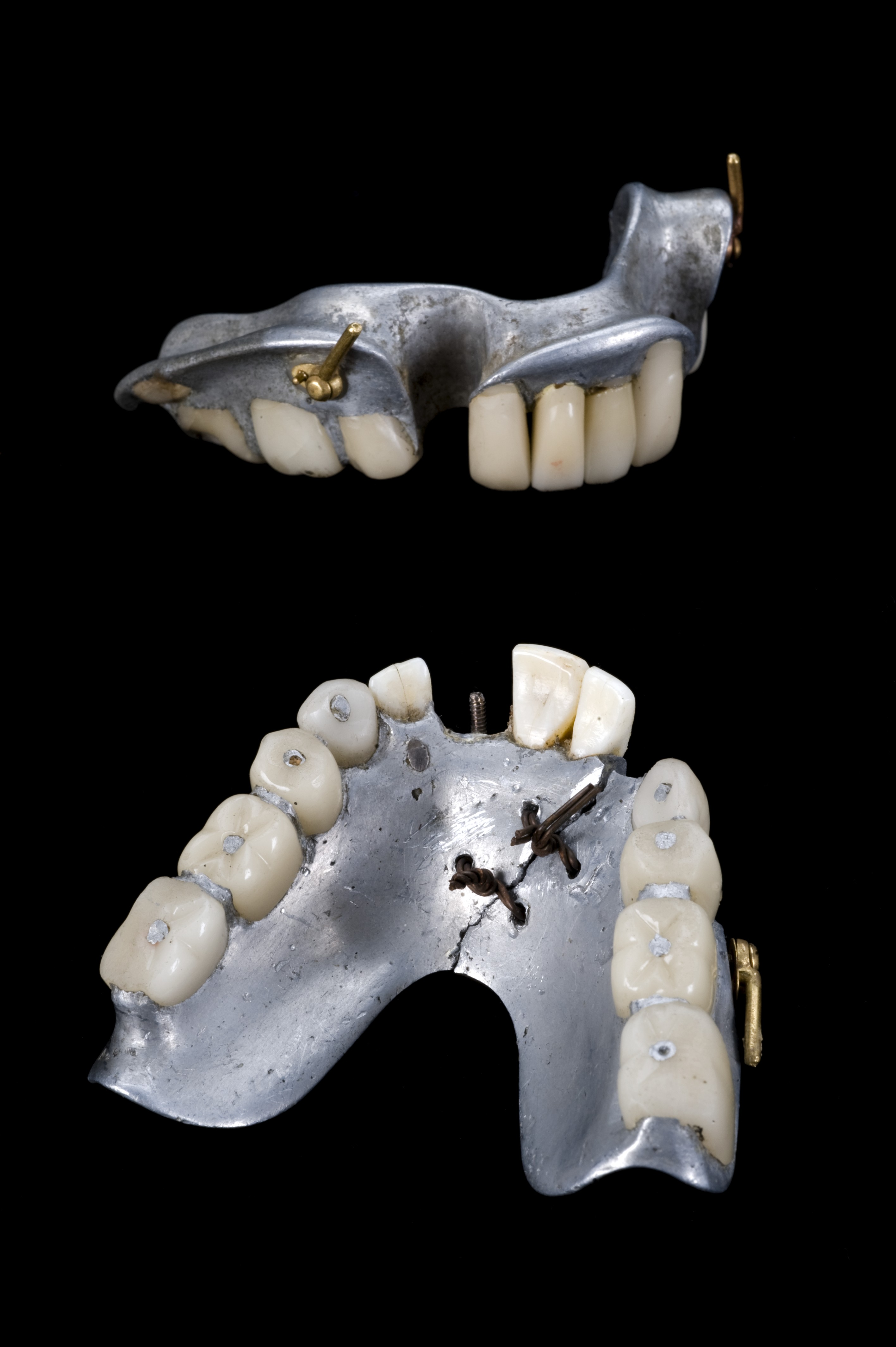
Ober- und Unterkiefer-Teilprothesen auf Aluminiumbasis, 1858–1880, Frontzähne sind Waterloo-Zähne, Backenzähne aus Porzellan

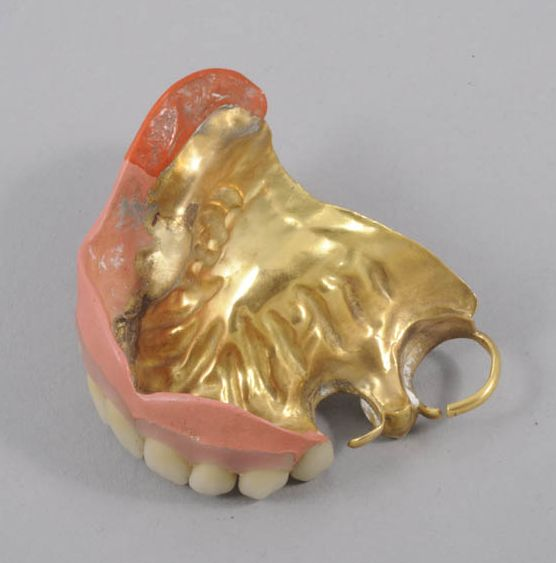
Oberkiefer-Teilprothese aus Gold. Sichtbare Zahnfleischanteile aus rosafarbenem Kautschuk, Zähne aus Porzellan

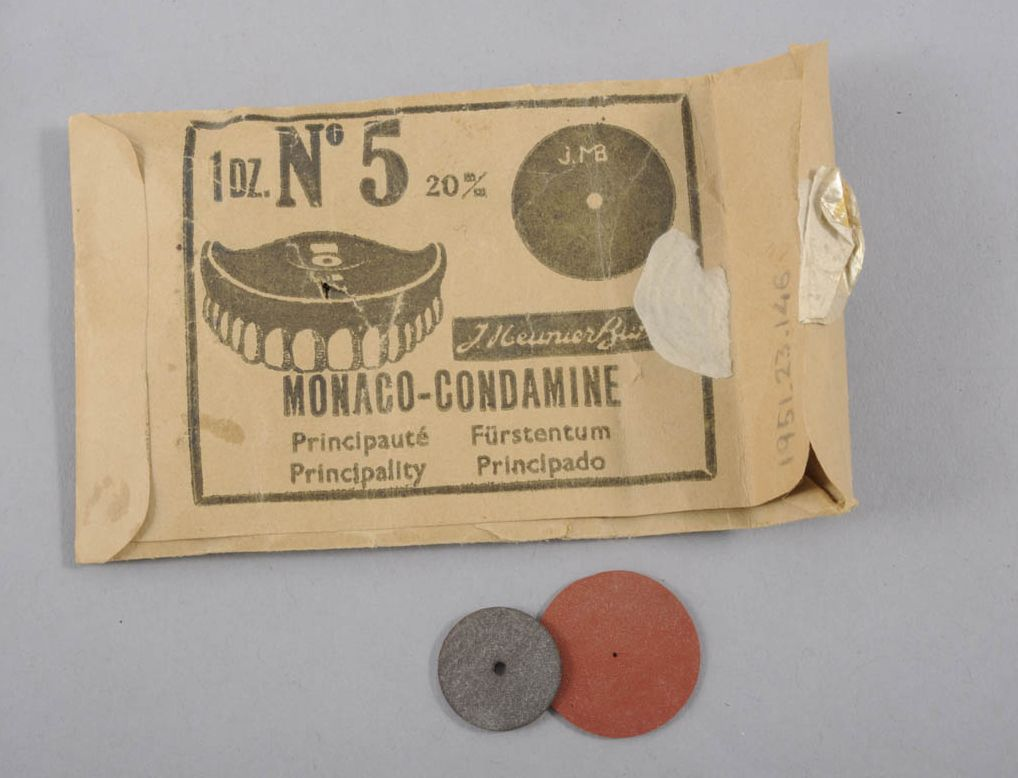
Saugnäpfe für Totalprothesen

Aus dem frühen 16. Jahrhundert ist bekannt, dass in Japan Totalprothesen aus Holz gefertigt wurden. Das hielt an, bis sich Japan im 19. Jahrhundert dem Westen öffnete. Diverse Versuche in der Vergangenheit, Zähne durch funktionstüchtige Prothesen zu ersetzen, waren letztlich untauglich.
Als George Washington 1789 erster Präsident der Vereinigten Staaten wurde, war er 57 Jahre alt und hatte nur noch einen Zahn. Washington behalf sich mit einer kosmetischen Prothese aus Flusspferdzähnen, Elfenbein und menschlichen Zähnen, die John Greenwood angefertigt hatte. Vormals Tischler und Mechanikus nautischer Instrumente in New York City, hatte dieser als Dentist von sich reden gemacht. Den Halt der Prothesen sollten Spiralfedern erzeugen. George Washington verließ bei einem Bankett regelmäßig den Raum, um ungestört ohne Prothesen essen zu können, denn er wollte sich nicht als Prothesenträger outen.

### Waterloo-Zähne
Menschliche Zähne wurden von Leichenfledderern aus Grüften entwendet oder Hingerichteten entnommen und durch Zahnärzte in Prothesen eingebaut. Im Jahr 1799 hielt Francisco de Goya eine Szene im Gemälde A caza de dientes (spanisch Jagd auf Zähne) fest, in der eine gut gekleidete Frau einem Gehenkten die Zähne aus dem Mund bricht.
Ein großer Fundus für menschliche Zähne für Prothesen war die Schlacht bei Waterloo (1815), in der mehrere 10.000 Soldaten fielen, darunter viele junge Männer mit gesunden Zähnen. Der Handel mit diesen Zähnen, mit denen Zahnersatz gefertigt wurde, nahm solche Ausmaße an, dass sie später Waterloo-Zähne (englisch Waterloo teeth) genannt wurden. Das Sammeln von Waterloo-Zähnen gab es aber schon nach der Völkerschlacht bei Leipzig vom 16. bis zum 19. Oktober 1813. Dort, wo sich rund 600.000 Soldaten aus mehreren europäischen Staaten gegenüberstanden, verloren über 91.000 von ihnen das Leben. Nach der Schlacht wurden die Kampfplätze in der Peripherie von Leipzig von einer Schar Plünderer heimgesucht, die versuchten, alles, was Wert besaß, zu ergattern. „Am schlimmsten waren die Fledderer“, wie ein Leipziger Stadtreferent zitiert wird, „welche den Toten die Kinnladen aufbrachen und die schönsten und weißesten Zähne herausrissen, um sie zum Einsetzen in der Folge zu verkaufen. Teilweise entrissen sie den noch Sterbenden ihre Zähne“.
Als Prothese wurden auch Zähne eines Flusspferdes auf den Kiefer passend geschnitzt. Teilweise wurden an der geschnitzten Prothesenbasis aus Zähnen eines Hippopotamus Waterloo-Zähne befestigt. Beides konnten sich nur begüterte Kreise im Viktorianischen Zeitalter leisten. Ein weiteres „Reservoir“ für menschliche Zähne war der Amerikanische Bürgerkrieg (1861 bis 1865). Auch dort wurden den Gefallenen Zähne extrahiert und massenhaft nach London verschifft. Diese Zähne nannte man mit dem inzwischen eingebürgerten Begriff ebenfalls Waterloo-Zähne. Die Beendigung der Fledderei dürfte durch den veränderten Umgang mit Kriegsgefangenen und Gefallenen nach der Unterzeichnung der ersten Genfer Konvention vom 22. August 1864 gewesen sein.

### Porzellanzähne
Dem Wunsch nach natürlich aussehendem Zahnersatz wollte 1789 der Franzose Nicolas Dubois de Chémant nachkommen und meldete die von ihm entwickelten Porzellanzähne zum Patent an. Sie wurden incorruptible (französisch unzerstörbar, unverweslich) genannt, im Gegensatz zum übelriechenden, beinernen Zahnersatz. Chémant griff die Idee des Apothekers Alexis Duchâteau (1714–1792) auf, der 1774 mit der Herstellung von Porzellanzähnen experimentiert hatte. Der italienische Zahnarzt Giuseppangelo Fonzi (1768–1840) eignete sich die Kenntnisse an und erlangte 1815 Ruhm durch seine erfolgreiche Produktion von Porzellanzähnen, die er mittels Metallstiften fest mit der Prothesenbasis verband. Der Ruf dieser incorruptible verbreitete sich bis an den bayerischen Königshof in München, zum russischen Zaren Alexander I. und von dort zu den spanischen Bourbonen. Am 9. März 1822 wurde dem New Yorker Charles M. Graham ein US-Patent bewilligt für seine Erfindung einer Verbesserung im Aufbau künstlicher Zähne.

### Vulkanisation
Im Jahre 1839 erfand Charles Goodyear die Vulkanisation, ein Verfahren, bei dem Kautschuk unter Einfluss von Zeit, Temperatur und Druck gegen atmosphärische und chemische Einflüsse sowie gegen mechanische Beanspruchung widerstandsfähig gemacht wird. Daraus resultierten bald die Kautschukprothesen nach Thomas W. Evans und Clark S. Putnam (1864), in die Porzellanzähne eingebaut werden konnten. Die innige Verbindung von Kautschuk und Metall einer Metallbasis gestaltete sich als schwierig. Beim Vulkanisieren bildete sich durch die Schwefelausscheidung des Kautschuks auf dem Metall eine Sulfidschicht, die die Haftung zwischen den beiden Materialien erschwerte.
Um 1840 wurden etwa 500.000 Porzellanzähne von Paris aus in die USA exportiert, womit eine rasante Zunahme von Zahnärzten und Zahntechnikern einherging. 1844 begann Samuel Stockton White (S. S. White) in den USA mit der Herstellung von Porzellanzähnen. Einer Umfrage in den USA zufolge wurden 1940 etwa 70 % aller dortigen Zahnprothesen aus Kautschuk gefertigt. Anfang des 20. Jahrhunderts, als die Funktionsabformung zur Erzeugung der Saugwirkung und damit des Halts einer Prothese noch nicht erfunden war, baute man Saugnäpfe in Oberkieferprothesen ein. Diese erzeugten jedoch bei langjähriger Verwendung Kieferdefekte bis hin zu Perforationen des Gaumens, worauf man dieses Hilfsmittel wieder verließ.

### Kunststoff
Der Prothesenkunststoff Polymethylmethacrylat (PMMA) wurde 1928 etwa zur selben Zeit in Deutschland, Großbritannien und Spanien entwickelt. In Deutschland war hieran der Chemiker Walter Bauer (1893–1968) beteiligt. Durch die Firma Kulzer & Co. wurde im Jahre 1936 das von Bauer entwickelte chemoplastische Verarbeitungsverfahren (Paladonverfahren) vorgestellt. Es entspricht dem heute verbreiteten Verfahren, Polymerpartikel mit Monomerflüssigkeit anzuteigen und plastisch in Hohlformen einzubringen, wo der Kunststoff unter Druck aushärtet. Der Kunststoff wurde in den 1950er Jahren so weit entwickelt, dass er den Kautschuk verdrängt hat.

### Abform- und Modellmaterial
Nachdem Edwin Thomas Truman das Guttapercha entwickelt hatte, fügte 1856 der Londoner Zahnarzt Charles T. Stent (1807–1885) insbesondere Stearin hinzu, das die Plastizität des Materials sowie seine Stabilität verbesserte, Talkum als inerten Füllstoff, um dem Material mehr Masse zu geben, ferner Harz und roten Farbstoff, und es entstand das nach ihm benannte thermoplastische Material für die Abformung der Kiefer (und der Zähne). Stent löste das bis dahin gebräuchliche Bienenwachs und Gips als Abformmaterial ab.
Für die Gipsabformung wurde ein spezieller, leicht brechender Abdruckgips verwendet, der nach dem Abbinden stückweise aus dem Mund herausgebrochen werden konnte. Die Bruchstücke wurde anschließend zusammengeklebt und mit einem Hartgips ausgegossen, um das endgültige Modell herzustellen. Zur „Geschmacksverbesserung“ während der Abdrucknahme wurde dem Gips Pfefferminze zugesetzt.
Der britische Chemiker und Pharmazeut Edward Curtis Stanford gilt als Entdecker des Alginats, der 1880 Alginsäure aus Braunalgen extrahierte. 1940 wurden die Salze der Alginsäure, die allgemein als Alginate bezeichnet werden, als Abformmaterial in die Zahnheilkunde eingeführt. Es enthält neben Natriumalginat meist noch Calciumsulfat (Gips), Natriumphosphat als Verzögerer und einen großen Anteil an Kieselgur (Diatomeenerde). Mit den reversiblen Hydrokolloiden erfolgte 1925 die Einführung der ersten elastischen Abformmassen. Anfang der 1950er Jahre wurden die elastomeren Abformmaterialien eingeführt, zunächst die elastomeren Polysulfide (Thiokole) und die kondensationsvernetzenden Silikone, 1965 gefolgt von den Polyethern (Impregum, 3M ESPE) und 1975 von den additionsvernetzenden Silikonen (Vinyl-Polysiloxan).

### Artikulatoren

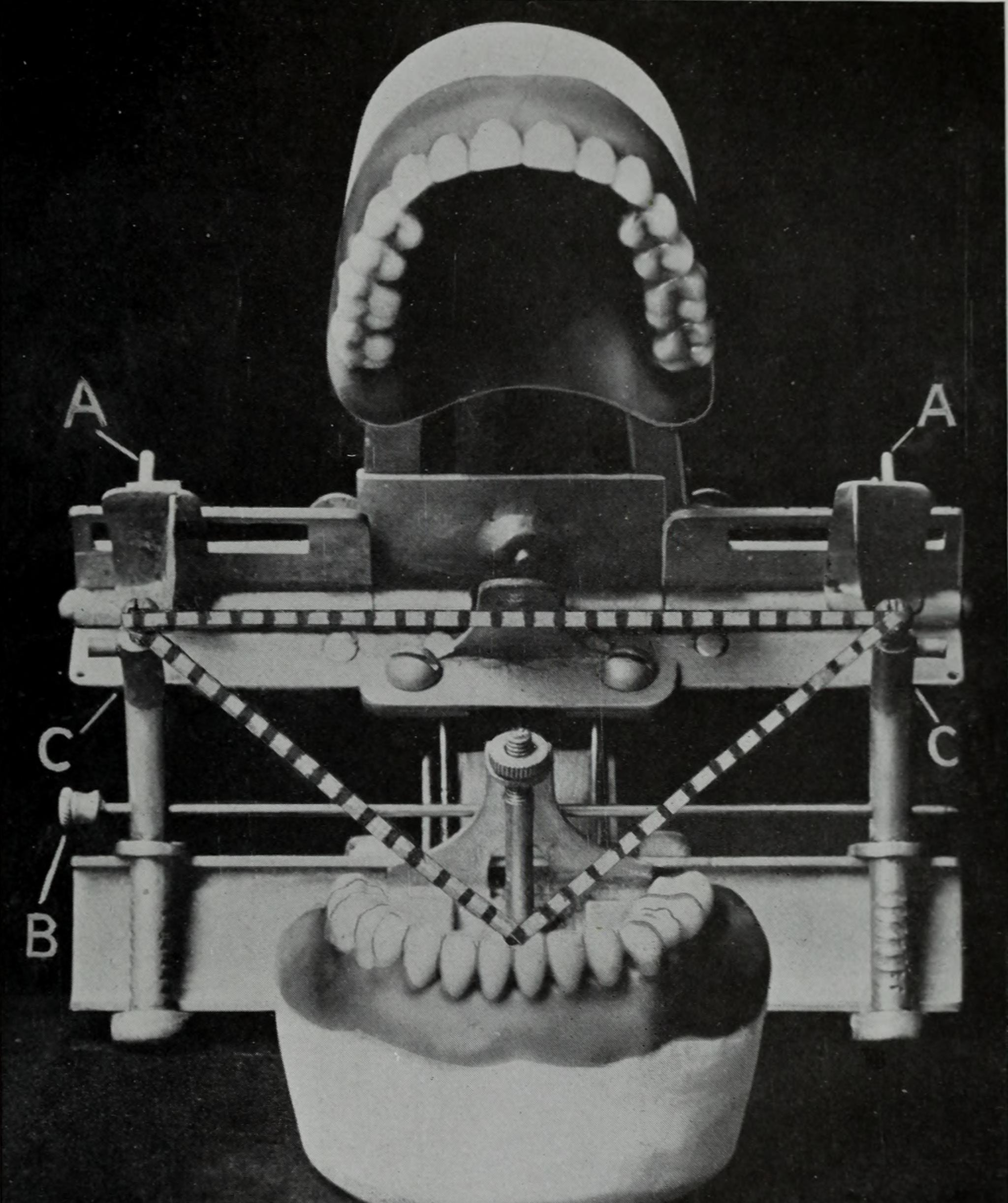
Individueller Artikulator zur Anfertigung einer Totalprothese, 1914, Dental cosmos

Die Entwicklung des Artikulators, der als Kausimulator die Bewegungen des Unterkiefers und damit die Nachbildung der Kaumuster ermöglichen sollte, begann mit einem Okkludator, der lediglich ein Öffnen und Schließen des Gebisses nachahmen ließ. Ausführlich beschreibt Julius Parreidt 1893 verschiedene im 19. Jahrhundert gebräuchliche Methoden, wobei zunächst ein Türscharnier verwendet wurde, um die beiden Kiefermodelle genau so, wie die Kiefer im Munde sich zueinander beim Beißen verhalten, zu fixieren. Nach Vorarbeiten durch Daniel Evans entwickelte William Gibson Arlington Bonwill (1833–1899) aus Philadelphia 1864 den ersten überdurchschnittlichen Artikulator, ein Gerät zur Simulation der Kiefergelenksbewegungen. Dazu werden Gipsmodelle der Zahnbögen des Ober- und Unterkiefers in Okklusion in den Artikulator montiert. Der um 1910 vom Schweizer Zahnarzt Alfred Gysi (1865–1957) entwickelte Gysi-Simplex-Artikulator sollte sich als Meilenstein herausstellen. Aufgrund der kondylären Führungsfläche im Unterteil und der Gelenktrommel im Oberteil werden diese Typen als sogenannte Non-Arcon-Artikulatoren bezeichnet, da die Bewegungen umgekehrt zum anatomisch-physiologischen Ablauf im echten Gelenk stattfinden. Bekannter wurden der auf gleichem Prinzip aufbauende Hanau-Artikulator, der Whip-Mix-Artikulator oder der Schul-Artikulator-München (SAM). Über 100 verschiedene Artikulatoren wurden in den letzten 150 Jahren entwickelt.

### Die Suche nach einem besseren Halt
Die historisch-prothetische Sammlung des Zentrums für Zahn-, Mund- und Kieferheilkunde der Martin-Luther-Universität Halle-Wittenberg zeigt zahlreiche Versuche aus der Vergangenheit auf, den Halt einer Prothese zu verbessern. Nach den Gummisaugern wurde ein Kompressionsring nach Heintz durch Radieren des Gipsmodells in der Oberkieferprothesenbasis erzeugt. Ihm folgte die Radierung nach Stadler. Die Anordnung seiner 1–2 mm tiefen Radierungen erfolgte am Gaumendach ohne den Torus palatinus zu überqueren. Diese verliefen parallel zum Torus palatinus, dorsal parallel zur A-Linie. Es folgten Modifikationen mit der Frankfurter Radierung und der Radierung nach Walser. Radierungen am Gipsmodell ergeben bei der fertiggestellten Prothese 1–2 mm große Wülste, die kleine Saugkammern im Gaumenbereich zum besseren Halt erzeugen sollten. Einen anderen Ansatz verfolgte die Konstruktion mit Pelotten (Zahnfleischklammern), bis zunächst die mukostatische und später die mukodynamische Abformung den Halt der Prothesen maßgeblich verbessert hat.
Gleichzeitig versuchte man über die Formgestaltung und Aufstellung der Prothesenzähne den Halt zu verbessern. Zu nennen sind hier die Zahnaufstellungen nach Strack, der sie je nach Bisslage modifizierte, nämlich mit dem Typ K für den Kopfbiss beziehungsweise der Progenie, dem Typ D für den Deckbiss beziehungsweise Distalbiss und dem Typ S für den Scherenbiss. Es folgte die statisch-artikuläre Aufstellung nach R. Fischer, nach Hiltebrandt und die Kugelkalottenaufstellung nach Fehr, gefolgt von der Aufstellung nach Haller, bis man sich wieder auf die klassische Aufstellung nach Gysi besann. Eine weitere Variante war die Aufstellung mit Furchen-Backenzähnen.
Aufgrund der ungenügenden Möglichkeiten, die Unterkiefertotalprothesen stabil zu konstruieren, bediente man sich diverser Hilfsmittel. So versuchte man die Prothese mit Metallspänen zu beschweren, die abstoßende Kraft von je einem Magneten in der Ober- und Unterkieferprothese auszunutzen oder die Saugfähigkeit mit Saugplättchen zu erhöhen. Eine weitere Überlegung waren Gebissfedern. Sie sollten mit großer Kraft den unteren Ersatz auf den Kiefer pressen. Es folgten subperiostale Implantate in den 1950er und 1960er Jahren, Metallgerüste, die zwischen Kieferknochen und Periost (Knochenhaut) unter der Schleimhaut eingesetzt wurden, von denen Pfosten durch die Schleimhaut herausragten, an denen man die Prothese befestigen konnte. Die subperiostalen Implantate waren jedoch nicht biokompatibel und führten zu Entzündungen.
Trotzdem erlebt auch dieses anspruchsvolle Verfahren im Rahmen der wissenschaftlichen Weiterentwicklung unter strenger Indikation (z. B. Tumorchirurgie) von Zeit zu Zeit eine Renaissance. Auf der Basis von Backward-planning mit CT oder DVT ist die Eingliederung eines biokompatiblen Gerüstimplantates sogar mit provisorischer Versorgung in nur einer Operation möglich. Nach einer Einheilphase kann über einen digitalen Scan oder mit einem konventionellen Abdruck eine festsitzende bzw. bedingt herausnehmbare Zahnversorgung hergestellt und eingegliedert werden. Die in der BRD umstrittene Evidenz dieses Implantationsverfahrens (Außenseitermedizin) findet ihre Reflexion in der privaten Gebührenordnung. Nicht das Eingliedern, sondern nur das aufwendige Entfernen eines subperiostalen Implantates wird bewertet. Nach dem Medizinproduktegesetz bedarf es eines entsprechend zertifizierten Labores, um ein einzelnes individuelles Implantatgerüst herzustellen und zu vertreiben.
Das Konzept nach Albert Gerber (1907–1990) war ein weiterer Meilenstein zur Verbesserung des Prothesenhalts, an dem er in Form eines Lebenswerks von 1948 bis 1984 gearbeitet hatte. Hierzu gehörte die Entwicklung von Artikulatoren (Condylator), von Zahnformen (Condyloformzähne) im Jahre 1958 bis hin zur kiefergelenkskonformen Herstellung.

## Ausblick
Seit Beginn des 20. Jahrhunderts wurden für jeden Behandlungs- und Arbeitsschritt bei der Versorgung der Patienten mit Totalprothesen Dutzende von Materialien, Zahnformen, Instrumenten und Verfahren entwickelt. Es ist jedoch bis heute nicht gelungen, reproduzierbare Werte und Behandlungsergebnisse zu erzielen. Der Erfolg der Behandlung hängt letztlich von der Erfahrung des Zahnarztes ab, der seine Erfahrung mit dem von ihm bevorzugten Verfahren erworben hat. Der Trend geht zunehmend in Richtung implantatverankerten Zahnersatzes. Implantate (eingepflanzte künstliche Zahnwurzeln) können den Prothesenhalt erheblich verbessern. Voraussetzungen sind entsprechende anatomische Verhältnisse und die finanziellen Rahmenbedingungen. Dabei müssen jedoch die geschilderten Grundregeln der Behandlung zur Herstellung einer Totalprothese eingehalten werden.